# 新幹線200系電車
新幹線200系電車（しんかんせん200けいでんしゃ）は、日本国有鉄道（国鉄）が開発した新幹線電車である。

## 概要
1982年（昭和57年）の東北新幹線および上越新幹線の開業に合わせて、962形試作電車を基本として量産化され、1980年（昭和55年）9月・10月に登場した。先に落成した962形は新幹線総合試験線（小山試験線・在来線久喜付近 - 石橋付近間、42.8 km）で走行試験を実施、次に製造した925形電気軌道総合試験車を使用して、北上試験線（仙台 - 北上間、114.7 km）で雪害対策試験を実施して、その成果を反映させた。
基本設計は同時期に製造されていた0系に準じているが、寒冷地区を走るため、徹底的な耐寒・耐雪対策が行われているのが大きな特徴となっている。
1980年から1986年にかけて688両が製造された後、民営化後の1991年に二階建て車両12両が追加製造され、総製造数は59編成700両である。後に一部中間車の先頭車化改造が行われたため、最終的には66編成となった。
落成時の営業最高速度に従って番台が区分された。具体的には、1980年から製造された基本番台は営業最高速度が210km/hであるのに対し、1983年以降に製造された1000・1500・2000番台では、いずれも240km/hとなっていた。ただし、基本番台の中にも240km/hおよび275km/hの走行対応が可能な改造車両が存在した。
100系（1985年登場）よりも発表は早いが形式は200系となった。これは当時の付番体系は、昼行列車用の車両（座席車）の百の位には偶数を、夜行列車用の車両（寝台車）の百の位には奇数を与える方針だったことによる。一部文献で東北・上越新幹線系統の車両の百の位には偶数を、東海道・山陽新幹線系統の車両の百の位には奇数を与える方針だったことによるという説もあるが、それは誤りである。
「鉄道友の会」第23回（1983年）ローレル賞受賞。

## 構造

### 車体

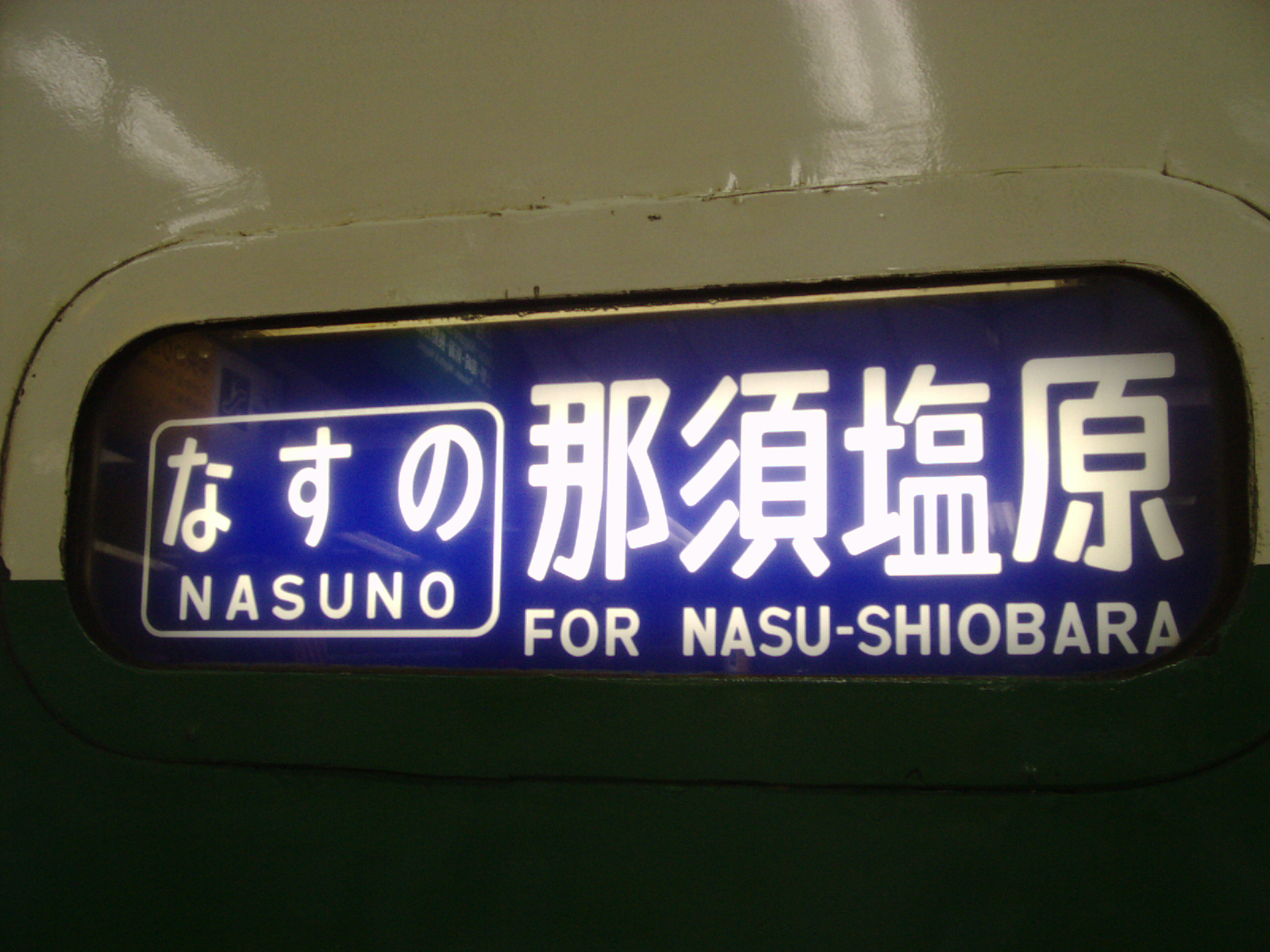
行先表示器

200系の設計は、正面から見た造形や基本的なサイズ等は0系ベースであるものの、特徴的な曲面を描くスノープラウ・ノーズ部分が若干伸びていること・雪対策のされた吸気口と雪切り室の空間等といった目立つ造形上の違いだけでなく、実際には以下に述べるように大幅な変更がある。まず第一に雪対策として、0系では床下機器の凸凹に張り付いた雪が凍りつき氷塊となった後に落下して砕石を跳ね上げる等のトラブルがあったことから、車体下部まで一体のボディーマウント構造の2重床構造とし、床下機器は2重床の間にある。これによりトラブルを根絶すると同時に、車両システムとしては耐雪・耐寒性を向上させた。
この構造で0系同様の鋼製車体とすると、重量が過大となることから、営業用の新幹線電車では初のアルミ合金が採用された。詳細には、試験車の951形がベースであり、構体骨組は加工性や溶接性に優れた7N01(Al-Zn-Mg)を、車体外周部には耐食性に優れた5083(Al-Mg)を、車体側面部から屋根にかけての曲線部には7N01よりも押し出し加工性に優れた7003(Al-Zn-Mg)を使い分けることで、構体重量7.5t（0系比3tの軽量化）を実現した。ただし後年登場した2階建て車両（248形・249形）は、製造コストや電動機非搭載の観点から普通鋼製となった。
電動機を冷却する際に、外気とともに取り込んだ雪を分離するために、雪切り室が設けられた（サイクロン式雪分離装置）。先頭部のスカートはスノープラウと一体化した形状である。豪雪地帯を走ることから、線路面上に積雪があっても支障なく走行出来るよう設計され、確認試験も行われた。
車体の各所には凍結防止用の暖房器（ヒーター）が設置してあり、側引戸レール用（ドアレールと戸袋）、警笛用、台車高さ調整弁（レベリングバルブ）用、蓄電池用（性能低下防止）、水揚装置用、電動空気圧縮機用などがある。
前面形状は2種類存在しており、一つは国鉄時代に製造された0系に似たラウンドノーズのもの、もう一つは後から登場した100系に似たシャークノーズのもの（200番台、2000番台）である。なお、0系に似た先頭車の運転席の側窓は、0系2000番台と同じく開閉可能な状態で製造された。また、200番台は225形もしくは226形中間車からの改造車、2000番台は新製車である。
車体塗装は、クリーム10号■をベースに窓の部分に緑14号■の帯を配した。この色使いは寒冷地を走行するため雪解けの新芽のイメージから選んだとされている。登場時には「緑の疾風（みどりのはやて）」の愛称があった。

### 車内
普通車の座席は0系と同様の海側3列、山側2列の合計横5列配置で、0系で試行されたオレンジ基調の簡易リクライニングシート (D-23, D-32) が採用された。本系列では座席前後間隔は980mm、3列座席は集団離反で回転出来なかったが、モケットは交換された。車内の窓周辺部はFRPユニットとなり、飲み物等小物を置いていた窓下のかまちと呼ばれるスペースが廃止された。また、奇数号車と偶数号車で車内の色彩を変える試みがなされ、奇数号車は客室仕切・カーテンがオレンジ系、偶数号車はグリーン系となった。
1987年（昭和62年）に登場した200, 2000番台は100系と同じ1,040mm間隔となり、フリーストップ式のリクライニングシート、3列座席も回転出来るようになった。ただし200, 2000番台は先頭車のみで、中間車は3列座席回転不可能だったため、同一編成内で格差が生じていた。断熱のため、窓ガラスは3 mm厚の強化ガラスと中間膜、さらに5 mm厚の複層ガラスから構成されている。
後年、JR東日本は3列席を「本体部のみ回転」させる方式を考案した。これは両端の手すりを残して回転させるもので、座席間隔を広げることなくフリーストップのリクライニングシート化を実現させた。まずは1990年（平成2年）にH編成の中間車のうち、指定席普通車となる車両を座席交換し、さらに該当車両は拡大した。この方式は西日本旅客鉄道（JR西日本）も0系の車内改良時に採用している。
後述のK編成リニューアルに関しては、簡易リクライニングだったものに関してはE4系と同等品に交換された。普通車の3列座席も全体が回転する構造となっているが、両端のひじ掛けを曲げる、背すりを鉛直にするなどの工夫で座席間隔980mmのまま回転可能とした。既に「本体部のみの回転」だったものに関してはモケットの張り替えのみ行われた。
空調機器は多雪地域・寒冷地を走行する事から、0系のAU56・57 （ヒートポンプ式）では比較的温暖地の東海道・山陽でも暖房能力が不足気味であった事から変更された。装置は新形式のAU82形となり、暖房機能の発熱体には従来からのシーズ線ではなく、PTCサーミスタ(ポジスタ)を使用した。AU82形1基あたりの能力は冷房が29.07 kW（25,000 kcal/h）、暖房は25 kWを有しており、各車両の屋根端部に2基ずつ搭載される（集約分散式）。このほか、乗務員室・機器室用に専用のAU63形空調装置、能力4.65 kW（4,000 kcal/h）を先頭車に搭載する。
放送装置は後述のモニタ装置と連動しており、自動放送装置が使用された。

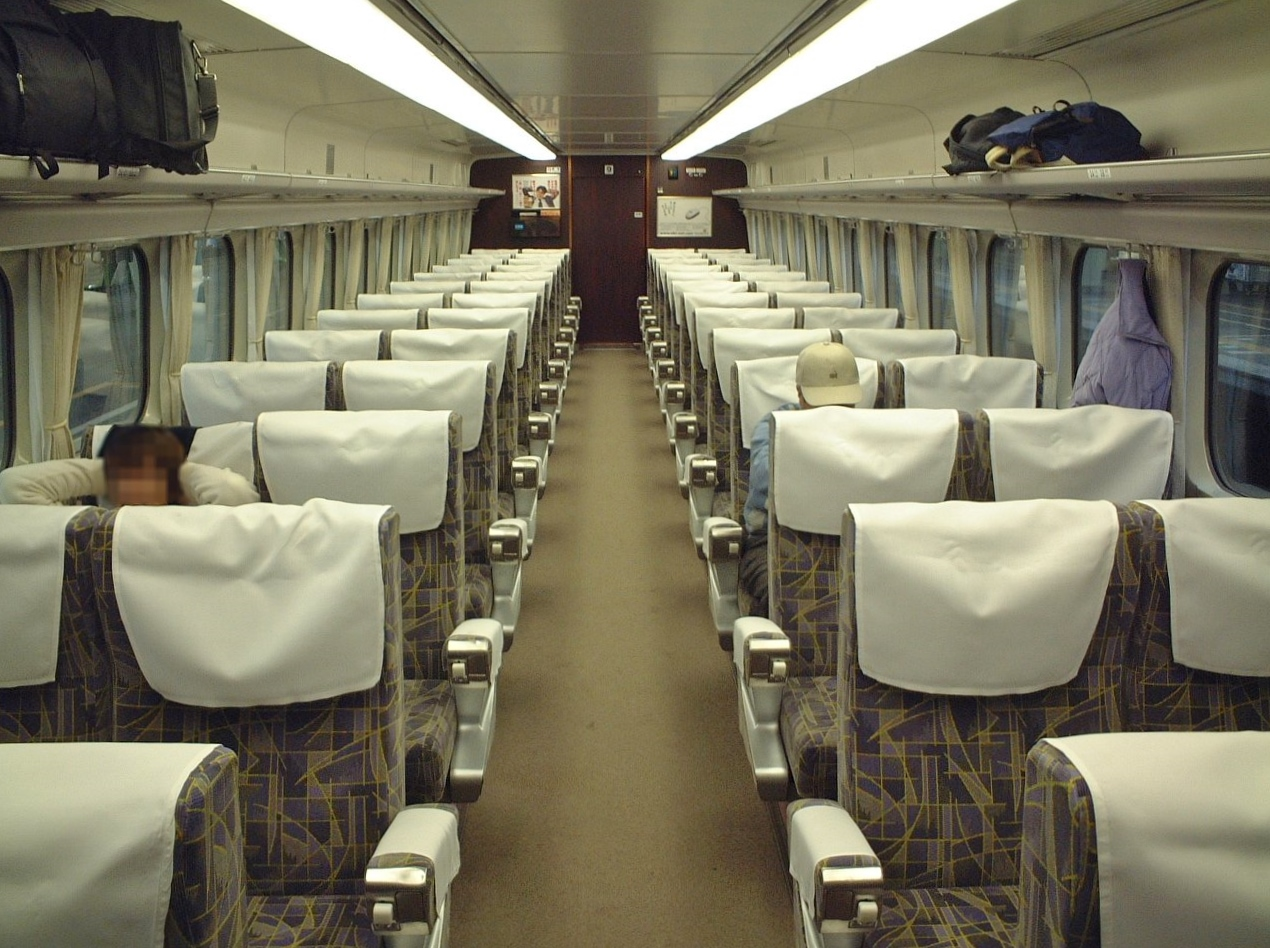
F編成グリーン車
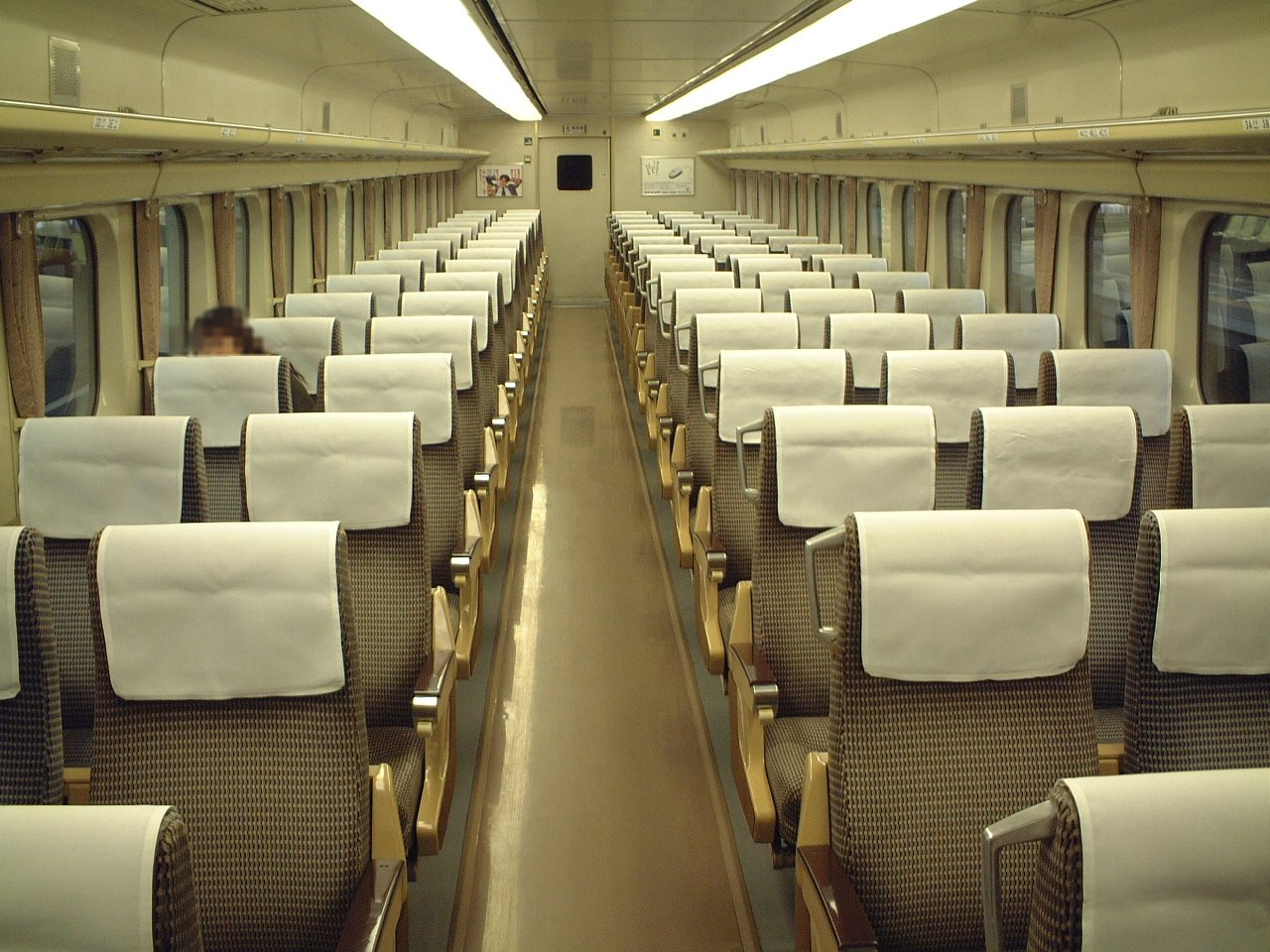
F編成普通車 （簡易リクライニングタイプ）
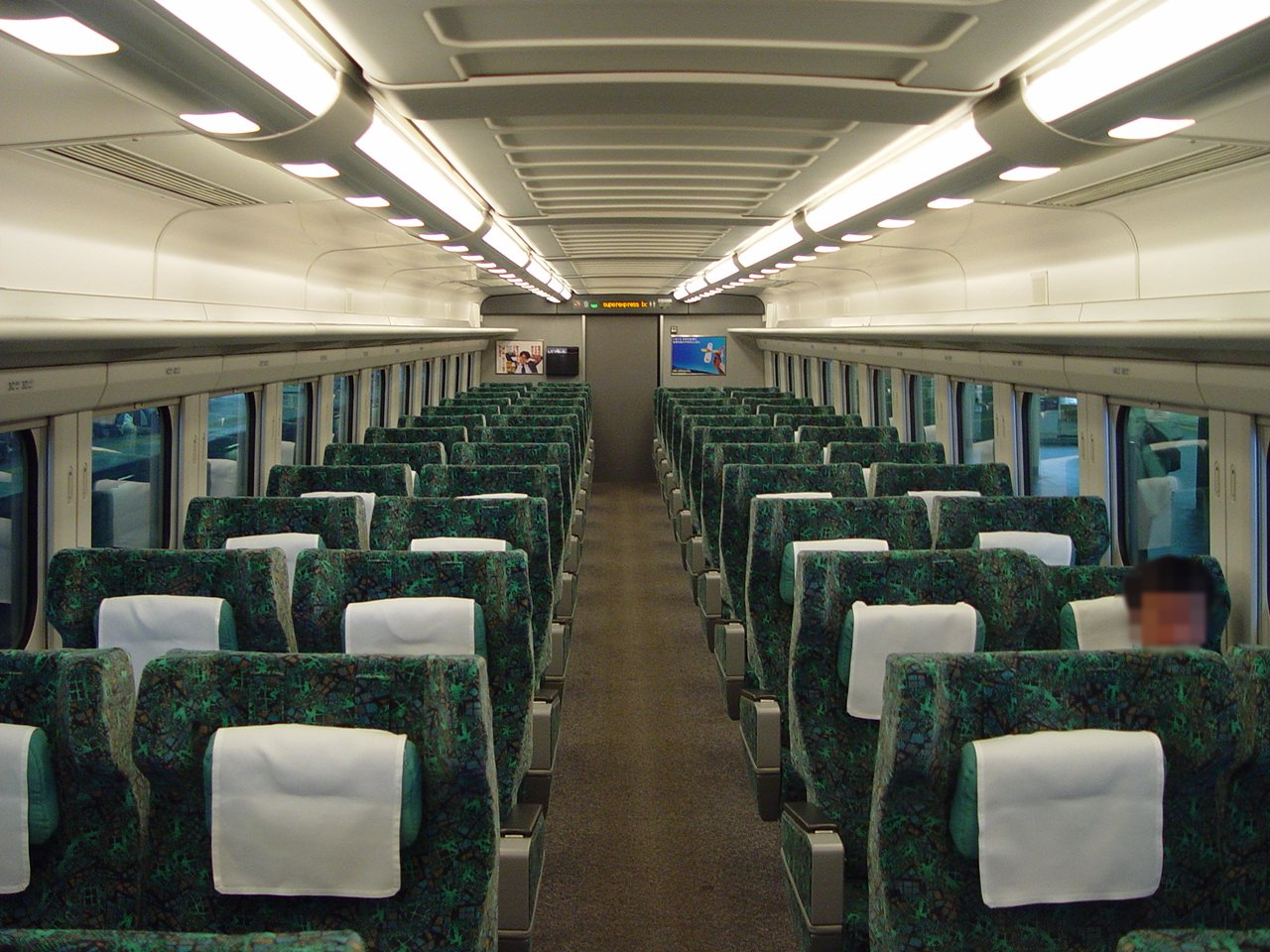
リニューアル済み K編成グリーン車
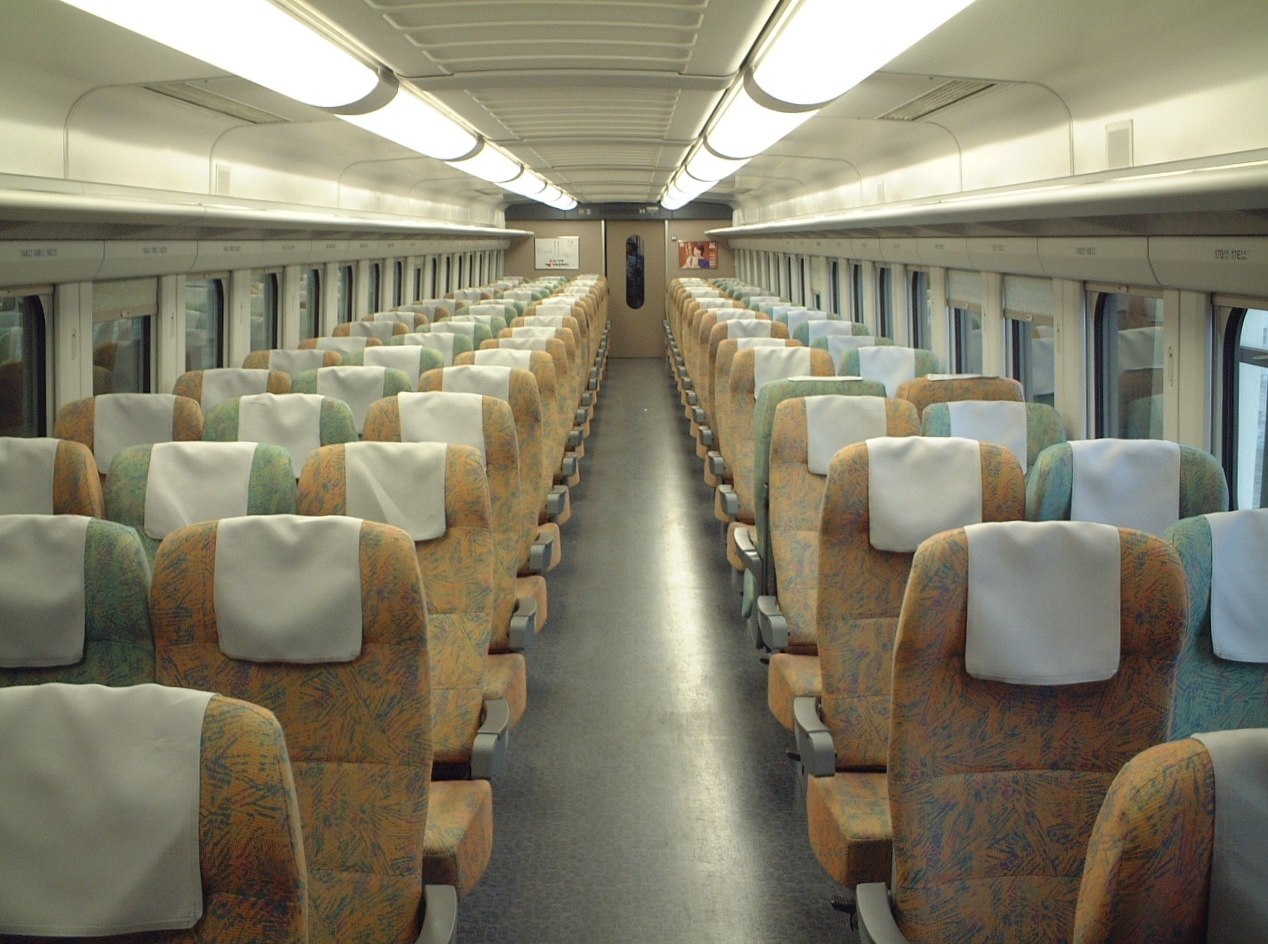
リニューアル済み K編成普通車
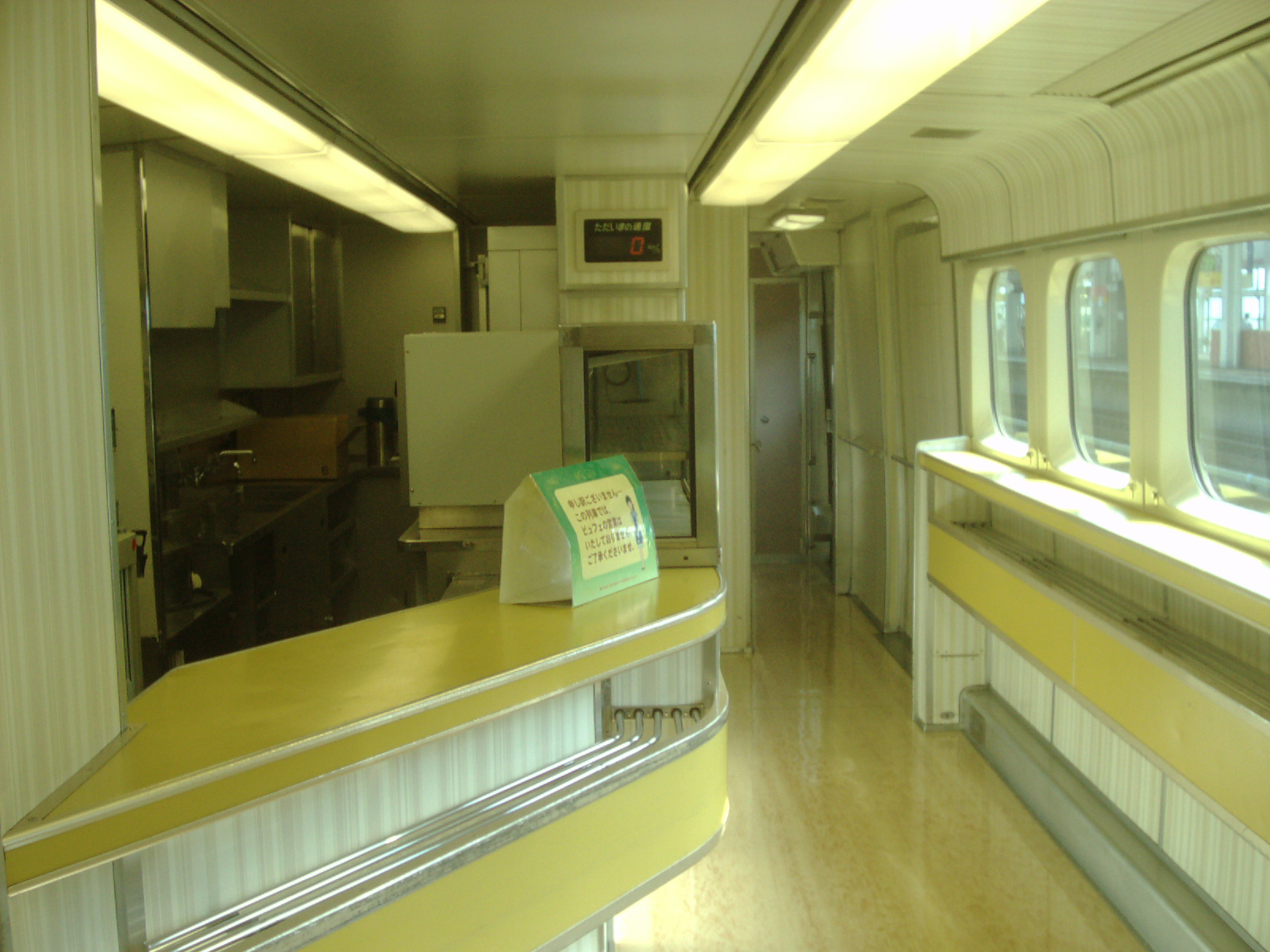
ビュフェ車

#### 運転台
0系と比較して先頭車の前頭部が約600 mm長くなったことから、運転台の高さは約260 mm高くなっている。運転台は右手操作のマスコンハンドル（力行 1 - 10ノッチ）、左手操作のブレーキ設定器は常用1 - 7段・非常・抜取位置および緊急ブレーキ位置から構成される。ブレーキ設定器は、0系新幹線ではブレーキハンドルを挿入する必要があったが、200系ではキー1本でロックが解除される。
主速度計は0系同様に、針が横に動くアナログ指針式である。0系と同じく、右奥にバックアップ用の補助速度計が配置されているが、補助速度計は格納式となっており、前方視野を妨げないよう常時使用しない場合においては収納され、必要な場合のみ横にある取出しハンドルを操作することで、バネの力で上昇する仕組みとなっている。
ただし、シャークノーズ先頭車の2000番台、200番台ならびに後述の275 km/h運転対応車両は100系新幹線と同じくLEDランプが横に向かって点灯する主速度計・補助速度計一体形でバーグラフ式のデジタルメーターとなった。

#### モニタリング装置
国鉄の車両では初めて、運転台にモニタ支援装置を装備した（オレンジ色単色プラズマディスプレイ式）。この装置は9.6kbpsのFSK (Frequency Shift Keying) モデム伝送により、ドットマトリクスによる片仮名・アルファベット・数字のみを、8行×32文字（合計256文字を同時に表示可能）で各種情報を表示していた。装置はMON1型モニタ装置と呼ばれるものである。主な機能は
- キロ程情報の表示（通常の画面）[15]
  - この画面では、現在時刻、キロ程、ATC信号、現在速度、力行・ブレーキノッチ表示、ブレーキ種別、機器開放情報などが表示される[11]
- 車両故障発生時の応急処置の簡素化（機器故障発生時の号車などを表示する）[15]
- 開放処置のアンサーバック（故障発生処置後の状態表示）[15]
- 主要機器の動作状態の表示[15]
- 車両検査の容易化（車両の検査時、地上の検査装置と連携して機器の動作状態を表示する）[15]
- 故障データの保存（機器故障発生時の状況を記録する）[15]
- 表示画面の地上伝送（列車無線を使用して、モニター表示画面を地上CTCセンターへ伝送）[15]

ディスプレイ表示画面の操作は、現在のようなタッチパネルで操作するものではなく、ファンクションキー（キロ・故障・SET・CTCなどのキー）やテンキー（0 - 9）で行う。
モニタ支援装置の右側には機器遠隔制御スイッチがあり、故障が発生した機器を選択して遠隔開放ができる、
- 開放ユニット選択スイッチ（1 - 8ユニットまで）[11]
- 開放機器選択スイッチ
  - パンタ下げ、パンタ上げ、VCB切、VCB入、電源誘導、電源誘導リセット、M車開放、MMリセット、M'車開放、コンプ開放、コンプ開放リセット[11]
- 機器開放ボタン[11]。

### 走行機器

#### 電源・制御装置
主回路制御は0系の低圧タップ制御に替えて、架線からの交流25kVを主変圧器の2次巻線を誘導障害を抑制する目的から不等6分割（1：1：2：2：2：2）し、それにサイリスタと呼ばれる半導体素子とダイオードを取付けたブリッジ（整流回路）を取付けて、6分割構成としたサイリスタ・ダイオード混合ブリッジとし、電圧比1の巻線のブリッジをサイリスタによる位相制御とし、他の巻線のブリッジはオン・オフ制御によるバーニア制御の位相制御とすることにより、2次巻線の6分割のブリッジを10分割のブリッジに相当する位相制御とし、それにより整流・制御された直流電源で主電動機を駆動するバーニア連続位相制御が採用されている。
MM'ユニットを採用し、M車（221形・225形）には主制御器と主抵抗器、チョッパ制御装置、主平滑リアクトルが、M'車（222形・226形）には集電装置と主変圧器、主制御整流装置、静止形変換装置、空気圧縮機、蓄電池などが搭載される。電機品は三菱電機、日立製作所、東京芝浦電気（当時）、東洋電機製造、富士電機製造（当時）の5社が製作している。
主制御器は、電動カム軸式である CS47 （4次車から変更、後述）を採用する。発電ブレーキにおいて抵抗器を使用したバーニアチョッパ制御が行われるため、転換カムと抵抗カムのほかにフリーホイールダイオードや過飽和変流器を搭載する。保守点検が必要となるカム接触器や電磁接触器を機器前面に、コイルや抵抗器を後面に配置し、重量は940kgである。
主変圧器は、送油風冷式外鉄形である TM202 を採用する。一次巻線は2,350kVA、主回路用の二次巻線は2,100kVA、補助電源回路用の三次巻線は250kVAの定格容量を備える。シリコーン油とポリアミド絶縁物を主体とする特別A種絶縁を採用することにより、TM201（0系）と比較して容量比で64%の小型・軽量化がなされ、ボディーマウント構造や耐寒性材料の採用により耐寒耐雪対策が図られている。また、点検する部品を車体の一側面に集中させて向けることで保守や点検を容易化を図り、ボディーマウント内の空気を冷却用として使用している。
主電動機は、直流直巻式電動機 MT201 を採用する。連続勾配や降雪時の走行抵抗増加対策で連続定格出力が 230kW に増強され、冷却方式を雪切り装置による他力通風方式に変更した。他力通風方式を採用することで冷却ファンが不要となり、スペースを活用して鉄心を20mm延長することで MT200B（0系）と同寸法ながら出力を向上させた。さらに、長さ68mmの長尺ブラシを採用して摩耗代を長くとり、軸受構造には第2グリース室を設けて潤滑寿命を長くすることで無保守走行距離の延長を図っている。
補助電源装置は962形試作電車、925形電気軌道総合試験車に続いて静止形変換装置（SC201形・東京芝浦電気ならびに東洋電機製造製）を採用した。SC201形静止形変換装置は主変圧器三次巻線からの単相交流400Vを入力電圧として、補助変圧器（定格容量 29.5 kVA・19.5 kVAは充電整流装置用、10 kVAは暖房等の電源用）、鉄共振形の定電圧変圧器（安定化電源・単相交流100V,50Hz・定格容量 3.5 kVA）、充電整流装置（直流100V・定格容量 13 kVA）を一つの機器箱としたものである。この方式の静止形変換装置は400系新幹線、100系新幹線にも採用されたほか、シンプルな回路方式から若干の改良形が500系新幹線にも採用された
ブレーキは発電ブレーキ（チョッパ連続制御）併用による電気指令式空気ブレーキ（常用・非常）を採用する。このほか、110 km/h以下で発電ブレーキ使用時のみ耐雪ブレーキが作用するほか、緊急ブレーキと補助ブレーキを備えている。電動空気圧縮機は MH1068-TC1000A を搭載する。圧縮機は往復単動二段式（レシプロ式）、電動機には単相誘導電動機が使用されており、吐出量は1,257 L/minである。

#### 台車
電動車台車はDT201、付随車台車はTR7002と呼称され、電動車は0系と同等のものを装着する。着雪による動作不良を防ぐために、バネ部分にカバーが装着されている。
基礎ブレーキは、電動車では0系と同じく発電ブレーキを高速域での減速に使い、低速域では空圧油圧変換式ベンチレーテッド車輪ディスクブレーキを使用する。H編成組成時に新製された2階建て車両の248・249形は200系唯一の付随車であったが、同じく付随車2階建て車両を有していた100系とは異なり、渦電流ブレーキを設置していない。機械式ブレーキのみで減速するため、ディスクブレーキを車軸に2枚設置して、制動力負担を分散させている。
IS式軸箱支持装置、枕バネは0系と同様に採用された。

#### 集電装置
集電装置は0系から引き続き下枠交差型パンタグラフが採用された。PS201と呼称される。集電舟（架線と接触する部分）が可動式となった微動すり板を採用したことにより架線追従性が向上した。また、パンタグラフ電流回路にフェライトコアを装着することにより電波障害を大幅に低減した。さらに、降雪対策として押上げ力を5.5kgから7.5kgまで向上させた。
当初の200系の編成では0系の設計を踏襲し電動車の各ユニットごとに1基のパンタグラフが搭載されていたが、パンタグラフが多いことが走行時の騒音源となっていたため、車両間に特高圧引通線を引き通し、パンタグラフを上げないユニットには特高圧引通線からの架線電気を供給することにした。東北・上越新幹線はAT饋電方式を使用しており、BT饋電方式にはつきもののトロリー線に設けられたブースターセクションが無いため、ブースターセクション短絡によるトロリー線を流れる負荷電流短絡による破壊の心配が無く実施が可能であり、F・H・K編成では天井に這わせた高圧ケーブルによる特高圧引通線を車両に引き通し、各車両間をケーブルヘッドにより接続することによりパンタグラフの実使用数を削減することにした。0系とは違い、車両に設置されている空調室外機が車端部2箇所に集約されているため、200系ではこの様な引き通しが可能になった。なお使用しないパンタグラフの一部は、車体に搭載したまま折り畳んで予備として活用している。
この引き通し線は、新製時から引き通しがなされている1000番台車両の場合はすべて山側（列車を南北に延ばした際の西側）に設置された。しかし、新製後に改造して設置された0番台車両（E編成から改造されてF編成に編入されたものなど）のうち、225形などの奇数形式では引き通し線は海側（同、東側）に、226形などの偶数形式では山側に設置されている。
パンタグラフカバーは、常時使用のパンタグラフでは四方から囲む形で、予備のパンタグラフは車両サイドのカバーが省略されている。

### 製造次車による変更点
本系列は短期間に製造されたため、製造年次による変更点は少ないが、以下に変更点を記載する（製造次車は後述）。
- 4次車からは発電ブレーキ性能改良に伴い、ブレーキステップを増やしたため、主制御器はCS52形に、抵抗器、接触器箱等も形式が変更された[26]。
- 6次車からはパンタグラフ削減に対応するため特別高圧回路を変更、主電動機のフラッシュオーバー対策として制御回路を一部変更した[27]。
- 7次車からは車両価格を低減するため、機器カバーをアルミ製から鉄製に変更するなどしたほか、8次車からは機器箱の二重パッキン構造を一重パッキン構造に変更した[28]。

## 形式
本系列に属する各形式名とその車種は以下のとおり。
付随車である248形と249形以外は、奇数形式と偶数形式でペアを組んでMM'ユニットを構成する。

### 新造形式
215形 (Ms)
グリーン席。偶数各形式とペアを組んで使用される。主制御器・主抵抗器・チョッパ制御装置などを搭載する。
221形 (Mc)
普通席を備える制御電動車。偶数各形式とペアを組んで使用される。東京向き運転台、便所、洗面所、業務用室を備え、主制御器・主抵抗器・チョッパ制御装置などを搭載する。ラウンドノーズとシャークノーズの先頭車形状が存在する。
222形 (M’c)
普通席を備える制御電動車。奇数各形式とペアを組んで使用される。八戸・新潟向き運転台を備え、集電装置・主変圧器・主制御整流装置・静止形変換装置・空気圧縮機・蓄電池などを搭載する。先頭形状は221形と同じ。1991年以降、-25, 26, 30, 34, 35, 1001 - 1003, 1501 - 1510, 1512, 1515, 1517, 1518には400系もしくはE3系との併結用に分割・併合装置が先頭に納められている。
225形 (M, Mk)
普通席を備える中間電動車。偶数各形式とペアを組んで使用される。便所、洗面所を備え、主制御器・主抵抗器・チョッパ制御装置などを搭載する。グリーン車215形を普通車化したものは、100番台を名乗る。車販準備室を備えている車両は400,1400番台を名乗り、略号も「M」ではなく、「Mk」とされた。
226形 (M')
普通席を備える中間電動車。奇数各形式とペアを組んで使用される。集電装置・主変圧器・主制御整流装置・静止形変換装置・空気圧縮機・蓄電池などを搭載する。
237形 (Mb)
半室ビュフェを備える中間電動車。構成は0系の37形式に準じており便所、洗面所、身障者対応設備を備え、主制御器・主抵抗器・チョッパ制御装置などを搭載する。37形式の相違点としてビュフェ内の速度計がデジタル化された。
248形 (T'sbd)
グリーン席とカフェテリアを併設する2階建て付随車。1階にカフェテリア、2階にグリーン席が設置された。249形とともに、200系唯一の普通鋼製の車体である。H編成でしか使用されなかったため、6両のみの製造にとどまった。
249形 (Tsd)
普通席とグリーン席を併設する2階建て付随車。1階には1人用グリーン個室が3室と2人用グリーン個室が1室、4人用普通個室が5室、2階はグリーン席が設置された。248形とともに、200系唯一の普通鋼製の車体である。H編成でしか使用されなかったため、6両のみの製造にとどまった。
| 形式 | 車両番号    | 定員 | 製造数 | 製造総数 | 備考                            |
| ---- | ----------- | ---- | ------ | -------- | ------------------------------- |
| 215  | 1 - 36      | 52名 | 36両   | 57両     |                                 |
| 215  | 1001 - 1021 | 52名 | 21両   | 57両     | 車内設備は0番台と同様。         |
| 221  | 1 - 36      | 45名 | 36両   | 59両     |                                 |
| 221  | 1001 - 1003 | 45名 | 3両    | 59両     | 車内設備は0番台と同様。         |
| 221  | 1501 - 1518 | 50名 | 18両   | 59両     | 車内設備は0番台とほぼ同様。     |
| 221  | 2001, 2002  | 50名 | 2両    | 59両     | シートピッチを1,040mmに拡大。   |
| 222  | 1 - 36      | 55名 | 36両   | 59両     |                                 |
| 222  | 1001 - 1003 | 55名 | 3両    | 59両     | 車内設備は0番台と同様。         |
| 222  | 1501 - 1518 | 60名 | 18両   | 59両     | 車内設備は0番台とほぼ同様。     |
| 222  | 2001, 2002  | 60名 | 2両    | 59両     | シートピッチを1,040mmに拡大。   |
| 225  | 1 - 72      | 80名 | 72両   | 171両    |                                 |
| 225  | 401 - 436   | 70名 | 36両   | 171両    | 売店付き。                      |
| 225  | 1001 - 1042 | 80名 | 42両   | 171両    | 外観、車内設備は0番台と同様。   |
| 225  | 1401 - 1421 | 70名 | 21両   | 171両    | 外観、車内設備は400番台と同様。 |
| 226  | 1 - 180     | 95名 | 180両  | 285両    |                                 |
| 226  | 1001 - 1105 | 95名 | 105両  | 285両    | 外観、車内設備は0番台と同様。   |
| 237  | 1 - 36      | 28名 | 36両   | 57両     |                                 |
| 237  | 1001 - 1021 | 28名 | 21両   | 57両     | 外観、車内設備は0番台と同様     |
| 248  | 1 - 6       | 40名 | 6両    | 6両      |                                 |
| 249  | 1 - 6       | 55名 | 6両    | 6両      |                                 |

### 改造形式
この他、長期に渡る使用の過程で、運用の見直しなどにより以下の各形式について改造による番台区分が発生している。特に記載のない場合、普通車のシートピッチは980mmである。
215形 (Ms, Mhs)
100番台
普通車225形をグリーン車化したもの。当初は900番台 (901, 902) を名乗っていた。
| 225形 | 42        | 57        |
| 215形 | 901 → 101 | 902 → 102 |
200番台
普通車225形を半室グリーン車化したもの。シートピッチは、全席グリーン車と同じ1,160mmに統一。
| 225形 | 44  | 17  |
| 215形 | 201 | 202 |
300番台
グリーン車215形を半室グリーン車化したもの。シートピッチは、全席グリーン車と同じ1,160mmに統一。
| 215形 | 10  | 19  | 20  | 21  | 22  | 23  | 24  |
| 215形 | 301 | 302 | 303 | 304 | 305 | 306 | 307 |
221形 (Mc)
200番台
普通車225形を先頭車化したもの。先頭形状は100系に似たデザインで、窓枠の改造やシートピッチを1,040mmに拡大の上3列側の座席も回転可能にされた。
201 - 204はH編成に組み込まれ、車体側面にピンストライプが追加されていた。
| 225形 | 43  | 7   | 8   | 25  | 26  | 1011 | 69  |
| 221形 | 201 | 202 | 203 | 204 | 205 | 206  | 207 |
222形 (M'c)
200番台
普通車226形を先頭車化したもの。先頭形状は100系に似たデザインで、窓枠の改造やシートピッチを1,040mmに拡大の上3列側の座席も回転可能にされた。
201 - 204はH編成に組み込まれ、車体側面にピンストライプが追加されていた。
| 226形 | 104 | 42  | 44  | 62  | 64  | 1017 | 1019 |
| 222形 | 201 | 202 | 203 | 204 | 205 | 206  | 207  |
225形
100番台 (Mcon)
225形400番台の車販準備室を車掌室に改造したもの。101 - 105の5両のみ改造。
| 225形 | 407 | 1404 | 430 | 1407 | 426 |
| 225形 | 101 | 102  | 103 | 104  | 105 |
110番台 (Mcon)
グリーン車215形を普通車化したもの。111の1両のみ改造。窓と座席の配置がずれている。
| 215形 | 1004 |
| 225形 | 111  |
200番台 (Mpk)
ビュフェ車237形を普通車化した201 - 205の5両のみ改造。
| 237形 | 1004 | 34  | 27  | 36  | 31  |
| 225形 | 201  | 202 | 203 | 204 | 205 |
210番台 (Mpk)
普通車225形に車販準備室、電話室、車椅子対応設備を設置した211の1両のみ改造。
| 225形 | 1007 |
| 225形 | 211  |
450番台 (Mpk)
普通車225形0番台に車販準備室、電話室、車椅子対応設備の設置、シートピッチ拡大をしたもの。窓配置はシートピッチに合わせられている。451 - 453の3両のみ改造。
| 225形 | 40  | 18  | 13  |
| 225形 | 451 | 452 | 453 |
460番台 (Mpk)
普通車225形400,1400番台に電話室と車椅子対応設備の設置をしたもの。461 - 463の3両のみ改造。
| 225形 | 435 | 1409 | 1406 |
| 225形 | 461 | 462  | 463  |
470番台 (Mpk)
ビュフェ車237形を普通車化したもの。シートピッチを1,040mmに拡大。471 - 477の7両のみ改造。
| 237形 | 10  | 19  | 20  | 21  | 22  | 23  | 24  |
| 225形 | 471 | 472 | 473 | 474 | 475 | 476 | 477 |
480番台 (Mpk)
ビュフェ車237形を普通車化したもの。481,482の2両のみ改造。
| 237形 | 29  | 28  |
| 225形 | 481 | 482 |
490番台 (Mpk)
ビュフェ車237形を普通車化したもの。480番台の車両とは、車販準備室と業務用室の位置が異なる。491 - 507の17両のみ改造。
| 237形 | 30  | 1007 | 1006 | 1009 | 26  | 35  | 1012 | 1002 | 1001 | 1021 | 1010 | 1018 | 1020 | 1003 | 1013 | 1011 | 1015 |
| 225形 | 491 | 492  | 493  | 494  | 495 | 496 | 497  | 498  | 499  | 500  | 501  | 502  | 503  | 504  | 505  | 506  | 507  |
237形 (Mb)
100番台
普通車225形をビュフェ車化したもの。101, 102の2両のみ改造。当初は901, 902を名乗っていた。
| 225形 | 41        | 53        |
| 237形 | 901 → 101 | 902 → 102 |

## 編成表

### 0番台(E編成)
| 編成名 | 落成日               | 製造会社            | 編成番号               | 編成名削除                  | 備考                                                                               |
| ------ | -------------------- | ------------------- | ---------------------- | --------------------------- | ---------------------------------------------------------------------------------- |
| E1     | 1980年10月31日(仙台) | 東急車両製造        | F30                    | 2000年12月9日(新潟)         | 221-1・237-1は新幹線総合車両センターにて保存。 226-1・215-1・222-1は2010年に解体。 |
| E2     | 1980年11月5日(新潟)  | 川崎重工業          | F31                    | 2002年5月15日(仙台)         |                                                                                    |
| E3     | 1980年11月17日(新潟) | 近畿車輛 日立製作所 | F32                    | 2001年12月19日(新潟)        |                                                                                    |
| E4     | 1980年11月26日(仙台) | 東急車両製造        | G40                    | 1999年3月12日(新潟)         |                                                                                    |
| E5     | 1981年2月7日(仙台)   | 日本車輛製造        | F33                    | 2001年1月12日(新潟)         |                                                                                    |
| E6     | 1981年1月13日(仙台)  | 川崎重工業          | F34                    | 2000年12月24日(新潟)        |                                                                                    |
| E7     | 1981年2月20日(仙台)  | 日立製作所          | G41                    | 1999年1月7日(新潟)          |                                                                                    |
| E8     | 1981年3月11日(仙台)  | 近畿車輛            | G46                    | 1998年4月14日(新潟)         |                                                                                    |
| E9     | 1981年3月18日（仙台) | 東急車両製造        | G9→G25                 | 1999年4月21日(新潟)         |                                                                                    |
| E10    | 1981年8月20日(仙台)  | 日本車輛製造        | G10→G26                | 1998年12月9日(新潟)         |                                                                                    |
| E11    | 1981年9月12日(仙台)  | 日本車輛製造        | F35                    | 2001年7月7日(新潟)          |                                                                                    |
| E12    | 1981年10月16日(仙台) | 日本車輛製造        | G42                    | 1998年11月5日(新潟)         |                                                                                    |
| E13    | 1981年8月28日(仙台)  | 川崎重工業          | G43                    | 1997年6月1日・10月6日(新潟) | 200系 廃車第1号 226-63は軌道検測車に改造。                                         |
| E14    | 1981年9月9日(新潟)   | 川崎重工業          | F36                    | 2001年7月20日(新潟)         |                                                                                    |
| E15    | 1981年10月30日(仙台) | 川崎重工業          | F37                    | 2001年10月20日(新潟)        | 215-15・215-15・222-15は流山温泉駅にて保存。 2013年に解体。                        |
| E16    | 1981年8月14日(新潟)  | 日立製作所          | F38                    | 2002年2月18日(仙台)         |                                                                                    |
| E17    | 1981年8月12日(新潟)  | 日立製作所          | F39                    | 2002年3月4日(新潟)          |                                                                                    |
| E18    | 1981年10月23日(新潟) | 日立製作所          | G47                    | 1998年1月7日(新潟)          |                                                                                    |
| E19    | 1981年9月1日(仙台)   | 近畿車輛            | G48                    | 1999年9月16日(新潟)         |                                                                                    |
| E20    | 1981年10月9日(仙台)  | 近畿車輛            | G20                    | 1999年5月6日(新潟)          |                                                                                    |
| E21    | 1981年8月29日(仙台)  | 東急車両製造        | G21                    | 1999年2月1日(新潟)          |                                                                                    |
| E22    | 1981年9月25日(仙台)  | 東急車両製造        | G22                    | 1999年10月26日(新潟)        |                                                                                    |
| E23    | 1981年12月19日(仙台) | 日本車輛製造        | G23                    | 1999年2月10日(新潟)         |                                                                                    |
| E24    | 1981年12月4日(仙台   | 川崎重工業          | G24                    | 1999年8月27日(新潟)         |                                                                                    |
| E25    | 1982年2月18日(新潟)  | 川崎重工業          | F40→K7→K27             | 2003年11月28日(新潟)        |                                                                                    |
| E26    | 1982年1月19日(新潟)  | 日立製作所          | F41→K8→K28             | 2000年3月17日(仙台)         |                                                                                    |
| E27    | 1981年12月2日(新潟)  | 近畿車輛            | G27                    | 1999年6月21日(新潟)         |                                                                                    |
| E28    | 1982年2月4日(新潟)   | 東急車両製造        | G28                    | 1999年12月6日(新潟)         |                                                                                    |
| E29    | 1982年3月3日(新潟)   | 東急車両製造        | G29→E29→F43→G44        | 1999年7月30日(新潟)         |                                                                                    |
| E30    | 1982年3月30日(新潟)  | 日本車輛製造        | F51→F41→K9→K29         | 2000年4月16日(仙台)         |                                                                                    |
| E31    | 1982年5月14日(新潟)  | 日本車輛製造        | F52→F66→F59→F91        | 2004年5月22日(仙台)         | 275km/h対応                                                                        |
| E32    | 1982年6月2日(新潟)   | 川崎重工業          | F53→F54→F53            | 2002年1月20日(新潟)         |                                                                                    |
| E33    | 1982年8月11日(新潟)  | 川崎重工業          | F54→F62→F54→F90        | 2002年3月16日(新潟)         | 275km/h対応                                                                        |
| E34    | 1982年7月7日(仙台)   | 日立製作所          | F55→F63→F55→H6→K10→K30 | 2004年4月2日(新潟)          |                                                                                    |
| E35    | 1982年3月16日(仙台)  | 近畿車輛            | F56→F64→F56→K11→K31    | 2006年1月25日(新潟)         | 222-35は鉄道博物館にて保存。                                                       |
| E36    | 1982年6月15日(仙台)  | 東急車両製造        | F57→F65→F57→G45        | 1998年5月6日(新潟)          |                                                                                    |

### 1000・1500番台(F編成)
| 編成名 | 落成日               | 製造会社     | 編成番号   | リニューアル工事 | 編成名削除          | 備考 |
| ------ | -------------------- | ------------ | ---------- | ---------------- | ------------------- | --- |
| F1     | 1983年11月22日(仙台) | 近畿車輛     | K41        | 1999年10月4日    | 2013年2月19日(新潟) | |
| F2     | 1983年12月24日(新潟) | 川崎重工業   | K42        | 2002年1月8日     | 2013年3月7日(新潟)  | |
| F3     | 1983年12月7日(新潟)  | 日立製作所   | K43        | 2001年10月11日   | 2013年4月3日(新潟)  | |
| F4     | 1984年6月1日(仙台)   | 日本車輛製造 | F51→K1→K21 | 2000年3月29日    | 2012年1月16日(新潟) | |
| F5     | 1984年6月15日(仙台)  | 日立製作所   | K2→K22     |                  | 2001年6月8日(仙台)  | |
| F6     | 1984年6月29日(仙台)  | 川崎重工業   | K3→K23     |                  | 2001年3月24日(仙台) | |
| F7     | 1984年7月13日(新潟)  | 東急車両製造 | K4→K24     |                  | 2003年11月7日(新潟) | |
| F8     | 1984年7月27日(新潟)  | 近畿車輛     | F40→K5→K25 | 1999年7月6日     | 2005年3月25日(新潟) | 新潟県中越地震 被災廃車 221-1505は総合研修センターにて保存。                                                   |
| F9     | 1984年8月9日(仙台)   | 川崎重工業   | K6→K26     | 2000年12月27日   | 2013年1月15日(新潟) | |
| F10    | 1984年9月11日(仙台)  | 日本車輛製造 | K44        | 2000年10月2日    | 2012年6月18日(新潟) | |
| F11    | 1984年9月28日(仙台)  | 日立製作所   | K45        |                  | 2003年1月9日(新潟)  | |
| F12    | 1984年10月11日(仙台) | 近畿車輛     | K46        | 2001年3月23日    | 2013年1月31日(新潟) | |
| F13    | 1984年10月24日(仙台) | 東急車両製造 | K47        | 1999年2月9日     | 2013年4月25日(新潟) | リニューアル第1号編成・復刻塗装編成 221-1510は新津鉄道資料館にて保存。                                         |
| F14    | 1984年11月8日(仙台)  | 川崎重工業   | F92        |                  | 2002年12月8日(仙台) | 275km/h対応編成                                                                                                |
| F15    | 1984年11月20日(仙台) | 日本車輛製造 | K48        | 1999年12月28日   | 2011年12月5日(新潟) | |
| F16    | 1984年12月5日(仙台)  | 日立製作所   | F93        |                  | 2004年4月16日(仙台) | 275km/h対応編成                                                                                                |
| F17    | 1984年12月17日(仙台) | 川崎重工業   | F80        |                  | 2004年6月18日(仙台) | 長野新幹線乗り入れ対応                                                                                         |
| F18    | 1985年2月16日(仙台)  | 東急車両製造 | K49        | 2000年7月4日     | 2012年2月13日(新潟) | |
| F19    | 1985年2月28日(仙台)  | 近畿車輛     | -          |                  | 2007年5月11日(新潟) | 最後まで残った非リニューアル編成 200系で唯一、製造から廃車まで編成番号の変更且つ組み換えが行われなかった編成。 |
| F20    | 1985年4月2日(仙台)   | 日本車輛製造 | K50        |                  | 2003年2月1日(新潟)  | |
| F21    | 1985年4月4日(仙台)   | 川崎重工業   | K51        | 2001年7月14日    | 2013年6月3日(新潟)  | 200系 最終廃車編成                                                                                             |

200・2000番台(F・H編成)
| 車両番号     | 落成日              | 249形         | 248形          | 製造会社                                             | 種車              | 編成番号 | 編成名削除                         | 備考 |
| ------------ | ------------------- | ------------- | -------------- | ---------------------------------------------------- | ----------------- | -------- | ---------------------------------- | ---- |
| 221/222-201  | 1988年2月27日(仙台) | 1990年7月28日 | 1991年3月3日   | 仙台総合車両所 248形:日本車輌製造 249形:東急車輌製造 | 225-43 226-104    | F42→H5   | 2004年6月23日・2005年8月28日(仙台) |      |
| 221/222-202  | 1990年1月29日(仙台) | 1990年4月29日 | 1990年12月25日 | 仙台総合車両所 248形:日本車輌製造 249形:東急車輌製造 | 225-7 226-42      | F43→H1   | 2004年5月5日・14日(仙台)           |      |
| 221/222-203  | 1990年2月16日(仙台) | 1990年6月26日 | 1991年2月25日  | 仙台総合車両所 248形:日本車輌製造 249形:東急車輌製造 | 225-8 226-44      | F57→H2   | 2003年12月19日・2004年1月8日(仙台) |      |
| 221/222-204  | 1991年2月5日(仙台)  | 1990年7月18日 | 1991年2月5日   | 仙台総合車両所 248形:日本車輌製造 249形:東急車輌製造 | 225-25 226-62     | H6       | 2004年4月2日・10日(仙台)           |      |
| 221/222-205  | 1991年4月12日(仙台) | -             | -              | 仙台総合車両所 248形:日本車輌製造 249形:東急車輌製造 | 225-26 226-64     | F5       | 2003年3月15日(仙台)                |      |
| 221/222-206  | 1992年4月27日(仙台) | -             | -              | 仙台総合車両所 248形:日本車輌製造 249形:東急車輌製造 | 225-1011 226-1017 | F40      | 2002年8月12日(仙台)                |      |
| 221/222-207  | 1992年6月26日(仙台) | -             | -              | 仙台総合車両所 248形:日本車輌製造 249形:東急車輌製造 | 225-69 226-1019   | F8       | 2006年6月25日(新潟)                |      |
| 221/222-2001 | 1987年3月27日(仙台) | 1990年7月18日 | 1991年3月3日   | 川崎重工業 248形:日本車輌製造 249形:東急車輌製造     | -                 | F58→H4   | 2004年6月23日・2005年5月28日(仙台) |      |
| 221/222-2002 | 1987年3月27日(仙台) | 1990年7月16日 | 1991年3月3日   | 川崎重工業 248形:日本車輌製造 249形:東急車輌製造     | -                 | F52→H3   | 2004年1月21日・2月14日(仙台)       |      |

## リニューアル工事

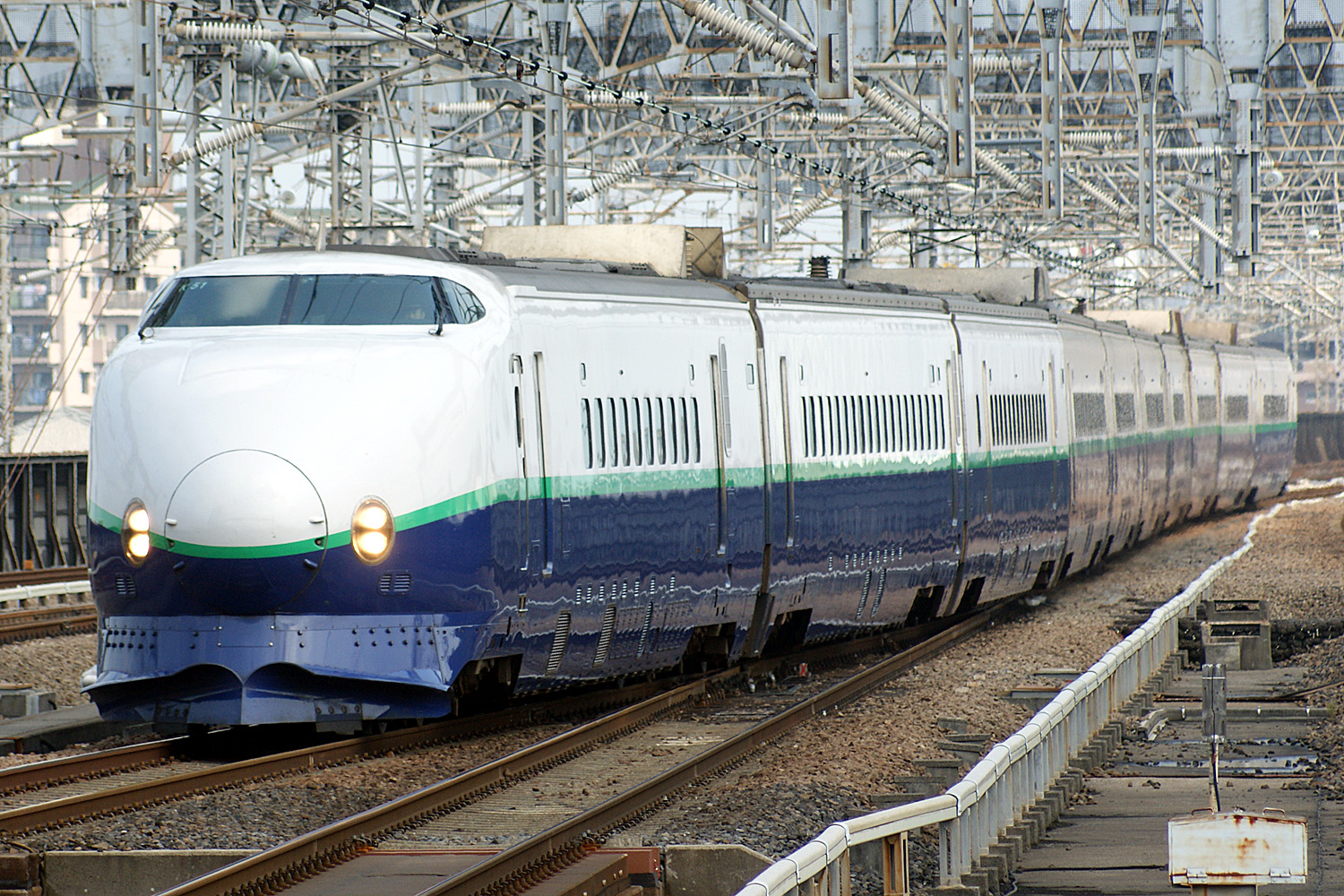
K51編成
（2008年7月5日 大宮駅）

1990年代後半に入ると多くの車両が耐用年数とされる15年を迎えていたが、経済情勢もあって全ての200系を短期間で置き換えるのは困難であった。そのため、1998年に10年程度の使用を考慮した延命工事の施工が発表された。1999年（平成11年）2月9日にリニューアルされたK47編成が公開され、翌3月29日に東北新幹線にて運用を開始。これを皮切りに、1999年度に4編成が、2000年度に4編成が、2001年度に3編成がE2系への置き換えと並行してK編成の一部について施工された。1999年12月のダイヤ改正以降は、上越新幹線での運用も開始された。工事内容は下記の通り。

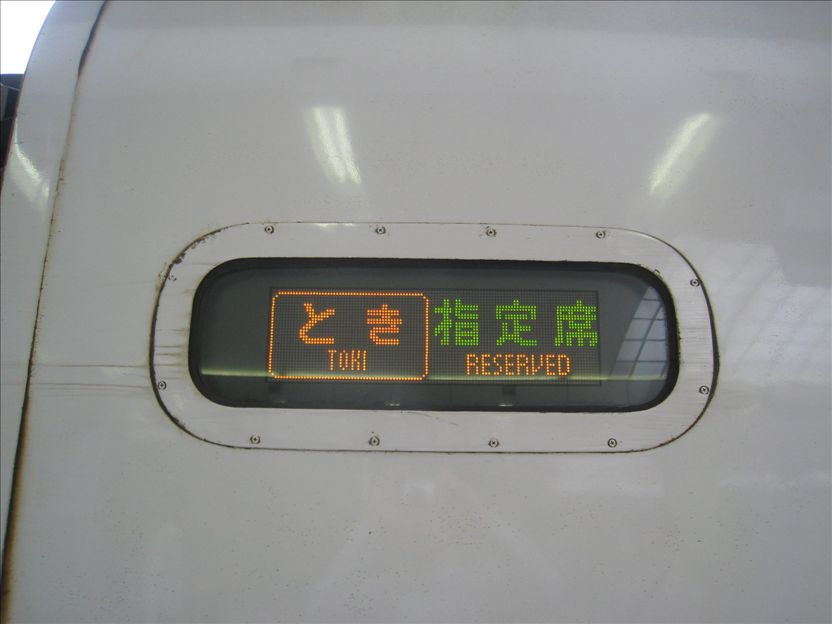
行先表示器（リニューアル完了後）

- 普通車座席をE4系と同等な3列席含め回転可能かつ座面スライド可能なものに交換[29]
  - 普通車座席が既に回転可能なものになっている場合、モケットの変更のみ実施[29]
  - 室内は「自然をモチーフに暖かみのある空間をイメージするデザイン」を採用
  - モケットは豊かな自然、木々の葉や枝が織り成す様々な表情をイメージした、「春の新緑のグリーン」と、「秋の紅葉のオレンジ」を採用[30]
  - いすの回転の当たりを避けるため窓下のFRP製パネルの中央部を凹ませた。
- グリーン車座席をE2系と同等なものに交換[29]
  - モケットは差し込む光を受けたステンドグラスをイメージ[30]
- 天井パネル・照明グローブ・腰板・床敷物などの内装を当時の新形式車両と同等の仕様に変更[29][30][注 4]
- 客室妻部に情報案内装置を設置[29]
- 窓ガラスのグリーンガラス化と窓キセがロールカーテン内蔵のFRP製に変更[29]
- 便所が洋式・和式併設にされ、洗面所および便所手洗浄器をセンサー式に変更[29]
- 運転台周辺を変更。
  - 気流をスムーズに流すため屋根を曲面にして中央部を5cm高くした。
  - 運転台周りのガラスを空気抵抗の少ない滑らかな曲面形状のものに変更[29]
  - ワイパーを空気式2連から電気式1連に変更。気流の乱れを防ぐため立った位置で停止するようにした。
- 骨組など力のかかる部分の補強
- 台車枠および枠ばりをすべて新品に交換
- 信頼性維持のためプリント基板など劣化した電子部品の交換
- 車体塗装はJR東日本の新幹線として統一したイメージとするために、ベースの色を最近の新形式車両と同様の「飛雲ホワイト」■と「紫苑ブルー」■のツートーンを基調に、境界部に200系を表す緑色の帯「緑の疾風」■が入るカラーリングに変更[29]
- 行先表示板を発光ダイオード使用のものに変更

このリニューアルでは前面形状の変更を行っているが、新幹線電車でこの改造工事が行われたのは2020年現在に至るまで本形式のみである。なお、この工事実施による車両番号の変更は行われていない。

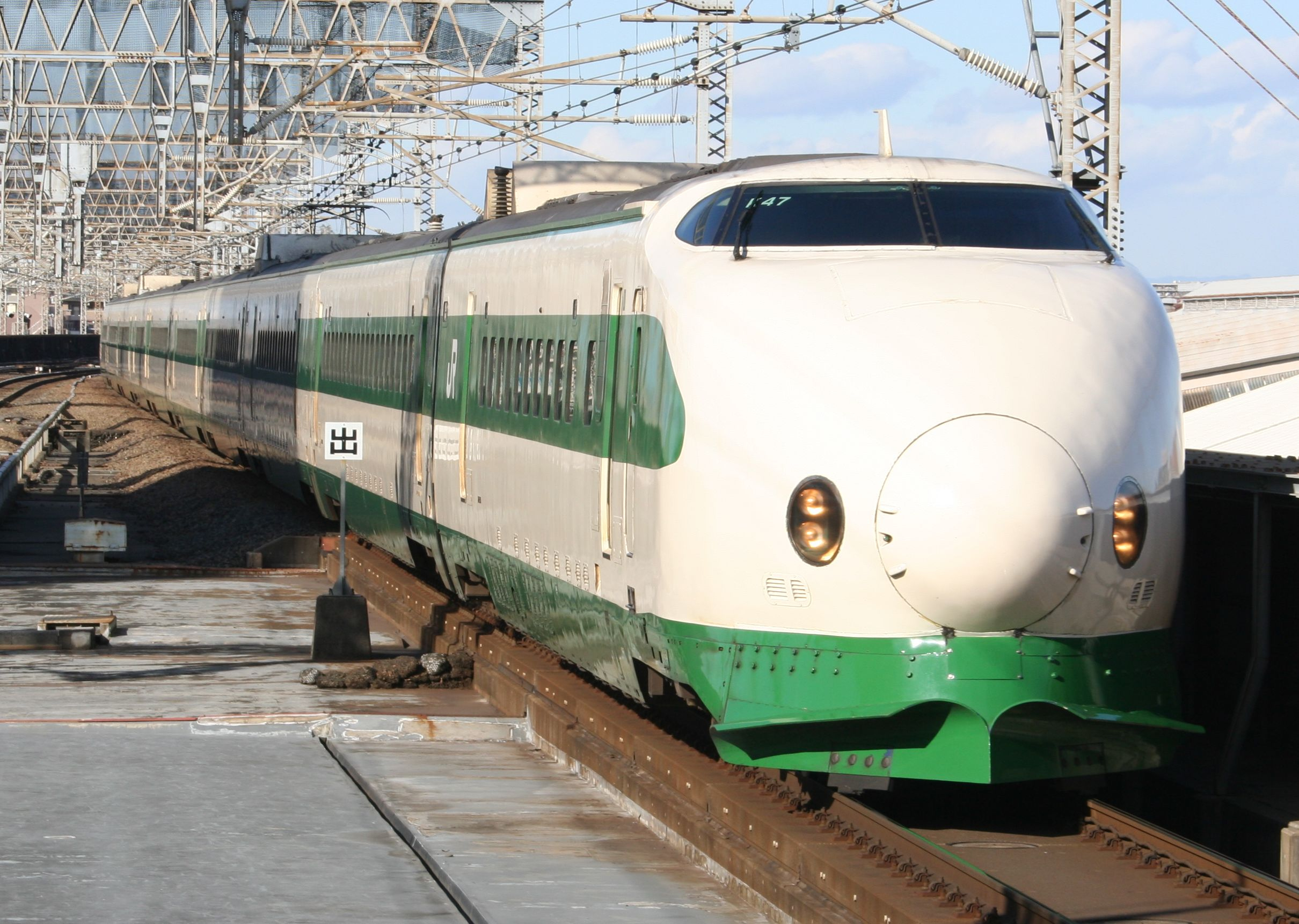
復元塗装色K47編成
（2011年1月16日 大宮）

2007年（平成19年）5月9日に、K47編成がオリジナル塗装に復元されて出場した。なおF19編成の廃車回送と同じ日であり、厳密にはリバイバルではなくオリジナル塗装が消滅していないことになる。この編成を使用して、2012年6月23日に東北新幹線開業25周年記念列車「やまびこ」931号が大宮から盛岡まで、また、11月10日には上越新幹線で団体臨時列車の「あさひ」190号と臨時列車の「とき」25号が、さらに同月15日には同線の開業25周年記念として「とき」318号が運転された。通常時は他のK編成と共通運用に入り、定期列車に使用された。

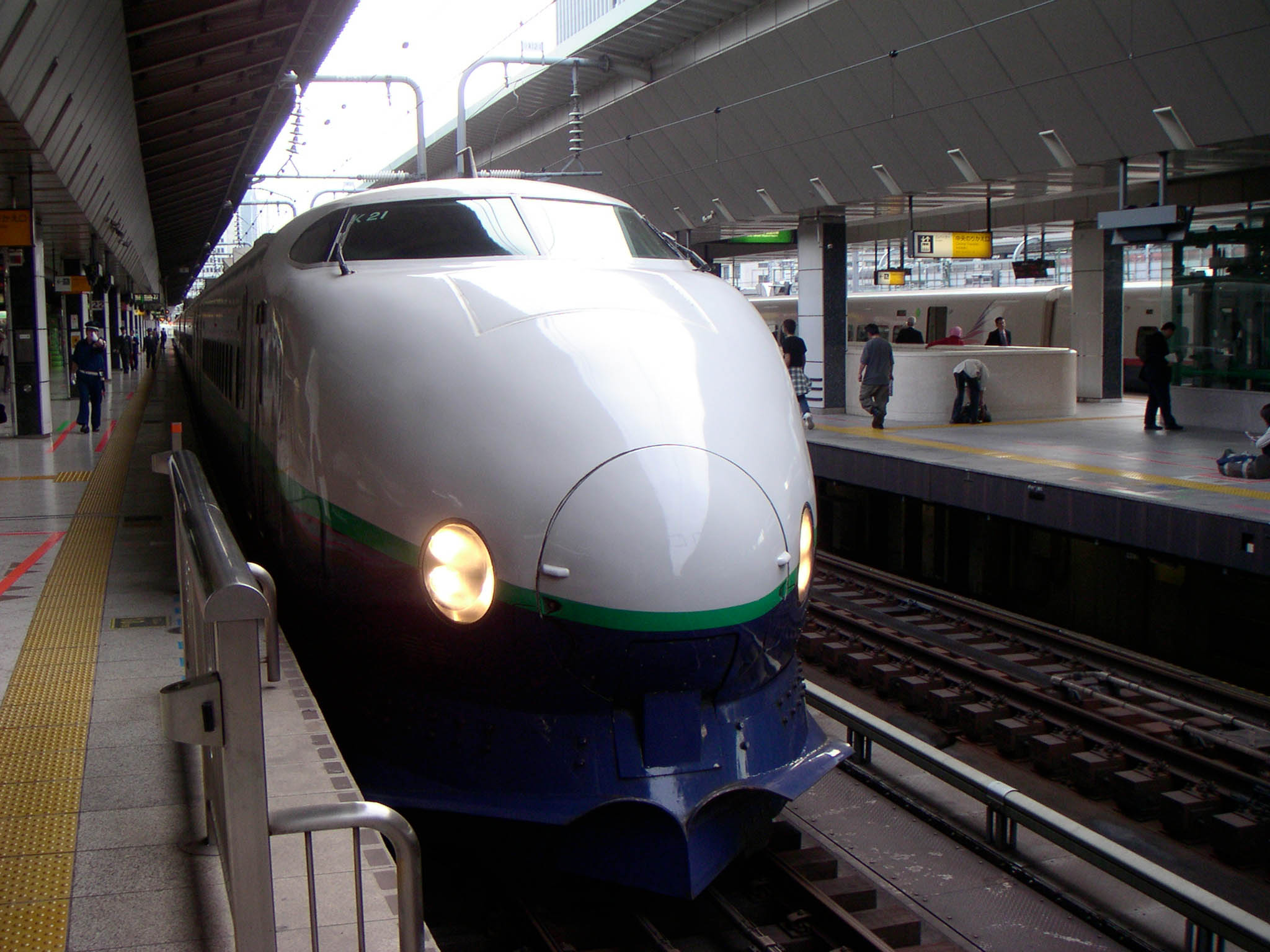
K21編成
（2005年10月 東京）

2011年4月29日より、東北地方太平洋沖地震（東日本大震災）の復興支援スローガンである「がんばろう日本! がんばろう東北!」（10号車）「つなげよう日本」（1号車）のステッカーが貼られた。

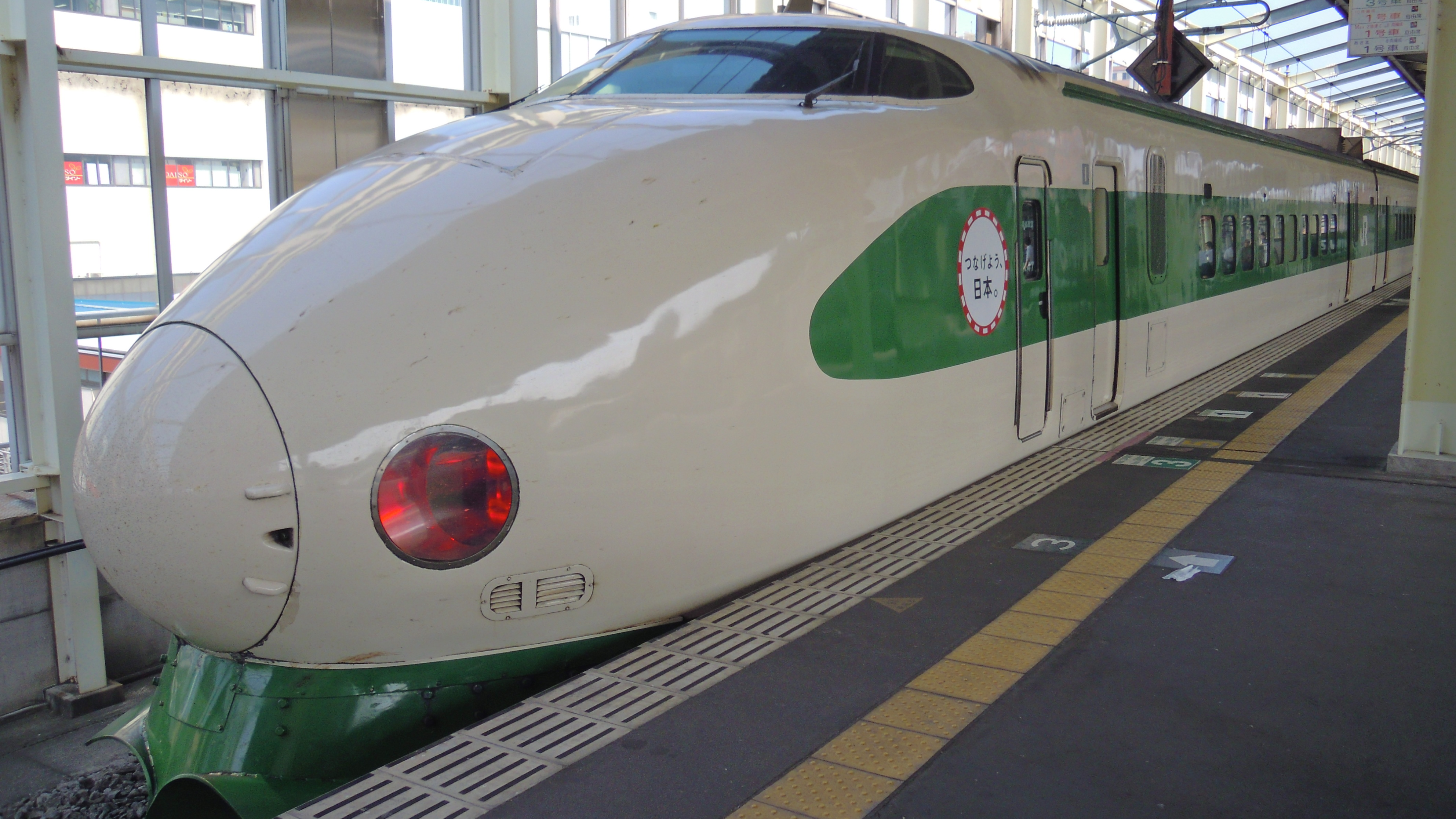
東京方先頭、1号車には「つなげよう日本」のステッカーが貼られている。（2012年7月28日 高崎）
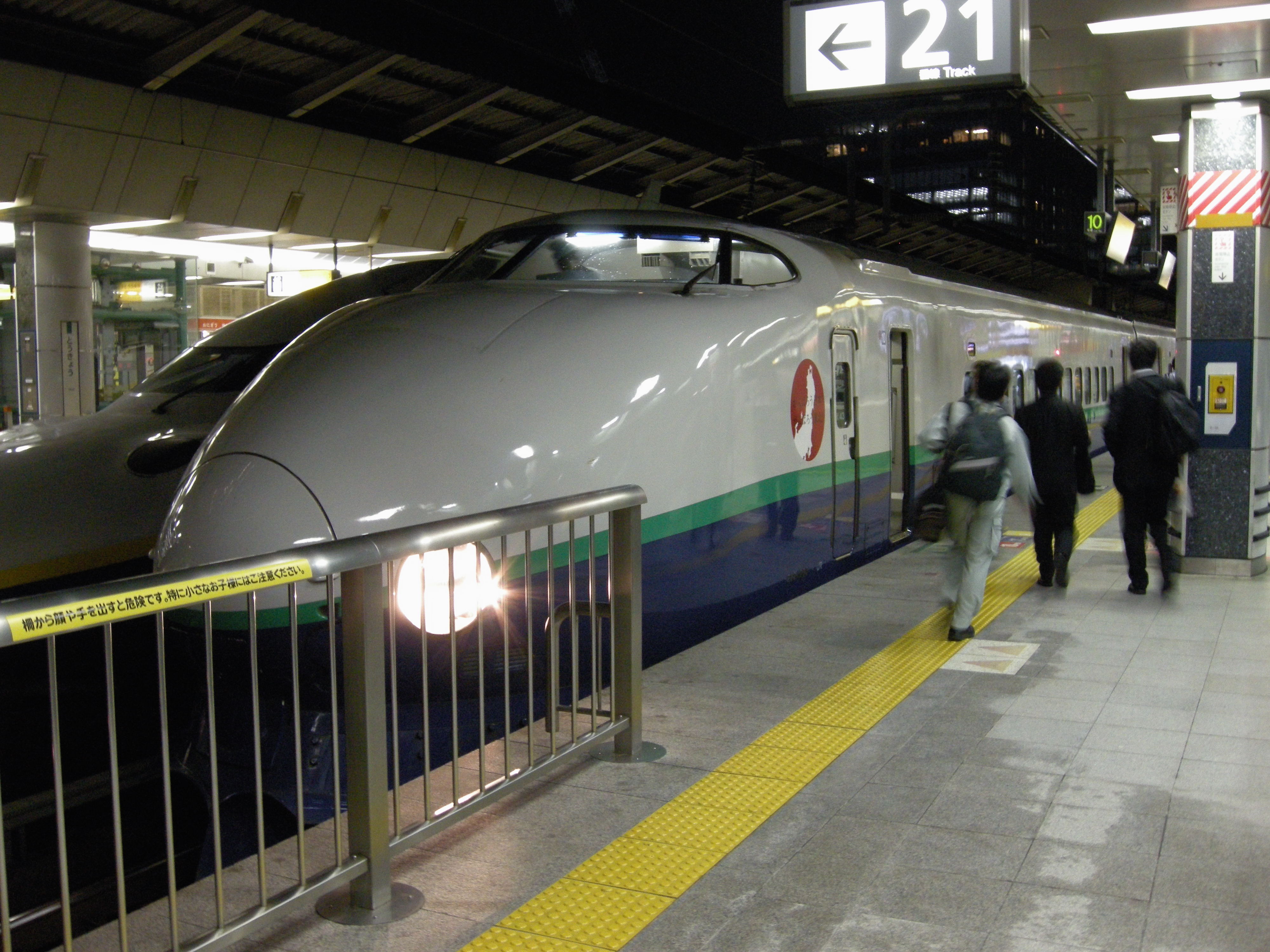
新潟方先頭、10号車先頭には「がんばろう日本!がんばろう東北!」のステッカーが貼られている。（2011年9月22日 東京駅）

## 編成別概説

### E編成

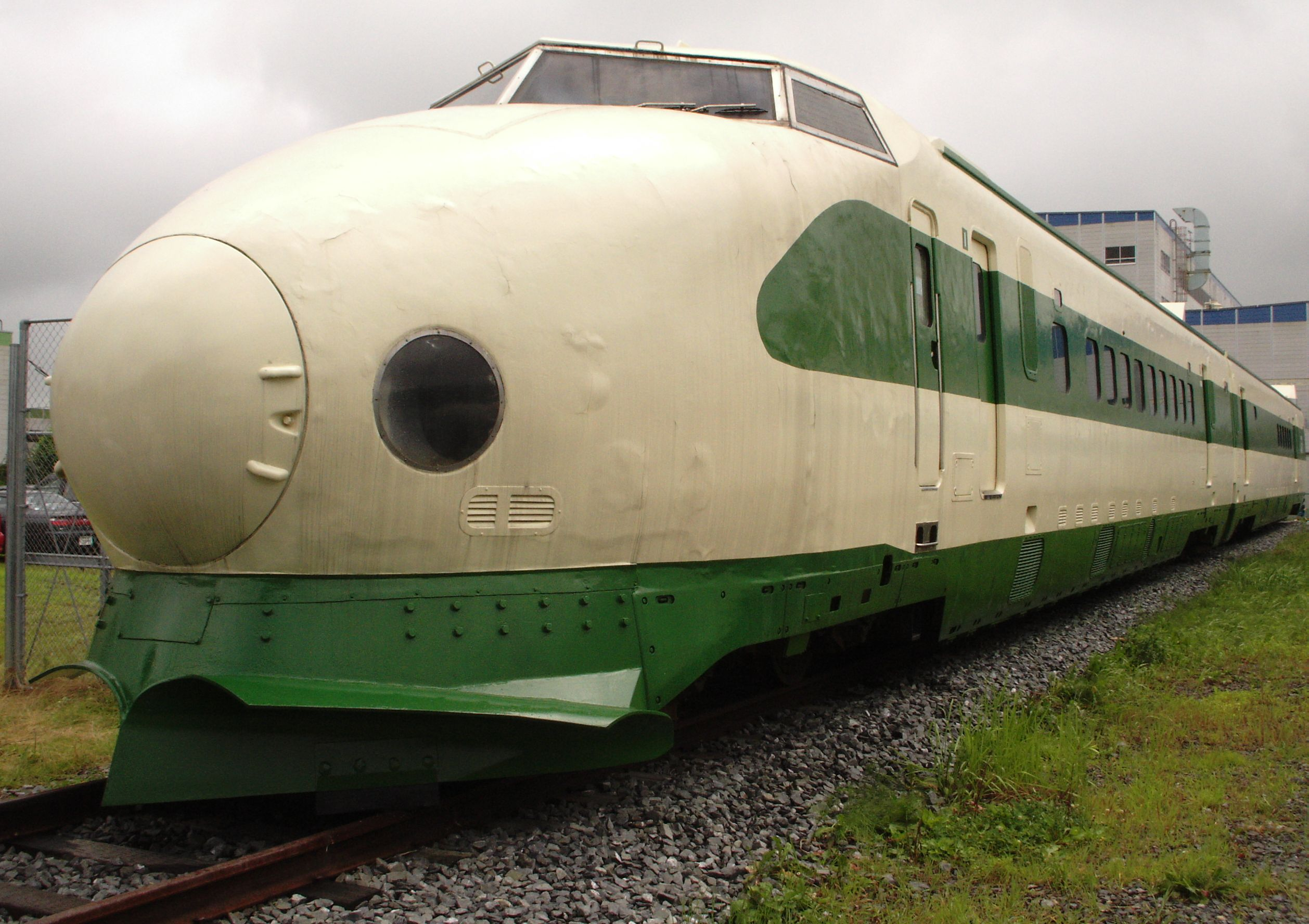
221-1
新幹線総合車両センター 2006年

12両編成、ラウンドノーズの前面形状。東北新幹線・上越新幹線開業に備えて投入された編成。210km/h走行対応。仙台第一新幹線運転所と新潟新幹線第一運転所にそれぞれ18編成ずつの計36編成（E1 - E36編成）が配置された。
1次車（1980/10 - 11・48両）
- E1 - E4編成（雪害防止対策試験用[32]。仙台・新潟へ2編成ずつ搬入[32]）
- 1979年（昭和54年）12月 - 1980年（昭和55年）3月にかけて、先行して完成した東北新幹線仙台車両基地の分岐部から北上駅手前までの北上試験線（延長114.7 km）を使用して、925形電気軌道総合試験車を使用した設備監査と雪害対策試験を実施した[33]（1冬目）。
- 次の1980年（昭和55年）12月 - 1981年（昭和56年）3月にかけては、東北新幹線では北上試験線を北へ53.0 km延長した盛岡駅および盛岡新幹線第一運転所（当時）までの167.7 kmに延長、925形電気軌道総合試験車1編成と200系1次車2編成を設備監査（延長区間）と雪害対策試験に使用した[33][34]（2冬目）。同時期に上越新幹線においても、先行して完成した長岡駅付近から新潟駅ならびに新潟新幹線第一運転所（当時）までの63.9 kmを雪害対策試験に使用した[33][35]。962形試作電車2両と921形軌道試験車1両（200系と併結して使用）ならびに200系1次車2編成を使用した[33]。

2次車（1981/1 - 3・60両）
- E5 - E9編成（乗務員訓練用[32]）

3次車（1981/7 - 10・156両）
- E10 - E22編成（量産車[32]）

4次車（1981/12 - 1982/3・84両）
- E23 - E29編成

5次車（1982/3 - 8・84両）
- E30 - E36編成

基本番台のE1 - E36編成は1980年（昭和55年）から1982年（昭和57年）までに432両製造された。
編成中に連結されている225形のうち、5号車には車販準備室を備える225形400番台の車両が連結された。
|      | ← 東京盛岡・新潟 → |            |           |            |            |            |            |            |            |            |           |             |          |          |              |
| 号車 | 1                  | 2          | 3         | 4          | 5          | 6          | 7          | 8          | 9          | 10         | 11        | 12          | 製造区分 | 製造年次 | 製造メーカー |
| 形式 | 221形 (Mc)         | 226形 (M') | 225形 (M) | 226形 (M') | 225形 (Mk) | 226形 (M') | 215形 (Ms) | 226形 (M') | 237形 (Mb) | 226形 (M') | 225形 (M) | 222形 (M'c) | 製造区分 | 製造年次 | 製造メーカー |
| 座席 | 普通車             | 普通車     | 普通車    | 普通車     | 普通車     | 普通車     | グリーン車 | 普通車     | ビュフェ車 | 普通車     | 普通車    | 普通車      | 製造区分 | 製造年次 | 製造メーカー |
| E1   | 1                  | 1          | 1         | 2          | 401        | 3          | 1          | 4          | 1          | 5          | 2         | 1           | 1次車    | 1980     | 日本車輌     |
| E2   | 2                  | 6          | 3         | 7          | 402        | 8          | 2          | 9          | 2          | 10         | 4         | 2           | 1次車    | 1980     | 川崎重工業   |
| E3   |                    |            |           |            |            |            | 3          | 11         | 3          | 12         | 5         | 3           | 1次車    | 1980     | 日立製作所   |
| E3   | 3                  | 13         | 6         | 14         | 403        | 15         |            |            |            |            |           |             | 1次車    | 1980     | 近畿車輛     |
| E4   | 4                  | 16         | 7         | 17         | 404        | 18         | 4          | 19         | 4          | 20         | 8         | 4           | 1次車    | 1980     | 東急車輛     |
| E5   | 5                  | 21         | 9         | 22         | 405        | 23         | 5          | 24         | 5          | 25         | 10        | 5           | 2次車    | 1981     | 日本車輌     |
| E6   | 6                  | 26         | 11        | 27         | 406        | 28         | 6          | 29         | 6          | 30         | 12        | 6           | 2次車    | 1981     | 川崎重工業   |
| E7   | 7                  | 31         | 13        | 32         | 407        | 33         | 7          | 34         | 7          | 35         | 14        | 7           | 2次車    | 1981     | 日立製作所   |
| E8   | 8                  | 36         | 15        | 37         | 408        | 38         | 8          | 39         | 8          | 40         | 16        | 8           | 2次車    | 1981     | 近畿車輛     |
| E9   | 9                  | 41         | 17        | 42         | 409        | 43         | 9          | 44         | 9          | 45         | 18        | 9           | 2次車    | 1981     | 東急車輛     |
| E10  | 10                 | 46         | 19        | 47         | 410        | 48         | 10         | 49         | 10         | 50         | 20        | 10          | 3次車    | 1981     | 日本車輌     |
| E11  | 11                 | 51         | 21        | 52         | 411        | 53         | 11         | 54         | 11         | 55         | 22        | 11          | 3次車    | 1981     | 日本車輌     |
| E12  | 12                 | 56         | 23        | 57         | 412        | 58         | 12         | 59         | 12         | 60         | 24        | 12          | 3次車    | 1981     | 日本車輌     |
| E13  | 13                 | 61         | 25        | 62         | 413        | 63         | 13         | 64         | 13         | 65         | 26        | 13          | 3次車    | 1981     | 川崎重工業   |
| E14  | 14                 | 66         | 27        | 67         | 414        | 68         | 14         | 69         | 14         | 70         | 28        | 14          | 3次車    | 1981     | 川崎重工業   |
| E15  | 15                 | 71         | 29        | 72         | 415        | 73         | 15         | 74         | 15         | 75         | 30        | 15          | 3次車    | 1981     | 川崎重工業   |
| E16  | 16                 | 76         | 31        | 77         | 416        | 78         | 16         | 79         | 16         | 80         | 32        | 16          | 3次車    | 1981     | 日立製作所   |
| E17  | 17                 | 81         | 33        | 82         | 417        | 83         | 17         | 84         | 17         | 85         | 34        | 17          | 3次車    | 1981     | 日立製作所   |
| E18  | 18                 | 86         | 35        | 87         | 418        | 88         | 18         | 89         | 18         | 90         | 36        | 18          | 3次車    | 1981     | 日立製作所   |
| E19  | 19                 | 91         | 37        | 92         | 419        | 93         | 19         | 94         | 19         | 95         | 38        | 19          | 3次車    | 1981     | 近畿車輛     |
| E20  | 20                 | 96         | 39        | 97         | 420        | 98         | 20         | 99         | 20         | 100        | 40        | 20          | 3次車    | 1981     | 近畿車輛     |
| E21  | 21                 | 101        | 41        | 102        | 421        | 103        | 21         | 104        | 21         | 105        | 42        | 21          | 3次車    | 1981     | 東急車輛     |
| E22  | 22                 | 106        | 43        | 107        | 422        | 108        | 22         | 109        | 22         | 110        | 44        | 22          | 3次車    | 1981     | 東急車輛     |
| E23  | 23                 | 111        | 45        | 112        | 423        | 113        | 23         | 114        | 23         | 115        | 46        | 23          | 4次車    | 1981     | 日本車輌     |
| E24  | 24                 | 116        | 47        | 117        | 424        | 118        | 24         | 119        | 24         | 120        | 48        | 24          | 4次車    | 1981     | 川崎重工業   |
| E25  | 25                 | 121        | 49        | 122        | 425        | 123        | 25         | 124        | 25         | 125        | 50        | 25          | 4次車    | 1982     | 川崎重工業   |
| E26  | 26                 | 126        | 51        | 127        | 426        | 128        | 26         | 129        | 26         | 130        | 52        | 26          | 4次車    | 1982     | 日立製作所   |
| E27  | 27                 | 131        | 53        | 132        | 427        | 133        | 27         | 134        | 27         | 135        | 54        | 27          | 4次車    | 1981     | 近畿車輛     |
| E28  | 28                 | 136        | 55        | 137        | 428        | 138        | 28         | 139        | 28         | 140        | 56        | 28          | 4次車    | 1982     | 東急車輛     |
| E29  | 29                 | 141        | 57        | 142        | 429        | 143        | 29         | 144        | 29         | 145        | 58        | 29          | 4次車    | 1982     | 東急車輛     |
| E30  | 30                 | 146        | 59        | 147        | 430        | 148        | 30         | 149        | 30         | 150        | 60        | 30          | 5次車    | 1982     | 日本車輌     |
| E31  | 31                 | 151        | 61        | 152        | 431        | 153        | 31         | 154        | 31         | 155        | 62        | 31          | 5次車    | 1982     | 日本車輌     |
| E32  | 32                 | 156        | 63        | 157        | 432        | 158        | 32         | 159        | 32         | 160        | 64        | 32          | 5次車    | 1982     | 川崎重工業   |
| E33  | 33                 | 161        | 65        | 162        | 433        | 163        | 33         | 164        | 33         | 165        | 66        | 33          | 5次車    | 1982     | 川崎重工業   |
| E34  | 34                 | 166        | 67        | 167        | 434        | 168        | 34         | 169        | 34         | 170        | 68        | 34          | 5次車    | 1982     | 日立製作所   |
| E35  | 35                 | 171        | 69        | 172        | 435        | 173        | 35         | 174        | 35         | 175        | 70        | 35          | 5次車    | 1982     | 近畿車輛     |
| E36  | 36                 | 176        | 71        | 177        | 436        | 178        | 36         | 179        | 36         | 180        | 72        | 36          | 5次車    | 1982     | 東急車輛     |

1983年（昭和58年）に製造された1000番台の6次車・E37 - E39編成は240km/h対応で、落成後すぐにF1 - F3編成に改番された。詳細はF編成を参照。
F編成登場後は240km/h対応ATC改造やブス引通しといった対応工事を施したうえで車両番号そのままにF編成化されたり、短編成化されたりしてG編成を組成した。
1991年5月9日 - 6月25日にかけて、7号車と11号車の入れ替えを実施。それ以後はグリーン車が11号車となった。これは同年6月20日の東京駅乗り入れ開始当時新幹線ホームが1面2線のみだったため、E・F編成での自由席の位置を東北新幹線（1 - 4号車）と上越新幹線（5 - 8号車）としたためである。
|      | ← 東京盛岡 → |            |           |            |            |            |           |            |            |            |            |             |
| 号車 | 1            | 2          | 3         | 4          | 5          | 6          | 7         | 8          | 9          | 10         | 11         | 12          |
| 形式 | 221形 (Mc)   | 226形 (M') | 225形 (M) | 226形 (M') | 225形 (Mk) | 226形 (M') | 225形 (M) | 226形 (M') | 237形 (Mb) | 226形 (M') | 215形 (Ms) | 222形 (M'c) |
| 座席 | 普通車       | 普通車     | 普通車    | 普通車     | 普通車     | 普通車     | 普通車    | 普通車     | ビュフェ車 | 普通車     | グリーン車 | 普通車      |

1993年（平成5年）9月にF編成組み換え改造が完了したことに伴い消滅した。

### F編成

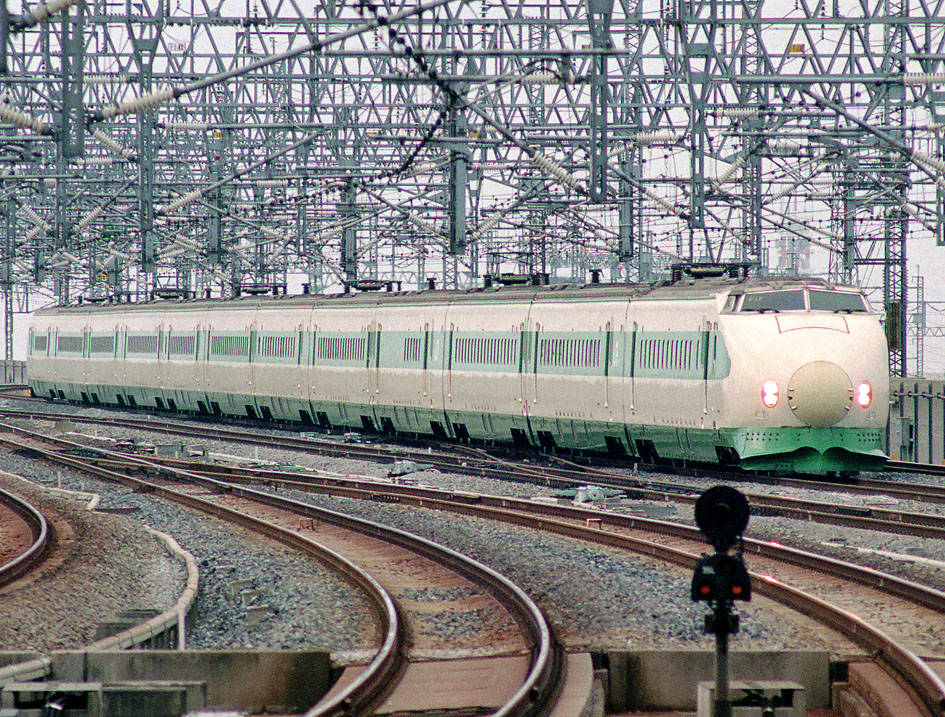
F17編成
（1990年頃 大宮駅）

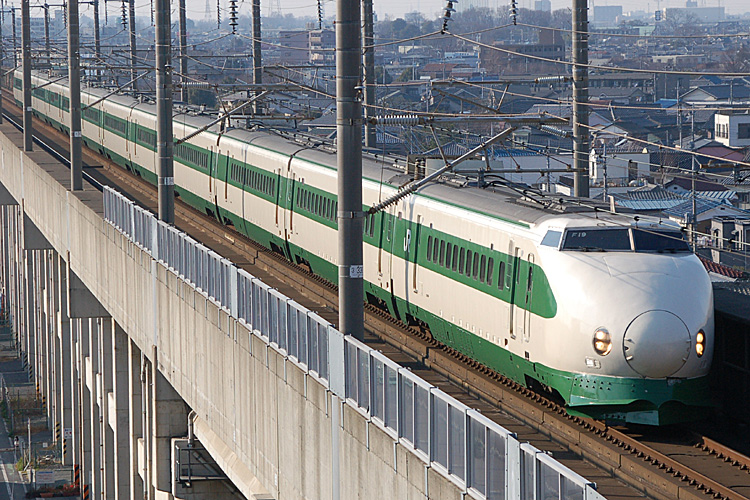
F19編成
（2006年3月4日）

1983年（昭和58年）11月にデビュー。12両編成。240km/h走行対応。6 - 10次車グループの1000番台・1500番台で構成された。
6次車（1983/11 - 12・36両）
- E37 - E39編成→F1 - F3編成

1000番台の最初のグループである6次車・E37 - E39編成は1983年（昭和58年）に36両製造され、年内にF1 - F3編成に改番された。
7次車（1984/6 - 11・132両）
- F4 - F14編成

8次車（1984/11 - 1985/2・60両）
- F15 - F19編成

9次車（1985/4・24両）
- F20・F21編成

F4 - F21編成は上野延伸に伴う増発用として1984年（昭和59年）から1985年（昭和60年）までに216両製造された。7次車より先頭車（221・222形）の業務用室縮小により各車の定員が5名増加し、1500番台を名乗った。中間車は1000番台の続番とされた。
|         | ← 東京盛岡・新潟 → |            |           |            |            |            |            |            |            |            |           |             |          |          |              |
| 号車    | 1                  | 2          | 3         | 4          | 5          | 6          | 7          | 8          | 9          | 10         | 11        | 12          | 製造区分 | 製造年次 | 製造メーカー |
| 形式    | 221形 (Mc)         | 226形 (M') | 225形 (M) | 226形 (M') | 225形 (Mk) | 226形 (M') | 215形 (Ms) | 226形 (M') | 237形 (Mb) | 226形 (M') | 225形 (M) | 222形 (M'c) | 製造区分 | 製造年次 | 製造メーカー |
| 座席    | 普通車             | 普通車     | 普通車    | 普通車     | 普通車     | 普通車     | グリーン車 | 普通車     | ビュフェ車 | 普通車     | 普通車    | 普通車      | 製造区分 | 製造年次 | 製造メーカー |
| E37 →F1 | 1001               | 1001       | 1001      | 1002       | 1401       | 1003       | 1001       | 1004       | 1001       | 1005       | 1002      | 1001        | 6次車    | 1983     | 近畿車輛     |
| E38 →F2 | 1002               | 1006       | 1003      | 1007       | 1402       | 1008       | 1002       | 1009       | 1002       | 1010       | 1004      | 1002        | 6次車    | 1983     | 川崎重工業   |
| E39 →F3 | 1003               | 1011       | 1005      | 1012       | 1403       | 1013       | 1003       | 1014       | 1003       | 1015       | 1006      | 1003        | 6次車    | 1983     | 日立製作所   |
| F4      | 1501               | 1016       | 1007      | 1017       | 1404       | 1018       | 1004       | 1019       | 1004       | 1020       | 1008      | 1501        | 7次車    | 1984     | 日本車輌     |
| F5      | 1502               | 1021       | 1009      | 1022       | 1405       | 1023       | 1005       | 1024       | 1005       | 1025       | 1010      | 1502        | 7次車    | 1984     | 日立製作所   |
| F6      | 1503               | 1026       | 1011      | 1027       | 1406       | 1028       | 1006       | 1029       | 1006       | 1030       | 1012      | 1503        | 7次車    | 1984     | 川崎重工業   |
| F7      | 1504               | 1031       | 1013      | 1032       | 1407       | 1033       | 1007       | 1034       | 1007       | 1035       | 1014      | 1504        | 7次車    | 1984     | 東急車輛     |
| F8      | 1505               | 1036       | 1015      | 1037       | 1408       | 1038       | 1008       | 1039       | 1008       | 1040       | 1016      | 1505        | 7次車    | 1984     | 近畿車輛     |
| F9      | 1506               | 1041       | 1017      | 1042       | 1409       | 1043       | 1009       | 1044       | 1009       | 1045       | 1018      | 1506        | 7次車    | 1984     | 川崎重工業   |
| F10     | 1507               | 1046       | 1019      | 1047       | 1410       | 1048       | 1010       | 1049       | 1010       | 1050       | 1020      | 1507        | 7次車    | 1984     | 日本車輌     |
| F11     | 1508               | 1051       | 1021      | 1052       | 1411       | 1053       | 1011       | 1054       | 1011       | 1055       | 1022      | 1508        | 7次車    | 1984     | 日立製作所   |
| F12     | 1509               | 1056       | 1023      | 1057       | 1412       | 1058       | 1012       | 1059       | 1012       | 1060       | 1024      | 1509        | 7次車    | 1984     | 近畿車輛     |
| F13     | 1510               | 1061       | 1025      | 1062       | 1413       | 1063       | 1013       | 1064       | 1013       | 1065       | 1026      | 1510        | 7次車    | 1984     | 東急車輛     |
| F14     | 1511               | 1066       | 1027      | 1067       | 1414       | 1068       | 1014       | 1069       | 1014       | 1070       | 1028      | 1511        | 7次車    | 1984     | 川崎重工業   |
| F15     | 1512               | 1071       | 1029      | 1072       | 1415       | 1073       | 1015       | 1074       | 1015       | 1075       | 1030      | 1512        | 8次車    | 1984     | 日本車輌     |
| F16     | 1513               | 1076       | 1031      | 1077       | 1416       | 1078       | 1016       | 1079       | 1016       | 1080       | 1032      | 1513        | 8次車    | 1984     | 日立製作所   |
| F17     | 1514               | 1081       | 1033      | 1082       | 1417       | 1083       | 1017       | 1084       | 1017       | 1085       | 1034      | 1514        | 8次車    | 1984     | 川崎重工業   |
| F18     | 1515               | 1086       | 1035      | 1087       | 1418       | 1088       | 1018       | 1089       | 1018       | 1090       | 1036      | 1515        | 8次車    | 1985     | 東急車輛     |
| F19     | 1516               | 1091       | 1037      | 1092       | 1419       | 1093       | 1019       | 1094       | 1019       | 1095       | 1038      | 1516        | 8次車    | 1985     | 近畿車輛     |
| F20     | 1517               | 1096       | 1039      | 1097       | 1420       | 1098       | 1020       | 1099       | 1020       | 1100       | 1040      | 1517        | 9次車    | 1985     | 日本車輌     |
| F21     | 1518               | 1101       | 1041      | 1102       | 1421       | 1103       | 1021       | 1104       | 1021       | 1105       | 1042      | 1518        | 9次車    | 1985     | 川崎重工業   |

また、同時にE編成7本（E30 - E36）に240km/h対応を施してF編成（F51・F52・F61 - F65）に繰り入れられた。F61 - F65編成は当初ATC改造のみだったため、高圧引き通し工事終了後にF53 - F57編成に改番された。このあともE編成からF編成への改造が進み、最終的にはF1 - F21・F30 - F43・F51 - F59編成が揃った。
10次車（1987/3・4両）
- 221-2001・2002
- 222-2001・2002

1987年（昭和62年）3月、100系と同じシャークノーズの2000番台先頭車（10次車）が川崎重工業で4両製造され、F52・F58編成に組み込まれた。翌1988年には中間車を改造したシャークノーズの200番台先頭車2両がF42編成に組み込まれた。これら3編成にはピンストライプが入る塗装となった。
|      | ← 東京盛岡・新潟 → |            |           |            |            |            |            |            |            |            |           |              |
| 号車 | 1                  | 2          | 3         | 4          | 5          | 6          | 7          | 8          | 9          | 10         | 11        | 12           |
| 形式 | 221形 (Mc)         | 226形 (M') | 225形 (M) | 226形 (M') | 225形 (Mk) | 226形 (M') | 215形 (Ms) | 226形 (M') | 237形 (Mb) | 226形 (M') | 225形 (M) | 222形 (M'c)  |
| 座席 | 普通車             | 普通車     | 普通車    | 普通車     | 普通車     | 普通車     | グリーン車 | 普通車     | ビュフェ車 | 普通車     | 普通車    | 普通車       |
| F42  | 225-43 →201        | 131        | 45        | 112        | 427        | 133        | 27         | 134        | 27         | 135        | 54        | 226-104 →201 |
| F52  | 2002               | 151        | 61        | 152        | 431        | 153        | 31         | 154        | 31         | 155        | 62        | 2002         |
| F58  | 2001               | 136        | 55        | 137        | 428        | 138        | 28         | 139        | 28         | 140        | 56        | 2001         |

- 太字:新製車

「とき」用E編成の10両G編成化で生じた余剰車とF52編成からの先頭車両を組み込んでF66編成が組成された。F66編成のグリーン車とビュフェ車は225形普通車からの改造車215-102・237-102が組み込まれた。後にF59編成となり、さらにF91編成に改造された。詳細はF90 - F93編成を参照。
200番台先頭車はさらに6両改造され2階建て車両を12両製作し、1991年（平成3年）3月改正に合わせF42・F43・F52・F55・F57・F58編成から16両編成のH1 - H6編成6本が組成された。これら6編成はピンストライプが入る塗装としている。

1991年6月23日の東京駅乗り入れ時、同駅のホームが1面2線しかないことから、自由席を待つ乗客の列を分散させるため、上越新幹線「あさひ」の自由席を5 - 8号車に変更することとなり、同年5月9日 - 6月18日にかけて、7号車と11号車の入れ替えを実施。それ以後はグリーン車が11号車となった。

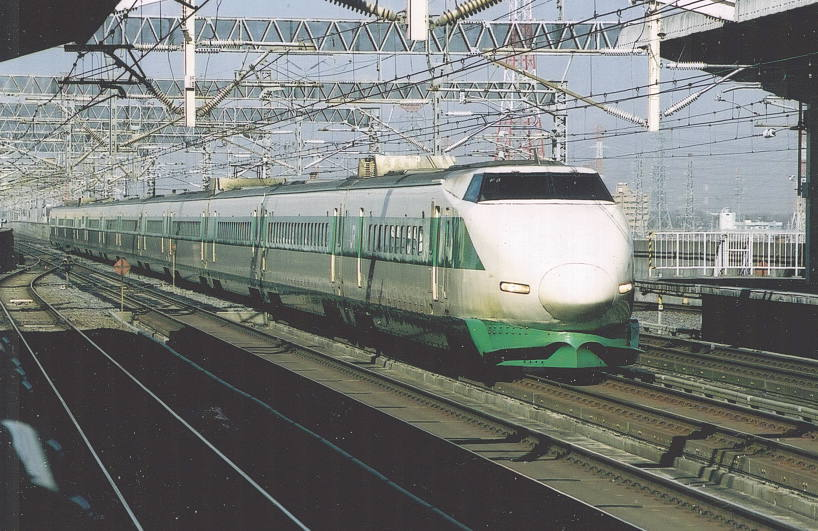
F5編成（小山駅）

1992年までにG・K編成組成で先頭車両捻出のため、中間車6両をシャークノーズの200番台先頭車に改造しF5・F8・F40編成に組み込む。これら3編成は標準塗装である。
|      | ← 東京盛岡・新潟 → |            |           |            |            |            |           |            |            |            |            |               |
| 号車 | 1                  | 2          | 3         | 4          | 5          | 6          | 7         | 8          | 9          | 10         | 11         | 12            |
| 形式 | 221形 (Mc)         | 226形 (M') | 225形 (M) | 226形 (M') | 225形 (Mk) | 226形 (M') | 225形 (M) | 226形 (M') | 237形 (Mb) | 226形 (M') | 215形 (Ms) | 222形 (M'c)   |
| 座席 | 普通車             | 普通車     | 普通車    | 普通車     | 普通車     | 普通車     | 普通車    | 普通車     | ビュフェ車 | 普通車     | グリーン車 | 普通車        |
| F5   | 225-26 →205        | 1021       | 1009      | 1022       | 1405       | 1023       | 1010      | 1024       | 1005       | 1025       | 1005       | 226-64 →205   |
| F8   | 225-69 →207        | 1036       | 1015      | 1037       | 1408       | 1038       | 1016      | 1039       | 1008       | 1040       | 1008       | 226-1019 →207 |
| F40  | 225-1011 →206      | 121        | 49        | 122        | 425        | 123        | 50        | 124        | 25         | 125        | 25         | 226-1017 →206 |

F編成は主に東京駅 - 盛岡駅間の「やまびこ」で使われていたが、H編成とともに2004年（平成16年）3月13日のダイヤ改正で定期運用を終了。その後臨時列車などに充当されることがあり、上越区間の「Maxとき・たにがわ」（E1系使用列車）の代走運用に入った事例もあった。
2007年（平成19年）まで新潟新幹線車両センターにDS-ATCを搭載するF19編成が残存していたが、同年3月25日に燕三条駅で開催された「さよなら200系F19編成展示会」を最後に運用を離脱し、5月9日に新幹線総合車両センターへ廃車回送され、5月11日に廃車、F編成は消滅した。
F80編成

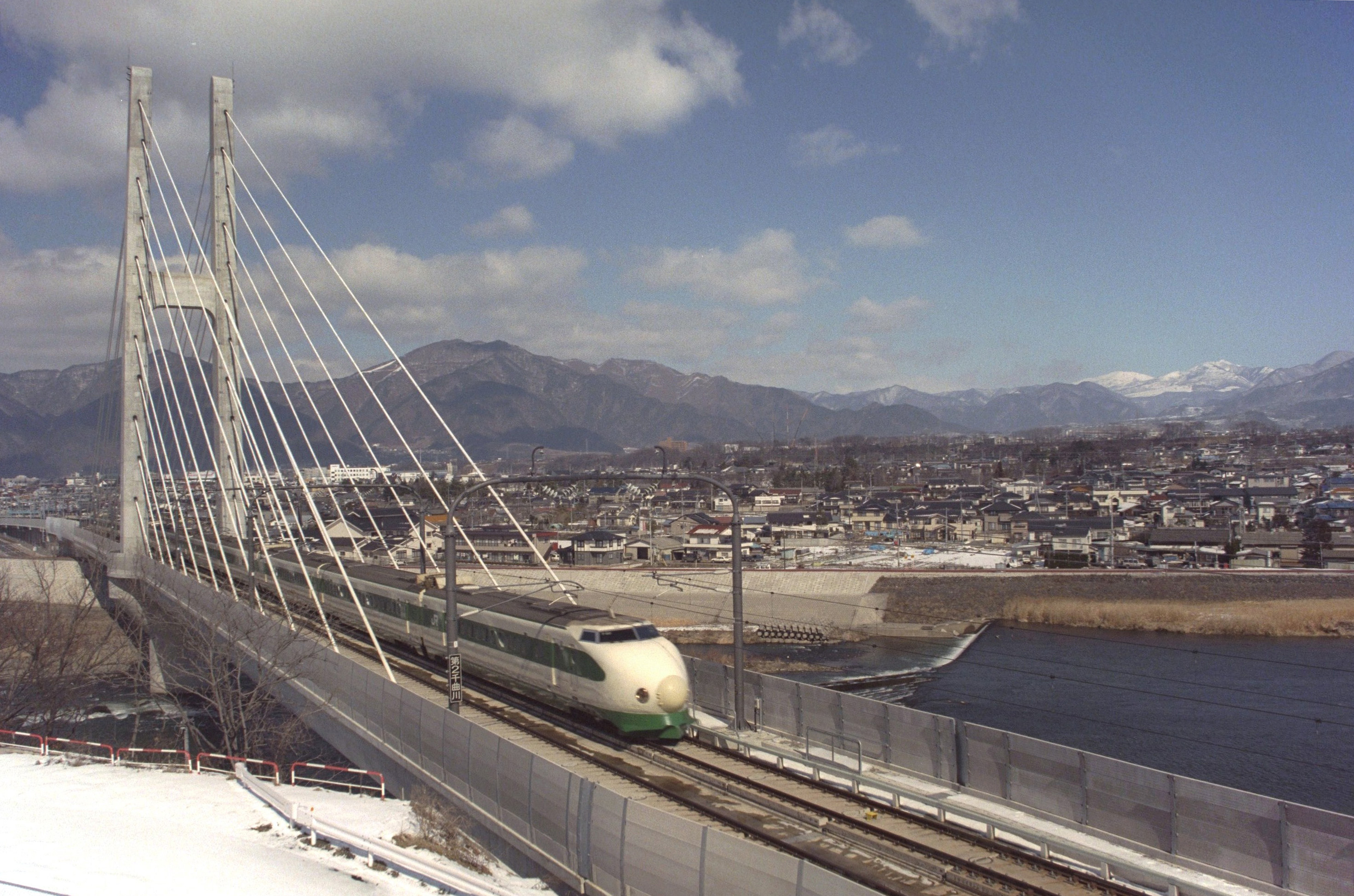
第二千曲川橋梁をわたるF80編成（1998年2月18日）

12両編成、ラウンドノーズの前面形状。240km/h走行対応。F17編成を改造して付番されたものである。車両番号に変化はない。
1998年（平成10年）2月の長野オリンピックの臨時輸送用に北陸新幹線（長野新幹線）乗り入れに対応するため、30‰下り坂急勾配用の発電ブレーキ放熱容量強化、基礎ディスクブレーキ強化、当時の50/60Hz周波数変換器を搭載したほか、装置の増加により重量が増したため、先頭車にあたる1・12号車の座席はE2系と同等の軽量のものに交換された。また市販の時刻表においては「200系車両で運転」の注釈があった。電源周波数切り替え装置は臨時輸送終了後の同年11月までに撤去され、軽井沢以西への乗り入れは不可能となった。
その後、編成としては2004年（平成16年）6月18日付けで廃車となった。
|      | ← 東京盛岡・新潟 → |            |           |            |            |            |           |            |            |            |            |             |
| 号車 | 1                  | 2          | 3         | 4          | 5          | 6          | 7         | 8          | 9          | 10         | 11         | 12          |
| 形式 | 221形 (Mc)         | 226形 (M') | 225形 (M) | 226形 (M') | 225形 (Mk) | 226形 (M') | 225形 (M) | 226形 (M') | 237形 (Mb) | 226形 (M') | 215形 (Ms) | 222形 (M'c) |
| 座席 | 普通車             | 普通車     | 普通車    | 普通車     | 普通車     | 普通車     | 普通車    | 普通車     | ビュフェ車 | 普通車     | グリーン車 | 普通車      |
| F80  | 1514               | 1081       | 1033      | 1082       | 1417       | 1083       | 1034      | 1084       | 1017       | 1085       | 1017       | 1514        |

| 下り列車    | 東京     | 上野     | 大宮     | 高崎     | 軽井沢   | 長野     | 運転日                          |
| あさま603号 | 7時34分  | 7時40分  | 8時00分  | 8時25分  | 8時44分  | 9時11分  | 2月7 - 22日                     |
| あさま609号 | 13時20分 | 13時26分 | 13時47分 | 14時14分 | 14時33分 | 15時00分 | 2月7 - 22日                     |
| あさま613号 | 19時44分 | 19時50分 | 20時11分 | 20時40分 | 20時59分 | 21時25分 | 2月7, 9, 10, 12 - 14, 16 - 21日 |

| 上り列車    | 長野     | 軽井沢   | 高崎     | 大宮     | 上野     | 東京     | 運転日                          |
| あさま602号 | 11時19分 | 11時47分 | 12時05分 | 12時30分 | 12時50分 | 12時56分 | 2月7 - 22日                     |
| あさま608号 | 16時24分 | 16時52分 | 17時10分 | 17時38分 | 17時58分 | 上野終着 | 2月7 - 22日                     |
| あさま616号 | 22時03分 | 22時30分 | →        | 23時10分 | 23時30分 | 23時36分 | 2月7, 9, 10, 12 - 14, 16 - 21日 |

F90 - F93編成
12両編成、ラウンドノーズの前面形状。上越新幹線下り上毛高原駅 - 浦佐駅間で275km/h走行に対応するためにF54, F59, F14, F16編成を改造して付番されたものである。車両番号には変化はない。
具体的な改造内容は下記の通り。
- ATCの240信号を275に読み替えるトランスポンダ搭載[39]
- 72%弱め界磁回路の追加[39]
  - 概ね、210km/h以上の速度で弱め界磁制御が行われる[40]
- 275km/hからの7ノッチフルブレーキによる抵抗器の温度上昇を防ぐため、ブレーキカム軸進段停止装置の追加[39]
- ブレーキ距離確保のために、ブレーキパターンを変更[39]
- 222形運転台の速度計を主速度計・補助速度計と一体のデジタル化、信号「240」の「245」読み替え[39]
  - 275km/h運転を実施するのは下り列車のみなので、その時の運転台となる222形のみ実施
- 6, 8号車のパンタグラフを撤去し、通常時では4, 10号車のパンタグラフのみで対応[39]
- パンタグラフ数の減少に伴い、集電容量向上のためにパンタグラフの導線を交換[39]
- 騒音低減のためにパンタグラフと特高圧引き通し線部分にカバーを装着[39]
- 騒音低減のため、運転台側窓を平滑化[39]
- 台車車輪検査の厳格化
  - 車輪径は通常は910mmであり、磨耗などで850mmまで減少されると交換となるがF90番台編成は880mm以下での交換となった[41]
- 発電ブレーキの容量増加[41]、
- 基礎ブレーキディスク圧力の向上[41]とブレーキディスクとライニングの材質の変更（鋳鉄 → 鍛鉄）[39]
- 空転・滑走検知装置の出力調整の変更[39]

1997年（平成9年）3月22日に500系が山陽新幹線で最高300km/hでの営業運転を開始するまで、日本の営業列車としては最高速の275km/hでの運転を行っていた。ATCの信号現示が200系F90番台編成の場合は「275」、300系の場合は「270」であることから1992年（平成4年）に営業運転を開始した300系より速かったと言われていた。実際には、ATCの頭打ち速度は300系も275km/hだったためATCの抑止速度で考えた場合最高速は同速ということになるが、営業速度で考えた場合にはこのF90番台編成が最速であった。なお、この275km/h運転時には越後湯沢駅に停車することができなかった。
275km/h運転は1999年（平成11年）12月4日まで続けられた。2002年（平成14年）にまず、F90, F92編成が廃車された。同年に東北新幹線開通20周年記念として「想い出のあおば号」がF93編成によって運行された。その後、残ったF91, F93編成も2004年（平成16年）に廃車となり、200系での275km/h走行編成は消滅した。
|      | ← 東京盛岡・新潟 → |            |           |            |            |            |           |            |                  |            |                  |             |
| 号車 | 1                  | 2          | 3         | 4          | 5          | 6          | 7         | 8          | 9                | 10         | 11               | 12          |
| 形式 | 221形 (Mc)         | 226形 (M') | 225形 (M) | 226形 (M') | 225形 (Mk) | 226形 (M') | 225形 (M) | 226形 (M') | 237形 (Mb)       | 226形 (M') | 215形 (Ms)       | 222形 (M'c) |
| 座席 | 普通車             | 普通車     | 普通車    | 普通車     | 普通車     | 普通車     | 普通車    | 普通車     | ビュフェ車       | 普通車     | グリーン車       | 普通車      |
| F90  | 33                 | 161        | 65        | 162        | 433        | 163        | 66        | 164        | 33               | 165        | 33               | 33          |
| F91  | 31                 | 127        | 47        | 117        | 423        | 113        | 51        | 142        | 225-53 →902 →102 | 132        | 225-57 →902 →102 | 31          |
| F92  | 1511               | 1066       | 1027      | 1067       | 1414       | 1068       | 1028      | 1069       | 1014             | 1070       | 1014             | 1511        |
| F93  | 1513               | 1076       | 1031      | 1077       | 1416       | 1078       | 1032      | 1079       | 1016             | 1080       | 1016             | 1513        |

| 元編成                               | 元編成                               | 該当編成  | 該当編成  | その後の編成 |
| ------------------------------------ | ------------------------------------ | --------- | --------- | ------------ |
| E37 - E39                            | E37 - E39                            | F1 - F3   | F1 - F3   | K41 - K43    |
| 新造車                               | 新造車                               | F4 - F9   | F4 - F9   |              |
| 新造車                               | 新造車                               | F10 - F13 | F10 - F13 | K44 - K47    |
| 新造車                               | 新造車                               | F14→F92   | F14→F92   |              |
| 新造車                               | 新造車                               | F15       | F15       | K48          |
| 新造車                               | 新造車                               | F16→F93   | F16→F93   |              |
| 新造車                               | 新造車                               | F17→F80   | F17→F80   |              |
| 新造車                               | 新造車                               | F18       | F18       | K49          |
| 新造車                               | 新造車                               | F19       | F19       |              |
| 新造車                               | 新造車                               | F20, F21  | F20, F21  | K50, K51     |
| E1 - E3, E5, E6, E11, E14 - E17, E25 | E1 - E3, E5, E6, E11, E14 - E17, E25 | F30 - F40 | F30 - F40 |              |
| E26                                  | G26                                  | F41       | F41       |              |
| E27                                  | G27                                  | F42       | F42       | H5           |
| E29                                  | G29                                  | F43       | F43       | H1           |
| E30                                  | E30                                  | F51       | F51       |              |
| E31                                  | E31                                  | F52       | F52       | H3           |
| E32                                  | F61                                  | F53       | F53       |              |
| E33                                  | F62                                  | F54→F90   | F54→F90   |              |
| E34                                  | F63                                  | F55       | F55       | H6           |
| E35                                  | F64                                  | F56       | F56       |              |
| E36                                  | F65                                  | F57       | F57       | H2           |
| E28                                  | E28                                  | F58       | F58       | H4           |
| 余剰車                               | F66                                  | F59→F91   | F59→F91   |              |

- 一部編成には新造車・他編成からの組替車を含む。

### G編成

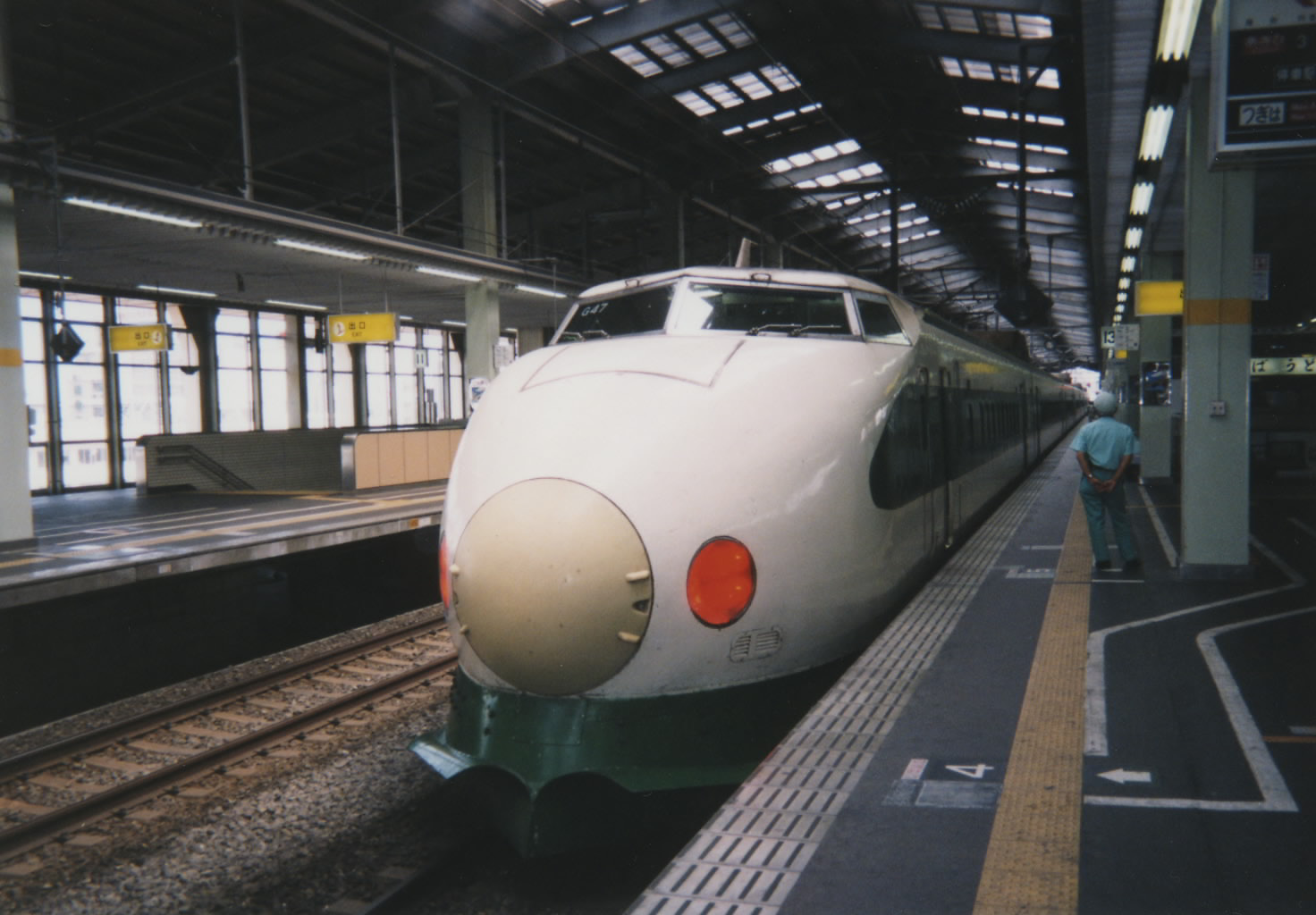
G47編成
（1990年ごろ 新潟駅）

上越新幹線の「とき」（当時は各駅停車タイプ）や東北新幹線の各駅停車タイプの「あおば」（1997年（平成9年）に消滅）の利用率の状況から、E編成の一部を10両編成に減車した編成、後に8両編成に短縮された。全車ラウンドノーズの前面形状。
国鉄分割民営化直後の1987年（昭和62年）4月から「とき」用に、E10・E20 - E24・E26・E27・E29編成の3・4号車が抜かれて（E23編成のみ5・6号車抜き取り）順次10両に短縮された（G10・G20 - G24・G26・G27・G29編成）。
同年に225形普通車4両からグリーン車2両とビュフェ車2両に改造する工事が行われ、グリーン車の215-901, 902、ビュフェ車の237-901, 902が落成した。年内に215-101, 102・237-101, 102に改番されF66編成（後のF59編成→F91編成）とG48編成に組み込まれた。
|      | ← 東京新潟 → |            |           |            |            |            |            |            |           |             |
| 号車 | 1            | 2          | 3         | 4          | 5          | 6          | 7          | 8          | 9         | 10          |
| 形式 | 221形 (Mc)   | 226形 (M') | 225形 (M) | 226形 (M') | 215形 (Ms) | 226形 (M') | 237形 (Mb) | 226形 (M') | 225形 (M) | 222形 (M'c) |
| 座席 | 普通車       | 普通車     | 普通車    | 普通車     | グリーン車 | 普通車     | ビュフェ車 | 普通車     | 普通車    | 普通車      |
| G10  | 10           | 46         | 410       | 48         | 10         | 49         | 10         | 50         | 20        | 10          |
| G20  | 20           | 96         | 420       | 98         | 20         | 99         | 20         | 100        | 40        | 20          |
| G21  | 21           | 101        | 421       | 103        | 21         | 104        | 21         | 105        | 42        | 21          |
| G22  | 22           | 106        | 422       | 108        | 22         | 109        | 22         | 110        | 44        | 22          |
| G23  | 23           | 111        | 45        | 112        | 23         | 114        | 23         | 115        | 46        | 23          |
| G24  | 24           | 116        | 424       | 118        | 24         | 119        | 24         | 120        | 48        | 24          |
| G26  | 26           | 126        | 426       | 128        | 26         | 129        | 26         | 130        | 52        | 26          |
| G27  | 27           | 131        | 427       | 133        | 27         | 134        | 27         | 135        | 54        | 27          |
| G29  | 29           | 141        | 429       | 143        | 29         | 144        | 29         | 145        | 58        | 29          |

1988年（昭和63年）3月には、さらに2両を抜いて8両編成化が実施された。このとき捻出された中間車を用いてG26・G27・G29編成は再度12両編成化され、F41 - F43編成を名乗ったほか、余剰車を使用した2代目G27編成・G28編成が組成される。同時に、グリーン車の半室化工事とビュフェ車の普通車化（含車販準備室・車椅子対応設備）工事が実施されている。この組替で新たにE9編成がG9編成になっている。G9・G10編成は後にG25編成・2代目G26編成に改番されている。
|             | ← 東京新潟 → |            |           |            |                      |            |             |             |
| 号車        | 1            | 2          | 3         | 4          | 5                    | 6          | 7           | 8           |
| 形式        | 221形 (Mc)   | 226形 (M') | 225形 (M) | 226形 (M') | 215形 (Mhs)          | 226形 (M') | 225形 (Mpk) | 222形 (M'c) |
| 座席        | 普通車       | 普通車     | 普通車    | 普通車     | グリーン車 ・ 普通車 | 普通車     | 普通車      | 普通車      |
| G20         | 20           | 96         | 420       | 98         | 20 →303              | 100        | 237-20 →473 | 20          |
| G21         | 21           | 101        | 421       | 103        | 225-17 →202          | 105        | 18 →452     | 21          |
| G22         | 22           | 106        | 422       | 108        | 22 →305              | 110        | 237-22 →475 | 22          |
| G23         | 23           | 111        | 19        | 47         | 10 →301              | 115        | 237-10 →471 | 23          |
| G24         | 24           | 116        | 424       | 118        | 24 →307              | 120        | 237-24 →477 | 24          |
| G9 →G25     | 9            | 41         | 409       | 43         | 23 →306              | 45         | 237-21 →476 | 9           |
| G10 →G26 II | 10           | 46         | 410       | 48         | 21 →304              | 50         | 237-21 →474 | 10          |
| G27 II      | 27           | 49         | 20        | 109        | 225-44 →201          | 99         | 40 →451     | 27          |
| G28         | 28           | 107        | 39        | 97         | 19 →302              | 102        | 237-19 →472 | 28          |

1989年（平成元年）11月からは、「あおば」用としてG40 - G48編成の8両編成8本が組成された。E4・E7・E12・E13・E8・E18・E19編成から普通車ユニット4両を抜いてG40 - G43・G46 - G48編成が、余剰車を用いてG44・G45編成が組成された。なお、G48編成のグリーン車とビュフェ車は225形普通車からの改造車215-101・237-101が組み込まれた。
G20番台（新潟新幹線第一運転所配置）は半室グリーン車・ビュフェなし、G40番台（仙台総合車両所配置）は全室グリーン車・ビュフェあり（ただし非営業）という違いがあった。なお例外は全車普通車のG45編成（仙台配置）で、1992年にグリーン車が組み込まれた。G45編成はグリーン車組込以前は運用が限定されており、当該列車は時刻表に「グリーン車なし」と表記されていたためすぐに判別できた。
|      | ← 東京仙台 → |            |           |            |                  |            |                  |             |
| 号車 | 1            | 2          | 3         | 4          | 5                | 6          | 7                | 8           |
| 形式 | 221形 (Mc)   | 226形 (M') | 225形 (M) | 226形 (M') | 215形 (Ms)       | 226形 (M') | 237形 (Mb)       | 222形 (M'c) |
| 座席 | 普通車       | 普通車     | 普通車    | 普通車     | グリーン車       | 普通車     | ビュフェ車       | 普通車      |
| G40  | 4            | 16         | 404       | 18         | 4                | 20         | 4                | 4           |
| G41  | 7            | 31         | 14        | 32         | 7                | 35         | 7                | 7           |
| G42  | 12           | 56         | 412       | 58         | 12               | 60         | 12               | 12          |
| G43  | 13           | 61         | 413       | 63         | 13               | 65         | 13               | 13          |
| G44  | 29           | 34         | 23        | 57         | 9                | 19         | 9                | 29          |
| G46  | 8            | 36         | 408       | 38         | 8                | 40         | 8                | 8           |
| G47  | 18           | 86         | 418       | 88         | 18               | 90         | 18               | 18          |
| G48  | 19           | 91         | 419       | 93         | 225-42 →901 →101 | 95         | 225-41 →901 →101 | 19          |
|      | ← 東京仙台 → |            |           |            |                  |            |                  |             |
| 号車 | 1            | 2          | 3         | 4          | 5                | 6          | 7                | 8           |
| 形式 | 221形 (Mc)   | 226形 (M') | 225形 (M) | 226形 (M') | 225形 (Mcon)     | 226形 (M') | 225形 (Mpk)      | 222形 (M'c) |
| 座席 | 普通車       | 普通車     | 普通車    | 普通車     | 普通車           | 普通車     | 普通車           | 普通車      |
| G45  | 36           | 59         | 24        | 33         | 407 →101         | 17         | 13 →453          | 36          |

|      | ← 東京仙台 → |            |           |            |            |            |             |             |
| 号車 | 1            | 2          | 3         | 4          | 5          | 6          | 7           | 8           |
| 形式 | 221形 (Mc)   | 226形 (M') | 225形 (M) | 226形 (M') | 215形 (Ms) | 226形 (M') | 225形 (Mpk) | 222形 (M'c) |
| 座席 | 普通車       | 普通車     | 普通車    | 普通車     | グリーン車 | 普通車     | 普通車      | 普通車      |
| G45  | 36           | 59         | 24        | 33         | 29         | 17         | 13 →453     | 36          |

最高速度が210km/hのままで高圧引き通しの改造はなされず（パンタカバーは設置）、このグループから廃車が始まった。
1997年（平成9年）6月1日付けでG43編成のうち226-61と225-413の2両が廃車となった。これは200系の中で初めての廃車となった。
226-63のみ925形試験車「ドクターイエロー」の軌道検測車921-32に改造されたが、残りの5両は保留車となった上同年10月6日付廃車になった。1999年（平成11年）3月までに全廃されている。

### H編成

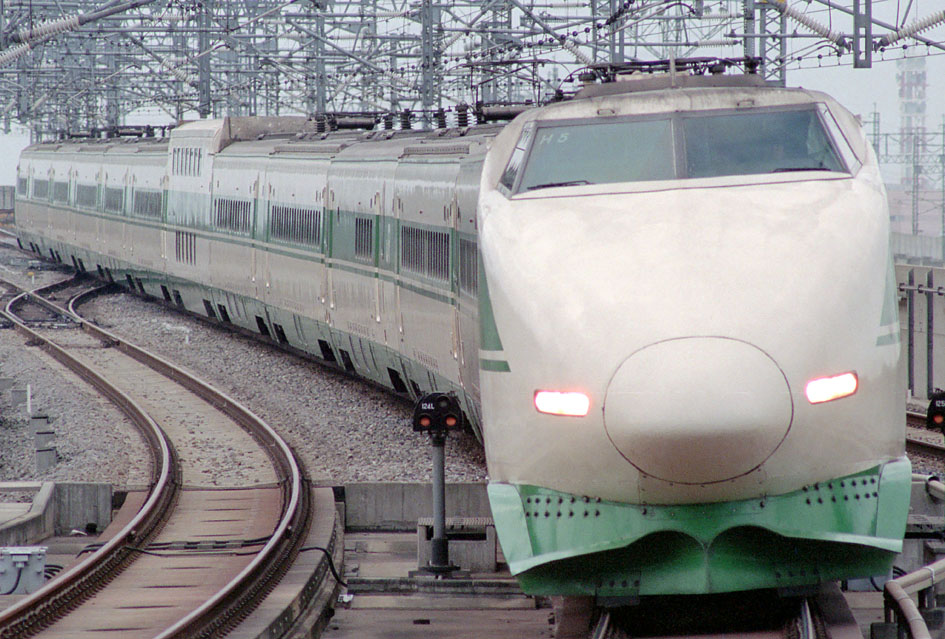
13両編成のH5編成
（1990年頃 大宮）

1990年代の東北新幹線のフラッグシップ車両として、「スーパーやまびこ」の通称で親しまれた東京駅 - 盛岡駅間の速達「やまびこ」を中心に使用された編成である。100系タイプのシャープな前面形状の先頭車両（H3, H4が2000番台、他は先頭車化改造の200番台）・100系に似た側面の緑のピンストライプ塗装・2階建て車両を2両組み込んだ16両の長編成が特徴で、F43・F57・F52・F58・F42・F55編成を元としたH1 - H6までの6編成が組成されていた。ただしMM'ユニットの構成上、2階建て車両が100系（8・9号車）とは異なり9・10号車となっている。245km/h走行対応。
2階建て車両（1990/6 - 7・6両）
- 249-1 - 6

1990年（平成2年）6月23日、F編成の6, 7号車の間に2階建て車両（新製249形）1両を組み込んだ13両編成で営業運転を開始した。2階建て車両にはグリーン席・普通個室が備えられていた。この時点ではH6編成の先頭車両がシャークノーズの200・2000番台ではないため、ラウンドノーズの先頭車両にピンストライプが入った珍しい編成となった。
249形は1990年6 - 7月に6両が東急車輛で製造された。
|      | ← 東京盛岡 → |            |           |            |            |            |                   |            |            |            |            |           |              |
| 号車 | 1            | 2          | 3         | 4          | 5          | 6          | 7                 | 8          | 9          | 10         | 11         | 12        | 13           |
| 形式 | 221形 (Mc)   | 226形 (M') | 225形 (M) | 226形 (M') | 225形 (Mk) | 226形 (M') | 249形 (Tsd)       | 215形 (Ms) | 226形 (M') | 237形 (Mb) | 226形 (M') | 225形 (M) | 222形 (M'c)  |
| 座席 | 普通車       | 普通車     | 普通車    | 普通車     | 普通車     | 普通車     | グリーン車 普通車 | グリーン車 | 普通車     | ビュフェ車 | 普通車     | 普通車    | 普通車       |
| H1   | 225-7 →202   | 141        | 48        | 119        | 429        | 143        | 1                 | 29         | 144        | 29         | 145        | 58        | 226-42 →202  |
| H2   | 225-8 →203   | 176        | 71        | 177        | 436        | 178        | 2                 | 36         | 179        | 36         | 180        | 72        | 226-44 →203  |
| H3   | 2002         | 151        | 61        | 152        | 431        | 153        | 3                 | 31         | 154        | 31         | 155        | 62        | 2002         |
| H4   | 2001         | 136        | 55        | 137        | 428        | 138        | 4                 | 28         | 139        | 28         | 140        | 56        | 2001         |
| H5   | 225-43 →201  | 131        | 45        | 112        | 427        | 133        | 5                 | 27         | 134        | 27         | 135        | 54        | 226-104 →201 |
| H6   | 34           | 166        | 67        | 167        | 434        | 168        | 6                 | 34         | 169        | 34         | 170        | 68        | 34           |

- 太字:新製車

2階建て車両（1990/12 - 1991/3・6両）
- 248-1 - 6

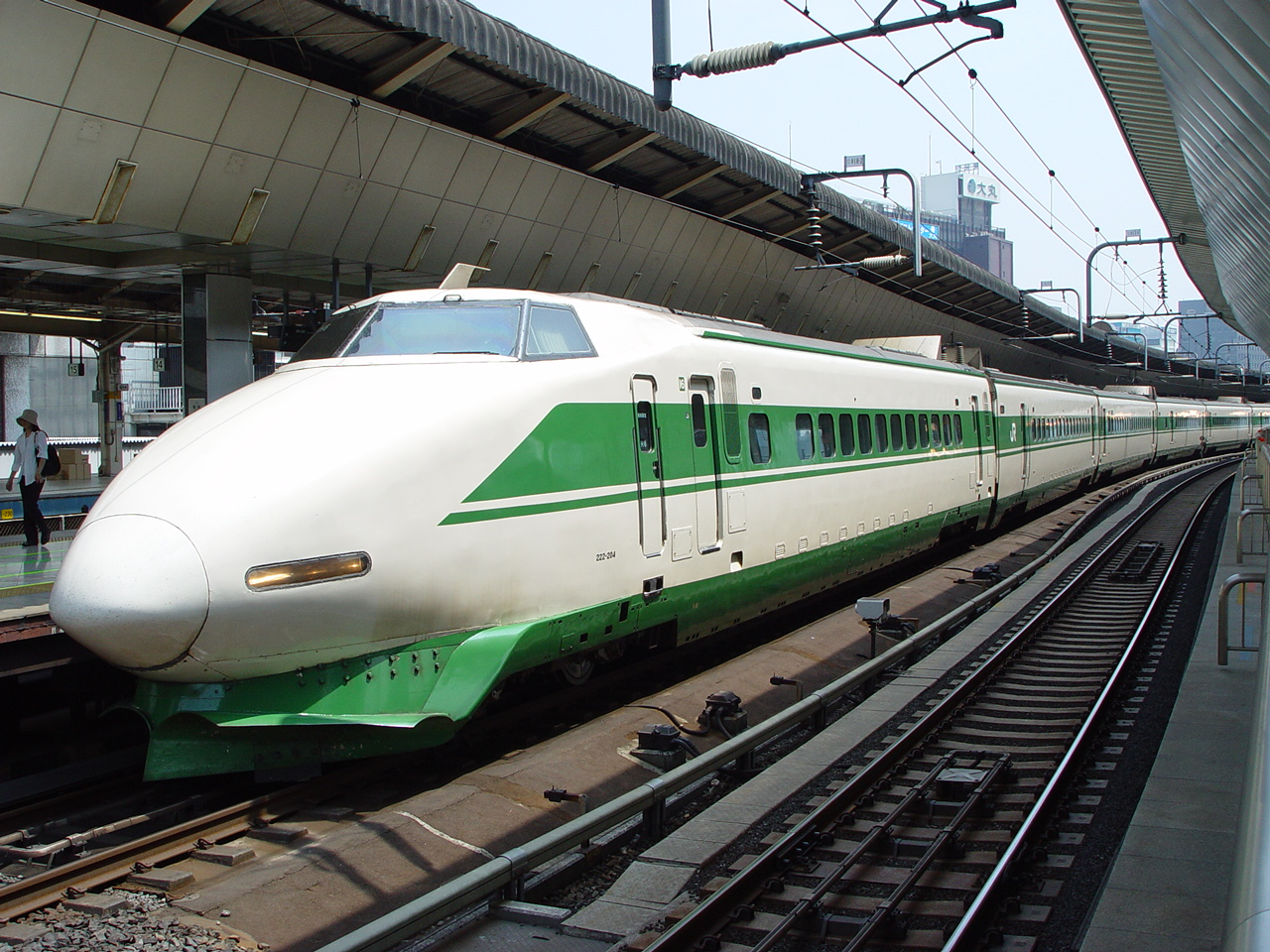
H6編成
（2002年6月1日 東京）

1991年（平成3年）3月8日、東北新幹線の東京開業を前に2階建て車両1両（新製248形）を9 - 10号車間に、普通車（225, 226形、E編成からの転用）2両を4 - 5号車間に挿入して16両編成となった。東北新幹線の歴史上では現在まで唯一の貫通16両編成であるが、当時最長12両編成対応だった上越新幹線に入線することはできなかった。2階建て車両248形にはグリーン席・カフェテリアが備えられていた。
なお13両編成で10号車となっていた237形は、16両化で新たに挿入された248形内のカフェテリアと供食設備が重複することから同年6月以降から、車椅子対応設備を持つ225形200番台（H2編成のみ種車が225形1000番台であったことから210番台を名乗る。他の車両は237形が種車）に改造された。また同時に、H6編成の先頭車両もシャークノーズの221-204, 222-204に交換された。これで捻出されたラウンドノーズの先頭車はK30編成に組成された。
248形は1990年12月 - 1991年3月に6両が日本車輌で製造された。
|      | ← 東京盛岡 → |            |           |            |           |            |            |            |                   |                         |            |            |               |            |           |              |
| 号車 | 1            | 2          | 3         | 4          | 5         | 6          | 7          | 8          | 9                 | 10                      | 11         | 12         | 13            | 14         | 15        | 16           |
| 形式 | 221形 (Mc)   | 226形 (M') | 225形 (M) | 226形 (M') | 225形 (M) | 226形 (M') | 225形 (Mk) | 226形 (M') | 249形 (Tsd)       | 248形 (T'sbd)           | 215形 (Ms) | 226形 (M') | 225形 (Mpk)   | 226形 (M') | 225形 (M) | 222形 (M'c)  |
| 座席 | 普通車       | 普通車     | 普通車    | 普通車     | 普通車    | 普通車     | 普通車     | 普通車     | グリーン車 普通車 | グリーン車 カフェテリア | グリーン車 | 普通車     | 普通車        | 普通車     | 普通車    | 普通車       |
| H1   | 225-7 →202   | 141        | 48        | 119        | 15        | 37         | 429        | 143        | 1                 | 1                       | 29         | 144        | 237-36 →204   | 145        | 58        | 226-42 →202  |
| H2   | 225-8 →203   | 176        | 71        | 177        | 16        | 39         | 436        | 178        | 2                 | 2                       | 36         | 179        | 1007 →211     | 180        | 72        | 226-44 →203  |
| H3   | 2002         | 151        | 61        | 152        | 37        | 92         | 431        | 153        | 3                 | 3                       | 31         | 154        | 237-27 →203   | 155        | 62        | 2002         |
| H4   | 2001         | 136        | 55        | 137        | 35        | 87         | 428        | 138        | 4                 | 4                       | 28         | 139        | 237-31 →205   | 140        | 56        | 2001         |
| H5   | 225-43 →201  | 131        | 45        | 112        | 36        | 89         | 427        | 133        | 5                 | 5                       | 27         | 134        | 237-34 →202   | 135        | 54        | 226-104 →201 |
| H6   | 225-25 →204  | 166        | 67        | 167        | 38        | 94         | 434        | 168        | 6                 | 6                       | 34         | 169        | 237-1004 →201 | 170        | 68        | 226-62 →204  |

- 太字:新製車

グリーン車が過剰であったことやK編成の組成のため、11号車のグリーン車は1992年（平成4年）から普通車への入替が行われ、225形100番台（車掌室付き。H6編成のみ215形を種車としたため110番台。それ以外は225形400番台を改造）に置き換えられた。
|      | ← 東京盛岡 → |            |           |            |           |            |            |            |                   |                         |               |            |               |            |           |              |
| 号車 | 1            | 2          | 3         | 4          | 5         | 6          | 7          | 8          | 9                 | 10                      | 11            | 12         | 13            | 14         | 15        | 16           |
| 形式 | 221形 (Mc)   | 226形 (M') | 225形 (M) | 226形 (M') | 225形 (M) | 226形 (M') | 225形 (Mk) | 226形 (M') | 249形 (Tsd)       | 248形 (T'sbd)           | 225形 (Mcon)  | 226形 (M') | 225形 (Mpk)   | 226形 (M') | 225形 (M) | 222形 (M'c)  |
| 座席 | 普通車       | 普通車     | 普通車    | 普通車     | 普通車    | 普通車     | 普通車     | 普通車     | グリーン車 普通車 | グリーン車 カフェテリア | 普通車        | 普通車     | 普通車        | 普通車     | 普通車    | 普通車       |
| H1   | 225-7 →202   | 141        | 48        | 119        | 15        | 37         | 429        | 143        | 1                 | 1                       | 407 →101      | 144        | 237-36 →204   | 145        | 58        | 226-42 →202  |
| H2   | 225-8 →203   | 176        | 71        | 177        | 16        | 39         | 436        | 178        | 2                 | 2                       | 1407 →104     | 179        | 1007 →211     | 180        | 72        | 226-44 →203  |
| H3   | 2002         | 151        | 61        | 152        | 37        | 92         | 431        | 153        | 3                 | 3                       | 1404 →102     | 154        | 237-27 →203   | 155        | 62        | 2002         |
| H4   | 2001         | 136        | 55        | 137        | 35        | 87         | 428        | 138        | 4                 | 4                       | 426 →105      | 139        | 237-31 →205   | 140        | 56        | 2001         |
| H5   | 225-43 →201  | 131        | 45        | 112        | 36        | 89         | 427        | 133        | 5                 | 5                       | 430 →103      | 134        | 237-34 →202   | 135        | 54        | 226-104 →201 |
| H6   | 225-25 →204  | 166        | 67        | 167        | 38        | 94         | 434        | 168        | 6                 | 6                       | 215-1004 →111 | 169        | 237-1004 →201 | 170        | 68        | 226-62 →204  |

2000年（平成12年）12月2日から2003年（平成15年）11月30日まで、マッサージ店の「てもみん」を展開するグローバルスポーツ医学研究所との提携で普通個室を使用して「トレインマッサージ」を営業する列車も存在した。
秋田新幹線開業とE2系への世代交代に伴って運用の場を狭め、H1 - H3・H6の4編成は2004年（平成16年）5月までに廃車とされた。
間合い運用で「なすの」にも使用されていたが、この場合グリーン車は閉鎖、普通車は全車自由席となることがあった。
200番台、2000番台のトップナンバー車を先頭車としていたH4・H5編成 (221-2001・222-2001・221-201・222-201) は、F編成とともに2004年（平成16年）3月13日のダイヤ改正で定期運用から離脱した。その後、2階建て車両（248形と249形）を含む5, 6, 9, 10号車を廃し、1, 2, 3, 4, 7, 12, 15, 14, 13, 8, 11, 16号車の順に、全車普通席の平屋建て12両編成（上越新幹線乗り入れを想定）に組み替えられた後、2004年（平成16年）8月、市販の時刻表で「グリーン車なし 12両」と表記される多客期臨時列車で運用された。この2編成も前者が2005年（平成17年）5月28日付けで、後者も同年8月28日付でそれぞれ廃車された。
|      | ← 東京盛岡・新潟 → |            |           |            |            |            |           |            |             |            |              |              |
| 号車 | 1                  | 2          | 3         | 4          | 5          | 6          | 7         | 8          | 9           | 10         | 11           | 12           |
| 形式 | 221形 (Mc)         | 226形 (M') | 225形 (M) | 226形 (M') | 225形 (Mk) | 226形 (M') | 225形 (M) | 226形 (M') | 225形 (Mpk) | 226形 (M') | 225形 (Mcon) | 222形 (M'c)  |
| 座席 | 普通車             | 普通車     | 普通車    | 普通車     | 普通車     | 普通車     | 普通車    | 普通車     | 普通車      | 普通車     | 普通車       | 普通車       |
| H4   | 2001               | 136        | 55        | 137        | 428        | 139        | 56        | 140        | 237-31 →205 | 138        | 426 →105     | 2001         |
| H5   | 225-43 →201        | 131        | 45        | 112        | 427        | 134        | 54        | 135        | 237-34 →202 | 133        | 430 →103     | 226-104 →201 |

### K編成
10両編成。2013年（平成25年）まで残存していた編成であり、すべての先頭車がラウンドノーズの前面形状。240km/h走行対応。400系およびE3系併結用連結器および自動解結装置搭載。秋田新幹線との連結運用は1999年（平成11年）12月4日まで、 山形新幹線についても2001年（平成13年）9月20日までK編成による連結運用が設定されていた。自動解結装置などは同年9月21日以降はK編成による連結運用が消滅したため、点検こそ実施されていた（非常用連結器として）が使用されていなかった。
8両K編成
1992年（平成4年）に山形新幹線の400系併結用として8両編成のK編成が生まれた。F4, F6, F7, F9, F41, F51, F56編成とその他保留車からK1 - K11の11編成が組成された。
8号車の222形には併結用連結器および自動解結装置が搭載されている。非常用連結器カバーからスカート上部にかけて開閉部が設けられ、その左右に前方確認用のセンサーが設置されている。
組成当初は、K1, K4, K6, K8 - K10編成の7号車に237形ビュフェ車を連結していたが、1992年9月から順次225形490番台に改造された。
|      | ← 東京盛岡・新潟 → |            |           |            |            |            |               |             |
| 号車 | 1                  | 2          | 3         | 4          | 5          | 6          | 7             | 8           |
| 形式 | 221形 (Mc)         | 226形 (M') | 225形 (M) | 226形 (M') | 215形 (Ms) | 226形 (M') | 225形 (Mpk)   | 222形 (M'c) |
| 座席 | 普通車             | 普通車     | 普通車    | 普通車     | グリーン車 | 普通車     | 普通車        | 普通車      |
| K1   | 1501               | 146        | 60        | 149        | 30         | 150        | 237-30 →491   | 1501        |
| K2   | 1502               | 147        | 59        | 1028       | 36         | 1027       | 435 →461      | 1502        |
| K3   | 1503               | 1042       | 1017      | 172        | 28         | 173        | 1406 →463     | 1503        |
| K4   | 1504               | 1026       | 1012      | 1029       | 1006       | 1030       | 237-1006 →493 | 1504        |
| K5   | 1505               | 1043       | 1013      | 1032       | 31         | 1033       | 237-28 →482   | 1505        |
| K6   | 1506               | 1031       | 1014      | 1034       | 1007       | 1035       | 237-1007 →492 | 1506        |
| K7   | 25                 | 1016       | 1008      | 1018       | 34         | 1020       | 237-29 →481   | 25          |
| K8   | 26                 | 171        | 70        | 174        | 35         | 175        | 237-35 →496   | 26          |
| K9   | 30                 | 126        | 52        | 129        | 26         | 130        | 237-26 →495   | 30          |
| K10  | 34                 | 1041       | 1018      | 1044       | 1009       | 1045       | 237-1009 →494 | 34          |
| K11  | 35                 | 148        | 46        | 114        | 27         | 128        | 1409 →462     | 35          |

10両編成化とF編成からの編入

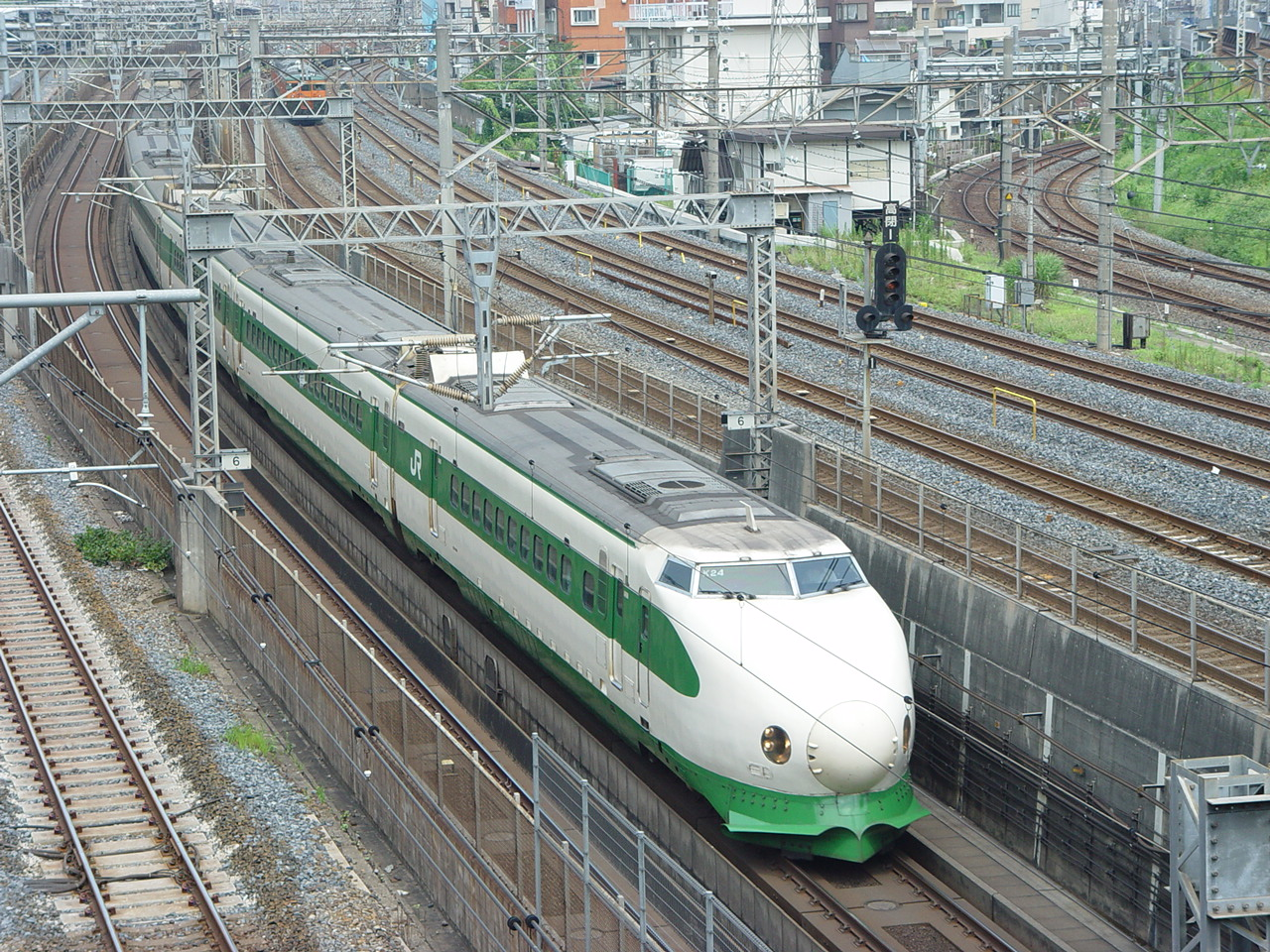
K24編成
（2002年8月2日 日暮里付近）

秋田新幹線開業後の1998年（平成10年）11月にF編成のK編成化と既存K編成の10両化が行われた。
F1 - F3・F10 - F13・F15・F18・F20・F21編成から7, 8号車を抜き取り、3号車と5号車を入れ替えて10両に短縮した編成には新たにK41 - K51が付番された。なお、10両編成化される前の1996年（平成8年）から1998年（平成10年）にかけて対象編成の237形ビュフェ車の客室化と222形先頭車両への400系およびE3系併結用連結器および自動解結装置が実施された。
K1 - K11編成は、5号車と7号車（グリーン車と普通車）を入れ替え、K41 - K51編成組成時に生じた余剰車を新5・6号車として4・5号車間に挿入し10両編成となった。その際、編成番号がK21 - K31に改番されている。200系の編成組み換えはこれをもって終了した。
|      | ← 東京盛岡・新潟 → |            |            |            |           |            |               |            |            |             |
| 号車 | 1                  | 2          | 3          | 4          | 5         | 6          | 7             | 8          | 9          | 10          |
| 形式 | 221形 (Mc)         | 226形 (M') | 225形 (M)  | 226形 (M') | 225形 (M) | 226形 (M') | 225形 (Mpk)   | 226形 (M') | 215形 (Ms) | 222形 (M'c) |
| 座席 | 普通車             | 普通車     | 普通車     | 普通車     | 普通車    | 普通車     | 普通車        | 普通車     | グリーン車 | 普通車      |
| K21  | 1501               | 146        | 60         | 149        | 1036      | 1089       | 237-30 →491   | 150        | 30         | 1501        |
| K22  | 1502               | 147        | 59         | 1028       | 1002      | 1004       | 435 →461      | 1027       | 36         | 1502        |
| K23  | 1503               | 1042       | 1017       | 172        | 1006      | 1014       | 1406 →463     | 173        | 28         | 1503        |
| K24  | 1504               | 1026       | 1012       | 1029       | 1026      | 1064       | 237-1006 →493 | 1030       | 1006       | 1504        |
| K25  | 1505               | 1043       | 1013       | 1032       | 1004      | 1009       | 237-28 →482   | 1033       | 31         | 1505        |
| K26  | 1506               | 1031       | 1014       | 1034       | 1030      | 1074       | 237-1007 →492 | 1035       | 1007       | 1506        |
| K27  | 25                 | 1016       | 1008       | 1018       | 1022      | 1054       | 237-29 →481   | 1020       | 34         | 25          |
| K28  | 26                 | 171        | 70         | 174        | 1040      | 1099       | 237-35 →496   | 175        | 35         | 26          |
| K29  | 30                 | 126        | 52         | 129        | 1042      | 1104       | 237-26 →495   | 130        | 26         | 30          |
| K30  | 34                 | 1041       | 1018       | 1044       | 1024      | 1059       | 237-1009 →494 | 1045       | 1009       | 34          |
| K31  | 35                 | 148        | 46         | 114        | 1020      | 1049       | 1409 →462     | 128        | 27         | 35          |
|      | ← 東京盛岡・新潟 → |            |            |            |           |            |               |            |            |             |
| 号車 | 1                  | 2          | 3          | 4          | 5         | 6          | 7             | 8          | 9          | 10          |
| 形式 | 221形 (Mc)         | 226形 (M') | 225形 (Mk) | 226形 (M') | 225形 (M) | 226形 (M') | 225形 (Mpk)   | 226形 (M') | 215形 (Ms) | 222形 (M'c) |
| 座席 | 普通車             | 普通車     | 普通車     | 普通車     | 普通車    | 普通車     | 普通車        | 普通車     | グリーン車 | 普通車      |
| K41  | 1001               | 1001       | 1401       | 1002       | 1001      | 1003       | 237-1001 →499 | 1005       | 1001       | 1001        |
| K42  | 1002               | 1006       | 1402       | 1007       | 1003      | 1008       | 1002 →498     | 1010       | 1002       | 1002        |
| K43  | 1003               | 1011       | 1403       | 1012       | 1005      | 1013       | 1003 →504     | 1015       | 1003       | 1003        |
| K44  | 1507               | 1046       | 1410       | 1047       | 1019      | 1048       | 237-1010 →501 | 1050       | 1010       | 1507        |
| K45  | 1508               | 1051       | 1411       | 1052       | 1021      | 1053       | 237-1011 →506 | 1055       | 1011       | 1508        |
| K46  | 1509               | 1056       | 1412       | 1057       | 1023      | 1058       | 237-1012 →497 | 1060       | 1012       | 1509        |
| K47  | 1510               | 1061       | 1413       | 1062       | 1025      | 1063       | 237-1013 →505 | 1065       | 1013       | 1510        |
| K48  | 1512               | 1071       | 1415       | 1072       | 1029      | 1073       | 237-1015 →507 | 1075       | 1015       | 1512        |
| K49  | 1515               | 1086       | 1418       | 1087       | 1035      | 1088       | 237-1018 →502 | 1090       | 1018       | 1515        |
| K50  | 1517               | 1096       | 1420       | 1097       | 1039      | 1098       | 237-1020 →503 | 1100       | 1020       | 1517        |
| K51  | 1518               | 1101       | 1421       | 1102       | 1041      | 1103       | 1021 →500     | 1105       | 1021       | 1518        |

- ■:リニューアル工事を施行した編成

### 編成数の変化
※各年の4月1日現在
| 年   | E編成 | F編成 | G編成 | H編成 | K編成 | 車両数 | 動き |
| ---- | ----- | ----- | ----- | ----- | ----- | ------ | --- |
| 1981 | 9     |       |       |       |       | 108    | E1-E9を新製 |
| 1982 | 31    |       |       |       |       | 372    | E10-E30・E35を新製 |
| 1983 | 36    |       |       |       |       | 432    | 東北・上越新幹線 開業 E31-E34・E36を新製 |
| 1984 | 36    | 3     |       |       |       | 468    | F編成 登場 F1-F3を新製 |
| 1985 | 29    | 28    |       |       |       | 684    | F4-F21を新製 E編成のF編成化改造開始。 |
| 1986 | 29    | 28    |       |       |       | 684    | |
| 1987 | 22    | 29    | 7     |       |       | 688    | 国鉄分割民営化 JR東日本に承継。 先頭車 2両×2本を新製。 10両編成のG編成 登場。                                                                                      |
| 1988 | 21    | 32    | 8     |       |       | 688    | G編成を8両化。 先頭車化改造の200番台が登場。 |
| 1989 | 20    | 33    | 9     |       |       | 688    | |
| 1990 | 16    | 33    | 15    |       |       | 688    | |
| 1991 | 10    | 28    | 18    | 6     |       | 700    | 16両編成のH編成が登場。二階建て車両 12両を新製。これをもって200系の増備を終了。                                                                                    |
| 1992 | 10    | 27    | 18    | 6     |       | 700    | |
| 1993 | 5     | 26    | 18    | 6     | 11    | 700    | 山形新幹線併結対応のK編成が登場。 |
| 1994 |       | 31    | 18    | 6     | 11    | 700    | E編成のF編成化改造が終了。 |
| 1995 |       | 31    | 18    | 6     | 11    | 700    | |
| 1996 |       | 31    | 18    | 6     | 11    | 700    | |
| 1997 |       | 20    | 18    | 6     | 22    | 700    | K編成の10両化。F編成の一部をK編成に編入。 |
| 1998 |       | 20    | 16    | 6     | 22    | 684    | E2系・E3系・E4系運行開始に伴い、廃車開始。 G43・G47が廃車。 |
| 1999 |       | 20    | 8     | 6     | 22    | 618    | G21・G23・G26・G40-G42・G45・G46が廃車。 リニューアル工事が開始され、第1号としてK47編成がリニューアル。                                                            |
| 2000 |       | 20    |       | 6     | 20    | 546    | G20・G22・G24・G25・G27・G28・G44・G48・ K28が廃車。G編成及び最高速度210Km/hグループが消滅。また、1000番台車からも廃車が発生。 K21・K25・K41・K49がリニューアル。  |
| 2001 |       | 17    |       | 6     | 19    | 490    | F30・F33・F34・K23・K29が廃車。 K26・K41・K46・K48がリニューアル。                                                                                                 |
| 2002 |       | 9     |       | 6     | 18    | 384    | F32・F35-F39・F53・F90・K22が廃車。 K42・K43・K51がリニューアル。 200系のリニューアル工事が終了。                                                                  |
| 2003 |       | 5     |       | 6     | 16    | 316    | F5・F31・F40・F92・K45・K50が廃車。 |
| 2004 |       | 5     |       | 4     | 13    | 254    | H編成・F編成の定期運用終了。 H2・H3・K24・K27・K30が廃車。 |
| 2005 |       | 2     |       | 2     | 12    | 168    | H1・H6・F80・F91・F93とH4・H5の余剰中間車4両が廃車。H4・H5は12両化。 二階建て車両の248・249形及び275km/h対応編成が消滅。 新潟県中越地震により、K25編成が被災廃車。 |
| 2006 |       | 2     |       |       | 11    | 134    | H4・H5・K31が廃車。H編成 オリジナルK編成 消滅。 |
| 2007 |       | 1     |       |       | 11    | 122    | F8が廃車。 |
| 2008 |       |       |       |       | 11    | 110    | F19が廃車。これにより、F編成及び非リニューアル編成が消滅。 200系の廃車はここで一旦ストップした。 新幹線開業20周年を記念してK47がオリジナルカラーに復刻。           |
| 2009 |       |       |       |       | 11    | 110    | |
| 2010 |       |       |       |       | 11    | 110    | |
| 2011 |       |       |       |       | 11    | 110    | |
| 2012 |       |       |       |       | 8     | 80     | E5系の増備に伴い 廃車再開。 K21・K48・K49が廃車。 |
| 2013 |       |       |       |       | 3     | 30     | 200系 営業運転終了。 K26・K41・K42・K44・K46が廃車。 |
| 2014 |       |       |       |       |       | 0      | K43・K47・K51が廃車。K編成（リニューアル車）消滅こと200系全廃 |

## 記念列車
想い出のあおば号
東北新幹線大宮開業20周年を記念して、2002年6月23日に大宮 → 仙台で運行された。ただし、駅電光掲示板では、「団体201号」と表示されていた。
F93編成が充当され、12号車の先端部カバーには「新幹線開業 祝20周年」のマーキングが施された。また、休止していたビュフェが、この日に限り復活し、記念グッズなどが販売された。その他、車内放送でも開業当時のもの（民謡チャイムなど）が使用された。
「想い出のあおば号」に合わせて、「あおばリレー号」（上野：9時55分 → 大宮：10時20分、田町電車区所属「踊り子」用車両+新前橋電車区所属編成「EXPRESS 185」による185系14両編成）も運転された。
| 列車             | 大宮     | 小山     | 宇都宮   | 那須塩原 | 新白河   | 郡山     | 福島     | 白石蔵王 | 仙台     |
| 想い出のあおば号 | 11時02分 | 11時19分 | 11時32分 | 11時48分 | 12時00分 | 12時18分 | 12時34分 | 12時47分 | 13時03分 |

|      | ← 大宮仙台 → |            |           |            |            |            |           |            |            |            |            |             |
| 号車 | 1            | 2          | 3         | 4          | 5          | 6          | 7         | 8          | 9          | 10         | 11         | 12          |
| 形式 | 221形 (Mc)   | 226形 (M') | 225形 (M) | 226形 (M') | 225形 (Mk) | 226形 (M') | 225形 (M) | 226形 (M') | 237形 (Mb) | 226形 (M') | 215形 (Ms) | 222形 (M'c) |
| 座席 | 普通車       | 普通車     | 普通車    | 普通車     | 普通車     | 普通車     | 普通車    | 普通車     | ビュフェ車 | 普通車     | グリーン車 | 普通車      |
| 定員 | 50           | 80         | 95        | 80         | 70         | 80         | 95        | 80         | 28         | 80         | 52         | 55          |
| F93  | 1513         | 1076       | 1031      | 1077       | 1416       | 1078       | 1032      | 1079       | 1016       | 1080       | 1016       | 1513        |

復活とき号
上越新幹線大宮開業20周年を記念して、2002年11月16,17日に大宮駅 - 新潟駅間1往復の「復活とき号」が運行された。充当された編成はF80編成である。駅電光掲示板では、「団体408号」「団体409号」と表示されていた。
「復活とき号」に合わせて、「快速ときリレー号」（上野：9時32分 → 大宮：9時58分（11月16日）/大宮：12時07分 → 上野：12時33分（11月17日）、共に185系「踊り子」+「EXPRESS 185」）も運転された。
| 列車名     | 運転日時 | 運転区間                    | 停車駅                                             | 使用編成 |
| ---------- | -------- | --------------------------- | -------------------------------------------------- | -------- |
| 復活とき号 | 11月16日 | 大宮 (10:44) → 新潟 (12:46) | 熊谷、高崎、上毛高原、越後湯沢、浦佐、長岡、燕三条 | F80      |
| 復活とき号 | 11月17日 | 新潟 (9:52) → 大宮 (11:50)  | 燕三条、長岡、浦佐、越後湯沢、上毛高原、高崎、熊谷 | F80      |

|      | ← 大宮新潟 → |            |           |            |            |            |           |            |            |            |            |             |
| 号車 | 1            | 2          | 3         | 4          | 5          | 6          | 7         | 8          | 9          | 10         | 11         | 12          |
| 形式 | 221形 (Mc)   | 226形 (M') | 225形 (M) | 226形 (M') | 225形 (Mk) | 226形 (M') | 225形 (M) | 226形 (M') | 237形 (Mb) | 226形 (M') | 215形 (Ms) | 222形 (M'c) |
| 座席 | 普通車       | 普通車     | 普通車    | 普通車     | 普通車     | 普通車     | 普通車    | 普通車     | ビュフェ車 | 普通車     | グリーン車 | 普通車      |
| 定員 | 50           | 80         | 95        | 80         | 70         | 80         | 95        | 80         | 28         | 80         | 52         | 55          |
| F80  | 1514         | 1081       | 1033      | 1082       | 1417       | 1083       | 1034      | 1084       | 1017       | 1085       | 1017       | 1514        |

東北新幹線大宮開業25周年記念号
| やまびこ931号（小山駅）  |  | 大宮駅にて |
| やまびこ931号 （小山駅） |  | 大宮駅にて |

東北新幹線大宮開業25周年を記念して、2007年6月23日に「やまびこ931号」が大宮駅 → 盛岡駅間で運行された。
K47編成が充当された。車体塗装が200系オリジナルのカラーリング（白地に緑帯）に戻され、両先頭車の先端部カバーには「新幹線開業 祝 25周年」のマーキングが施された。
| 列車名        | 運転日時 | 運転区間                    | 停車駅                                                    | 使用編成 |
| ------------- | -------- | --------------------------- | --------------------------------------------------------- | -------- |
| やまびこ931号 | 6月23日  | 大宮 (10:30) → 盛岡 (13:18) | 小山、宇都宮、那須塩原、新白河、 郡山、福島、仙台、一ノ関 | K47      |

|      | ← 大宮盛岡 → |            |            |            |           |            |             |            |            |             |
| 号車 | 1            | 2          | 3          | 4          | 5         | 6          | 7           | 8          | 9          | 10          |
| 形式 | 221形 (Mc)   | 226形 (M') | 225形 (Mk) | 226形 (M') | 225形 (M) | 226形 (M') | 225形 (Mpk) | 226形 (M') | 215形 (Ms) | 222形 (M'c) |
| 座席 | 普通車       | 普通車     | 普通車     | 普通車     | 普通車    | 普通車     | 普通車      | 普通車     | グリーン車 | 普通車      |
| 定員 | 50           | 80         | 70         | 80         | 95        | 80         | 58          | 80         | 52         | 55          |
| K47  | 1510         | 1061       | 1413       | 1062       | 1025      | 1063       | 505         | 1065       | 1013       | 1510        |

上越新幹線大宮開業25周年記念号
上越新幹線大宮開業25周年を記念して、2007年11月10・15日に「あさひ190号」「とき25号」「とき318号」が記念列車として運行された。
「東北新幹線大宮開業25周年記念号」と同じく、かつての車体塗装が復元されたK47編成が充当された。列車番号の25は「25周年」から、「あさひ190号」は1982年11月15日開業時の上り1番列車名からとられた。
「とき318号」の新潟発車前に出発式が行われたほか、途中新設の本庄早稲田駅を除く上越新幹線各駅で記念入場券が販売された。また、これにあわせて同年11月10日に新潟新幹線車両センターで新幹線ご利用感謝祭が実施された。
| 列車名      | 運転日時 | 運転区間                    | 停車駅                                                          | 使用編成 | 備考     |
| ----------- | -------- | --------------------------- | --------------------------------------------------------------- | -------- | -------- |
| あさひ190号 | 11月10日 | 新潟 (6:11) → 上野 (8:14)   |                                                                 | K47      | 団体列車 |
| とき25号    | 11月10日 | 大宮 (10:00) → 新潟 (12:07) | 熊谷、本庄早稲田、高崎、上毛高原、 越後湯沢、浦佐、長岡、燕三条 | K47      |          |
| とき318号   | 11月15日 | 新潟 (9:36) → 東京 (11:04)  | 燕三条、長岡、越後湯沢、大宮、上野                              | K47      | 定期列車 |

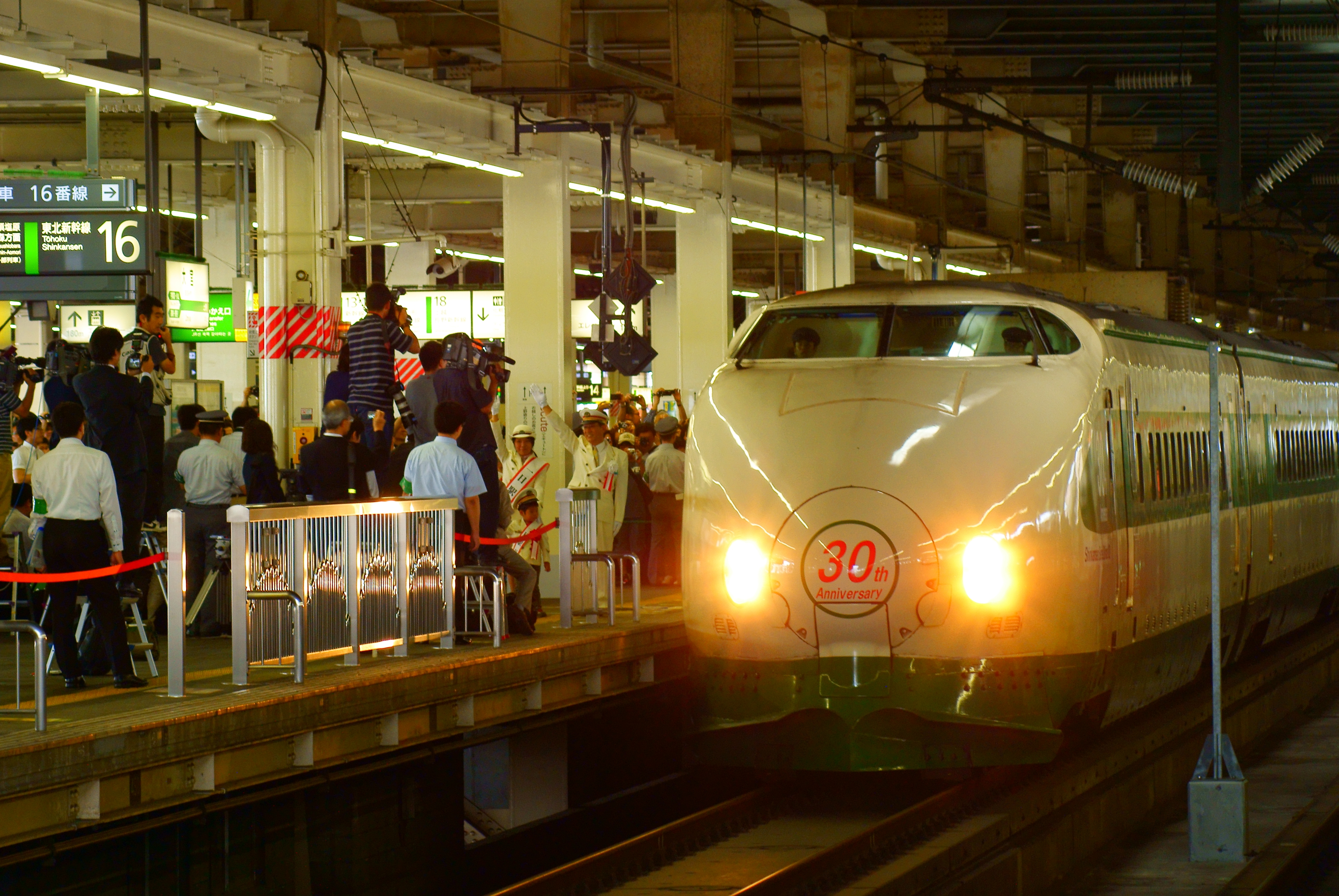
東北新幹線大宮開業30周年記念号 2012年6月23日 大宮駅にて

東北新幹線大宮開業30周年記念号
東北新幹線大宮開業30周年を記念して、2012年6月23日に「やまびこ235号」が大宮駅 → 盛岡駅間で運行された。
25周年記念と同様、リバイバルカラーのK47編成が充当された。側面に貼付されていた復興推進キャンペーンのステッカーを剥し、「30th Anniversary」の車体側面装飾と「新幹線YEAR2012」のステッカー（1・10号車、いずれもE5系のイラスト）、先端部カバーのマーキングが施された。
「やまびこ235号」の大宮発車前に出発式典が行われたほか、車内チャイムは「ふるさとチャイム」が使用された。
| 列車名        | 運転日時 | 運転区間                   | 停車駅                                                        | 使用編成 |
| ------------- | -------- | -------------------------- | ------------------------------------------------------------- | -------- |
| やまびこ235号 | 6月23日  | 大宮 (9:09) → 盛岡 (12:02) | 小山、宇都宮、那須塩原、 郡山、福島、仙台、古川、一ノ関、北上 | K47      |

上越新幹線大宮開業30周年記念号
上越新幹線大宮開業30周年を記念して、2012年11月17日に「とき395号」が大宮駅 → 新潟駅間で運行された。
25周年記念と同様、リバイバルカラーのK47編成が充当された。先端部カバーには公募によって選ばれた「トキとシラコバト」のマーキングが施工され、側面には「新幹線YEAR2012」（1号車はE5系、10号車はE4系のイラスト）のステッカーが貼付された。
なお、「東北新幹線大宮開業30周年記念号」とは異なり、1号車の復興推進キャンペーンのステッカーは貼付されたままだった。
| 列車名    | 運転日時 | 運転区間                   | 停車駅                                              | 使用編成 |
| --------- | -------- | -------------------------- | --------------------------------------------------- | -------- |
| とき395号 | 11月17日 | 大宮 (9:58) → 新潟 (11:49) | 熊谷、高崎、上毛高原、 越後湯沢、浦佐、長岡、燕三条 | K47      |

## ラッピング
2003年（平成15年）7月から2004年（平成16年）4月にかけて、東京ディズニーランド開園20周年を記念して、一部の編成でディズニーの部分的なラッピングが施され、『ドリームキャンペーン号』として運行していた。
2008年（平成20年）7月19日からは、「ピカ乗りサマー2008」キャンペーンPRラッピングの一環としてK43編成にポケモンのラッピングが施された。これに関しては他の系列にも波及し、JR東日本の公式ホームページで2日後までの運行情報が公開された。
2009年（平成21年）7月18日から、2008年同様「ピカ乗りサマー2009」キャンペーンPRラッピングの一環としてK26,K49編成にポケモンのラッピングが施されていた。

## 脱線事故

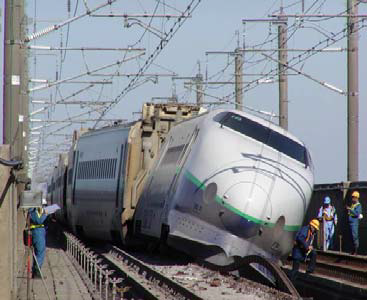
脱線したK25編成（とき325号）

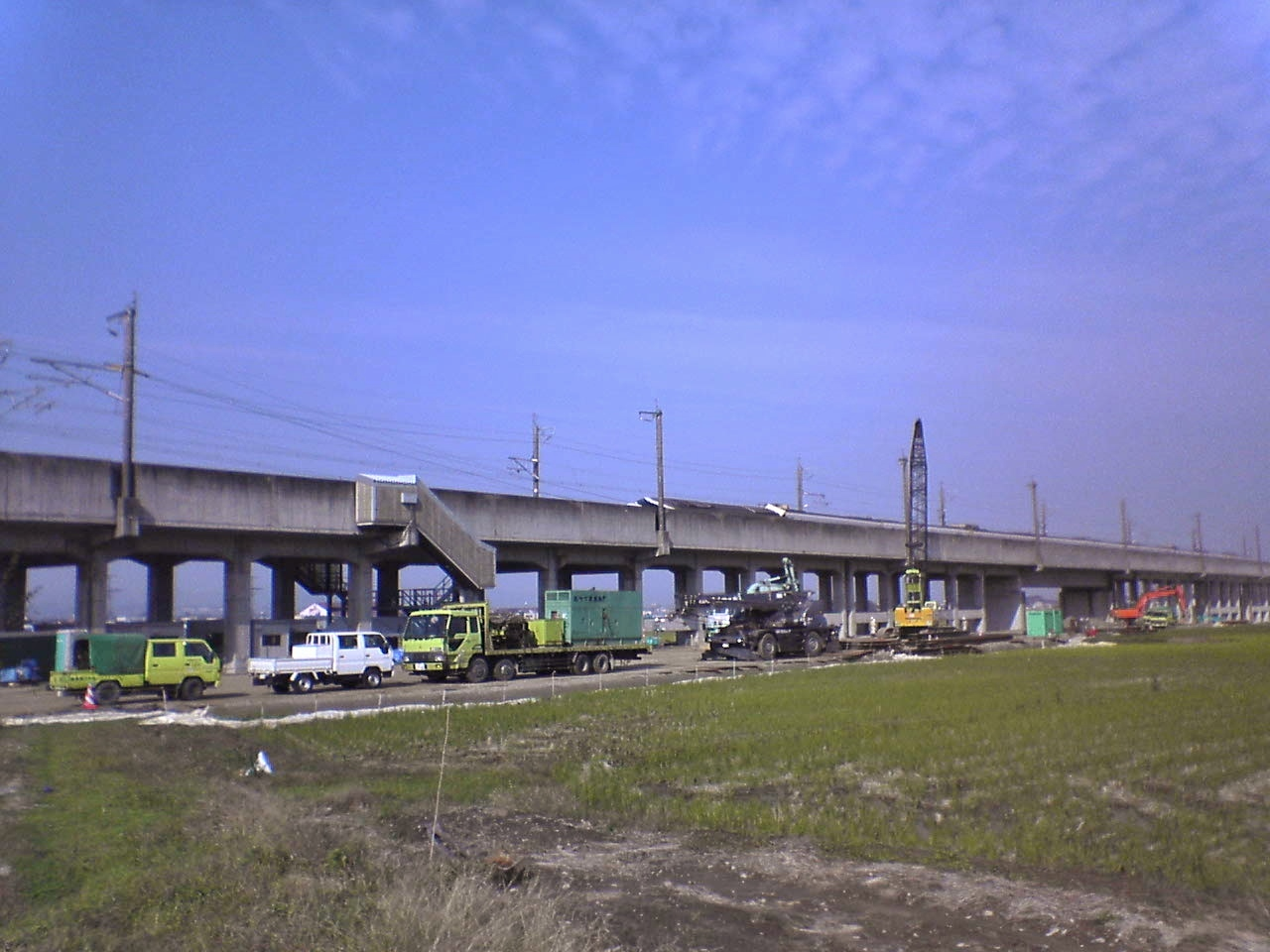
脱線事故の現場
（2004年11月6日撮影）

2004年（平成16年）10月23日午後5時56分ごろ (JST) に発生した新潟県中越地震により、東京発新潟行きの「とき」325号（K25編成）が時速約200kmで走行中、長岡駅手前約5kmの滝谷トンネル先の地点で被災し、10両中8両が脱線した。日本の新幹線史上初の営業運転中の脱線事故となった。
航空・鉄道事故調査委員会からは中間報告が出されたものの、直後に発生したJR福知山線脱線事故の調査が優先されるなどして最終報告がまとめられず、事故から3年経った2007年（平成19年）11月30日、調査委員会から最終報告書が発表された。当初は瞬間的に車体が浮き上がったとされていたが、報告書では地震の揺れによって四股を踏んだような状態になり脱線に至ったものと結論付けられた。その後、K25編成は損傷がひどく2005年3月25日で廃車となり、当初廃車予定だったリニューアル改造未施工車K31編成の運用が2005年暮れまで継続された。そして2006年初頭にK31編成が廃車され、その代替車輛として2005年12月にE2系J69編成が製造された。また、この経験が後年に生かされ、2011年3月11日発生の東日本大震災での被害は東北新幹線仙台駅構内で試運転走行(約72km/hで走行)していたE2系の一部脱線に留まった。
2005年10月19日、JR東日本では事故の教訓を残すため同編成の一部を福島県白河市の総合研修センター内に移設して静態保存すると発表。当初は先端部カバーが外された状態で新潟新幹線車両センターの車庫内に留置されていたが、2007年（平成19年）11月10日の新潟新幹線車両センター公開において、K25編成は編成順がばらばらになった状態で同センター内に露天で留置されていることが確認された。両先頭車のみ前面に養生シートがかかっているが、他の車両にはシートがなかった。2012年（平成24年）頃、1号車の221-1505を残して解体された。2013年（平成25年）9月に入ってから、福島県白河市の研修センターに移設された。

## 引退

### 定期運用終了

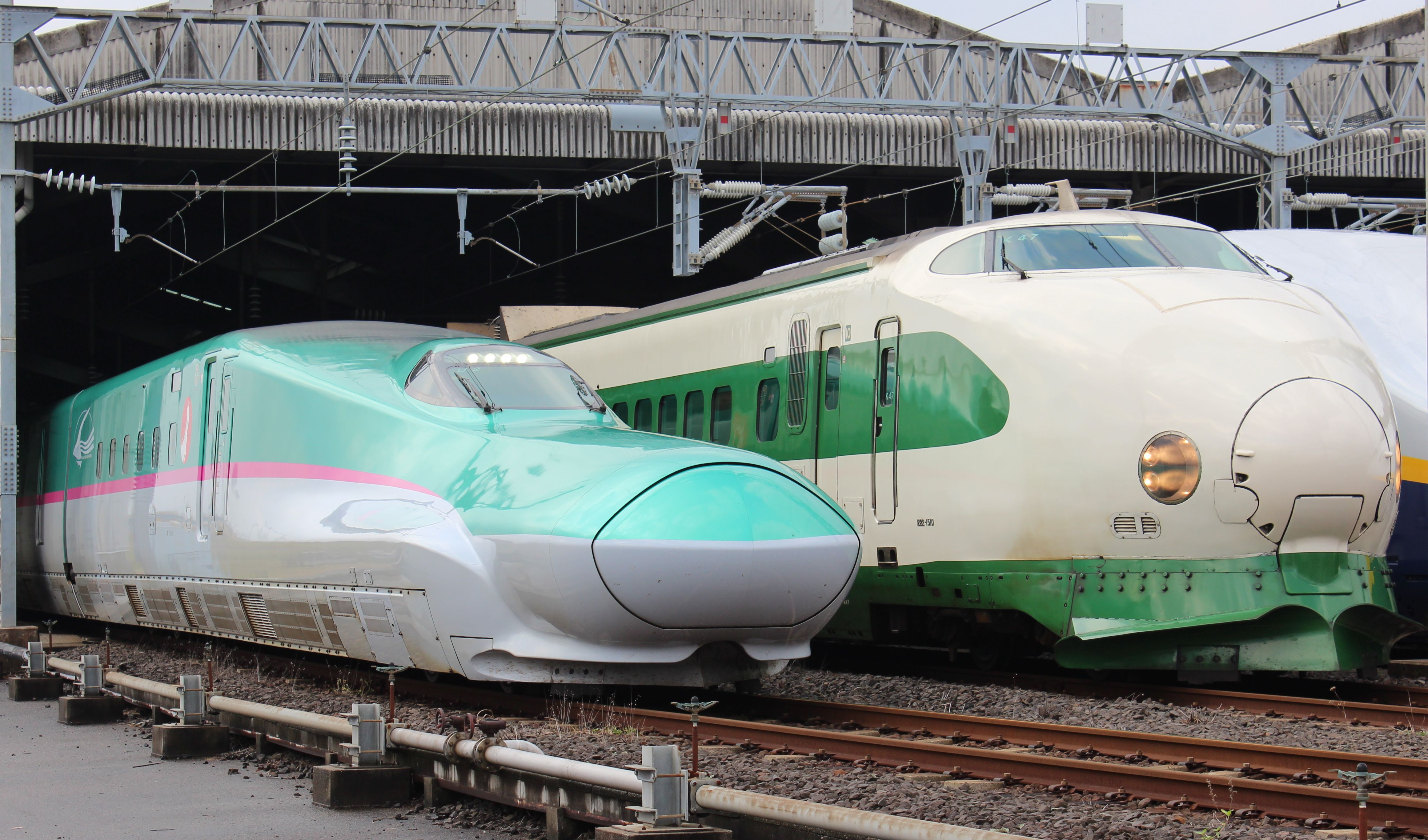
E5系との並び
（2012年10月21日）
新潟新幹線車両センターの一般公開

2011年春から投入が開始されたE5系の増備に伴い、順次運用を離脱した。
まず、2011年11月19日のE5系3編成の投入により、200系の東北新幹線の大宮駅以北での定期営業運転は終了。次いで2012年9月のダイヤ改正で一部がE4系に差し替えられた。さらに2013年1月26日から本系列充当列車の一部をE2系に置き換え、残存した運用についても2013年3月16日実施のダイヤ改正で全てE2系に置き換え、これをもって定期営業運転を終了した。
上り定期運用最終列車は「とき342号」、下り定期運用最終列車は「とき347号」であった。

### さよなら運転
200系の営業運転終了を記念し、2013年3月23日から4月14日にかけて、リバイバルカラーのK47編成を使用したさよなら運転が行われた。
「ありがとう200系」号（新白河駅→盛岡駅間往復）
2013年3月23日に東北新幹線・新白河駅→盛岡駅間往復で団体専用列車「ありがとう200系」号が運転された。
リバイバルカラーのK47編成が充当された。
| 列車名                | 運転日  | 運転区間（始発・終着時刻）      | 途中停車駅                                                       | 使用 編成 | 備考         |
| --------------------- | ------- | ------------------------------- | ---------------------------------------------------------------- | --------- | ------------ |
| 「ありがとう200系」号 | 3月23日 | 新白河（8:26）→ 盛岡（10:46）   | 郡山、福島、白石蔵王、 仙台、古川、くりこま高原、 一ノ関、新花巻 | K47       | 団体専用列車 |
| 「ありがとう200系」号 | 3月23日 | 盛岡（18:20） → 新白河（20:33） | 郡山、福島、白石蔵王、 仙台、古川、くりこま高原、 一ノ関、新花巻 | K47       | 団体専用列車 |

さよなら200系やまびこ号
2013年3月30日に東北新幹線・盛岡駅→東京駅間で団体専用列車「さよなら200系やまびこ号」が運転された。
リバイバルカラーのK47編成が充当された。
盛岡発車前に出発式が行われたほか、車内では乗車記念品の配付が行われた。
当列車が東北新幹線仙台駅以北にて、200系最後の営業運転となった。
| 列車名                  | 運転日  | 運転区間（始発・終着時刻）  | 途中停車駅                                        | 使用 編成 | 備考                                     |
| ----------------------- | ------- | --------------------------- | ------------------------------------------------- | --------- | ---------------------------------------- |
| さよなら200系やまびこ号 | 3月30日 | 盛岡（8:49）→ 東京（11:52） | 新花巻、北上、水沢江刺、 一ノ関、仙台、大宮、上野 | K47       | 団体専用列車 仙台駅 - 盛岡駅間ラストラン |

200系仙台宮城DC号
2013年4月6日に東北新幹線・上野駅→仙台駅間で団体専用列車「200系仙台宮城DC号」が運転された。
リバイバルカラーのK47編成が充当された。
| 列車名            | 運転日 | 運転区間（始発・終着時刻）  | 途中停車駅   | 使用 編成 | 備考         |
| ----------------- | ------ | --------------------------- | ------------ | --------- | ------------ |
| 200系仙台宮城DC号 | 4月6日 | 上野（8:54）→ 仙台（10:45） | 大宮、新白河 | K47       | 団体専用列車 |

「ありがとう200系」号（仙台駅→上野駅間）
2013年4月13日に仙台駅→上野駅間で団体専用列車「ありがとう200系」号が運転された。
リバイバルカラーのK47編成が充当された。
当列車が東北新幹線大宮駅以北にて、200系最後の営業運転となった。
| 列車名                | 運転日  | 運転区間（始発・終着時刻） | 途中停車駅                          | 使用 編成 | 備考                                     |
| --------------------- | ------- | -------------------------- | ----------------------------------- | --------- | ---------------------------------------- |
| 「ありがとう200系」号 | 4月13日 | 仙台（7:17）→ 上野（9:28） | 白石蔵王、福島、郡山、 新白河、大宮 | K47       | 団体専用列車 大宮駅 - 仙台駅間ラストラン |

「さよなら200系」号
2013年4月14日に新潟駅→東京駅、大宮駅→新潟駅間で団体専用列車「さよなら200系」号が運転された。
リバイバルカラーのK47編成が充当された。側面に貼付されていた復興推進キャンペーンのステッカーを剥がし、「Thank You 1982-2013 Series200」の惜別ラッピングが施工された。
下りの大宮発車前には出発式が行われ、花束贈呈やメッセージの披露が行われた。
当列車が上越新幹線区間および200系での最後の営業運転となった。それと同時に30年の歴史に幕を下ろした。
K47編成はこの直後の同年4月25日付で廃車された。
| 列車名              | 運転日  | 運転区間（始発・終着時刻）    | 途中停車駅                                                                   | 使用 編成 | 備考                         |
| ------------------- | ------- | ----------------------------- | ---------------------------------------------------------------------------- | --------- | ---------------------------- |
| 「さよなら200系」号 | 4月14日 | 新潟（7:24）→ 東京（9:48）    | 燕三条、長岡、浦佐、 越後湯沢、上毛高原、高崎、 本庄早稲田、熊谷、大宮、上野 | K47       | 団体専用列車 200系ラストラン |
| 「さよなら200系」号 | 4月14日 | 大宮（15:26） → 新潟（17:26） | 燕三条、長岡、浦佐、 越後湯沢、上毛高原、高崎、 本庄早稲田、熊谷、大宮、上野 | K47       | 団体専用列車 200系ラストラン |

この他、以下の臨時列車にも200系が使用された（ただし、K47編成の充当ではなかった）。
「春満喫TYO」号
2013年3月23日及び3月30日に新潟駅→上野駅間で団体専用列車「春満喫TYO」号が運転された。
両日ともK51編成が充当された。
当列車がリニューアルカラーの200系で最後の営業運転となった。
このK51編成は最後まで残った200系で、2013年6月3日付で廃車され200系は廃系列となった。
| 列車名          | 運転日           | 運転区間（始発・終着時刻） | 途中停車駅                         | 使用 編成 | 備考         |
| --------------- | ---------------- | -------------------------- | ---------------------------------- | --------- | ------------ |
| 「春満喫TYO」号 | 3月23日・3月30日 | 新潟（7:31）→ 上野（9:30） | 燕三条、長岡、浦佐、越後湯沢、大宮 | K51       | 団体専用列車 |

## 保存車両

### 現存

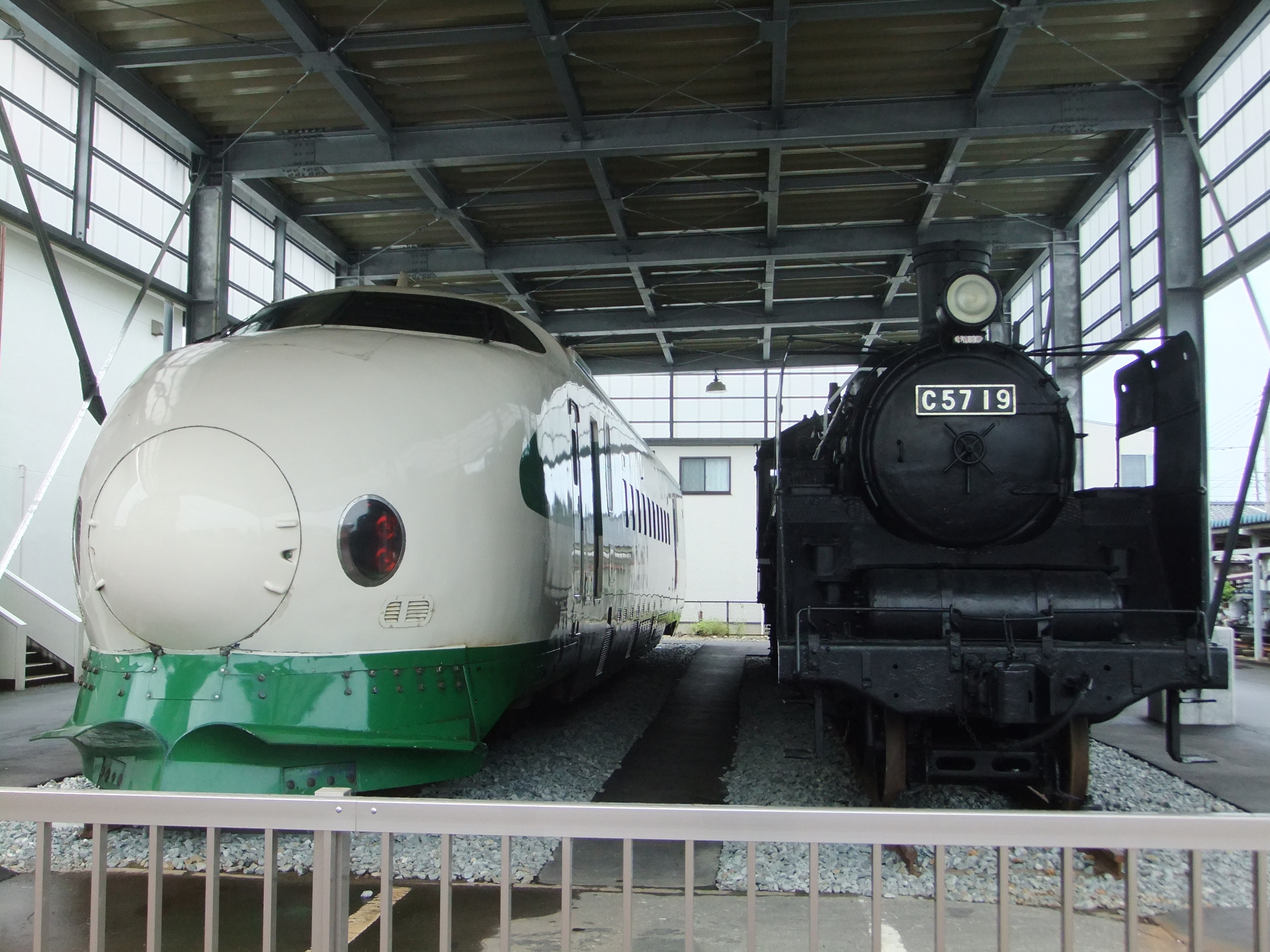
新潟市新津鉄道資料館に保存されている200系（写真左）

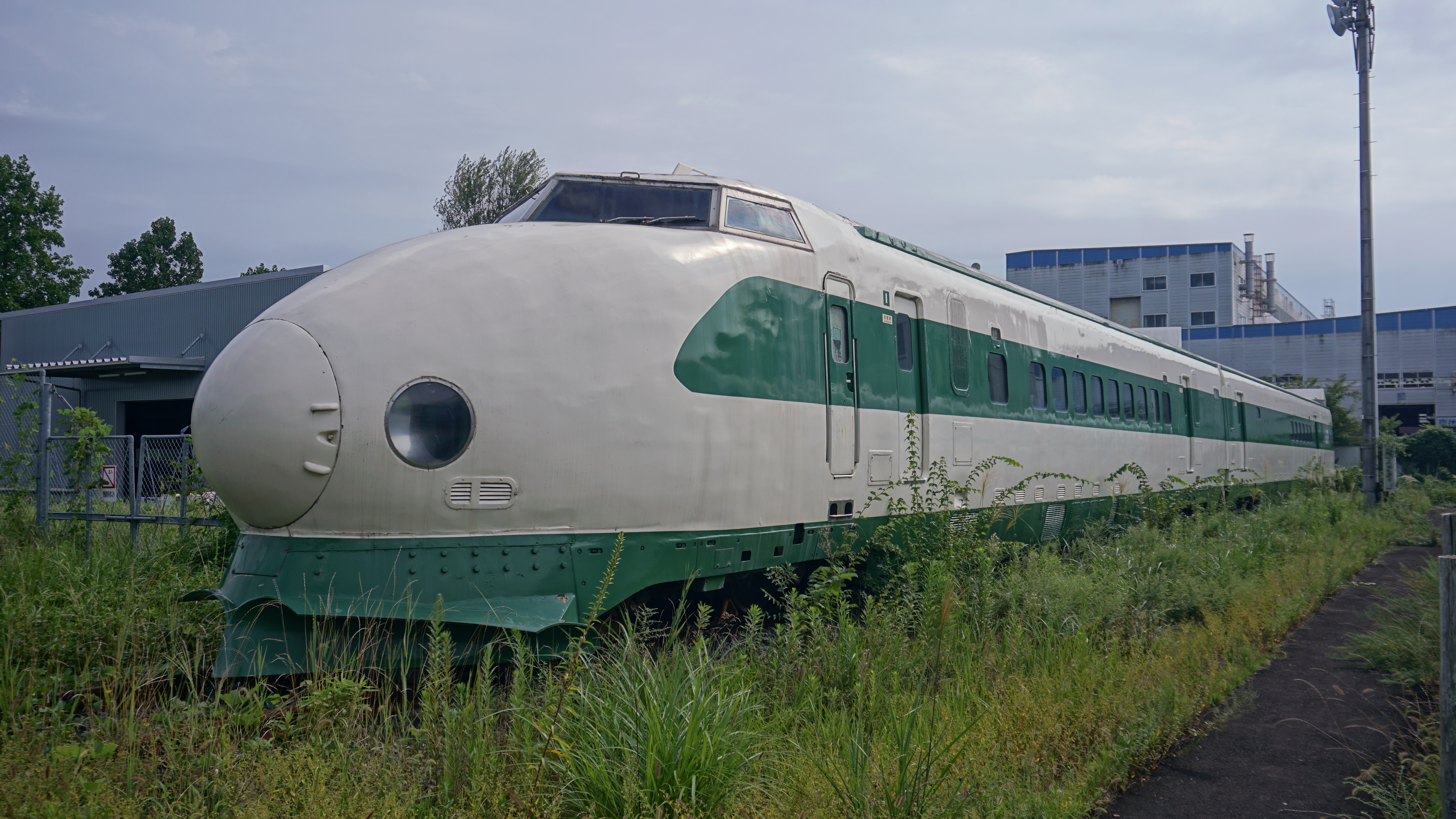
新幹線総合車両センターに保存されている200系（221-1と237-1）

- 221-1,237-1（E1→F30編成1, 9号車）
宮城県宮城郡利府町の新幹線総合車両センターに、221-1と237-1の2両が整備されて保存されている。
- 222-35（E35→F56編成12号車→K11編成8号車→K31編成10号車）
埼玉県さいたま市大宮区の鉄道博物館に保存されており、車内や床下が見学できる。また、併結用連結器の展開・収納も実演されている。
- 221-1505（K25編成1号車）
2004年10月23日に発生した中越地震により被災した、K25編成の1号車。最後の運用となったのは、新潟行きのとき325号。晩年は新潟県新潟市東区の新潟新幹線車両センター内に留置されていたが、後年になって1号車を除いて解体された。2013年9月上旬に解体を免れた1号車が、福島県白河市のJR東日本総合研修センター内に移設され、保存・展示されている。
- 221-1510（F13→K47編成1号車）
新潟県新潟市秋葉区の新潟市新津鉄道資料館に保存され、2013年6月22日から一般公開を開始した。
  - 5月26日から翌27日早朝にかけ、新潟新幹線車両センターから資料館本館まで陸送された。本館には従来、200系電車先頭部の実物大モックアップが設置されていたが、リニューアルに伴い上記の221形と入れ替わる形で解体された。
- E21編成の車輪
1982年6月23日、東北新幹線開業一番列車「やまびこ11号」に使用されたE21編成の車輪が大宮駅西口のDOM前にて保存されている。

### 解体済

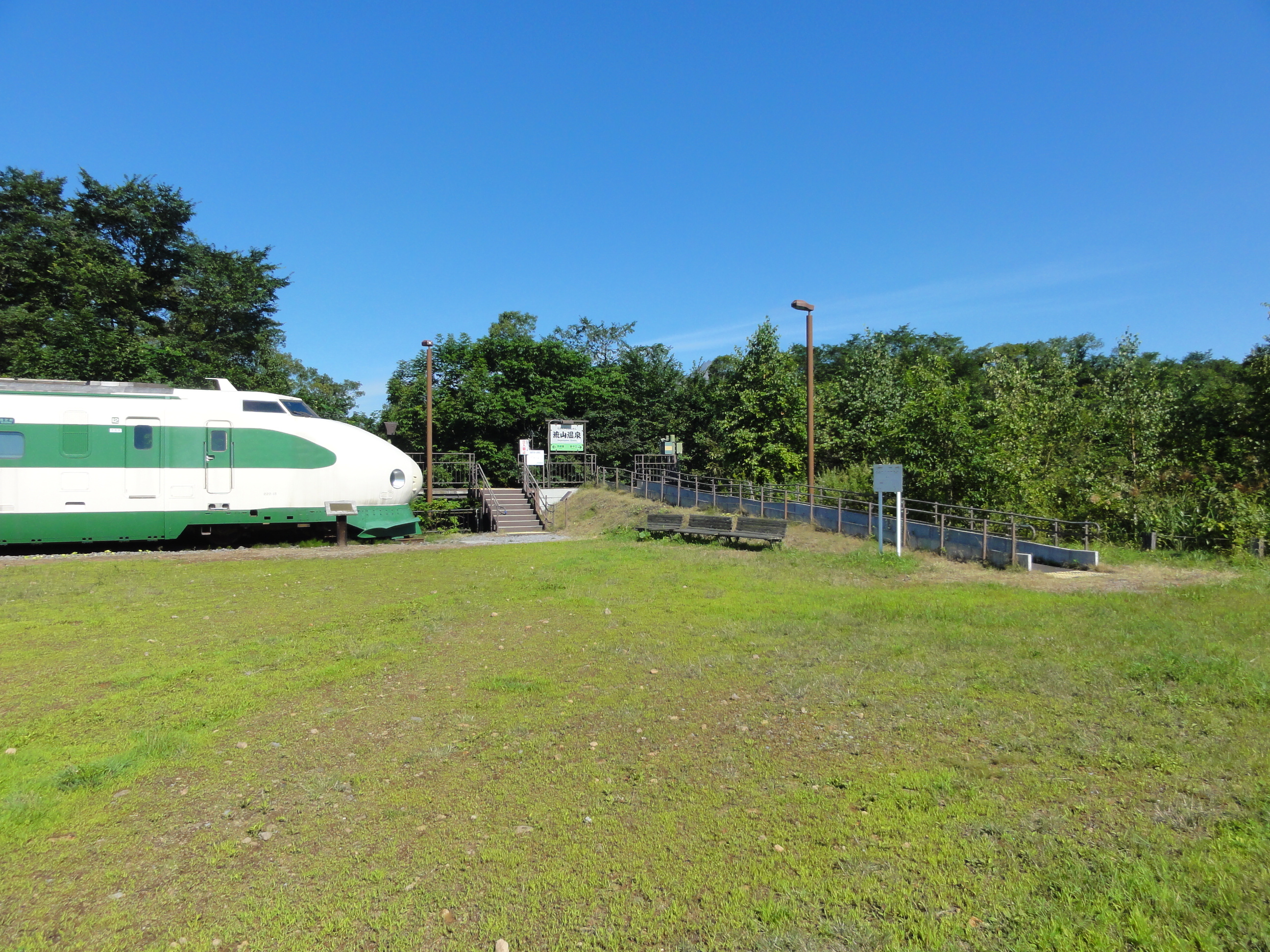
流山温泉駅前に保存されていた200系

- 226-1, 215-1, 222-1（E1→F30編成2, 11, 12号車）, 249-5（H5編成9号車）
かつては宮城県宮城郡利府町の新幹線総合車両センターの屋外に留置されていたが、2010年に解体された。
- 221-15, 215-15, 222-15（E15→F37編成1, 11, 12号車）
北海道亀田郡七飯町の函館本線流山温泉駅前に保存されていた。この車両は北海道新幹線の開通を願って保存されていたが、実際の北海道新幹線の開通を待たずに2013年6月末までに解体された[57]。